# 중세 미술

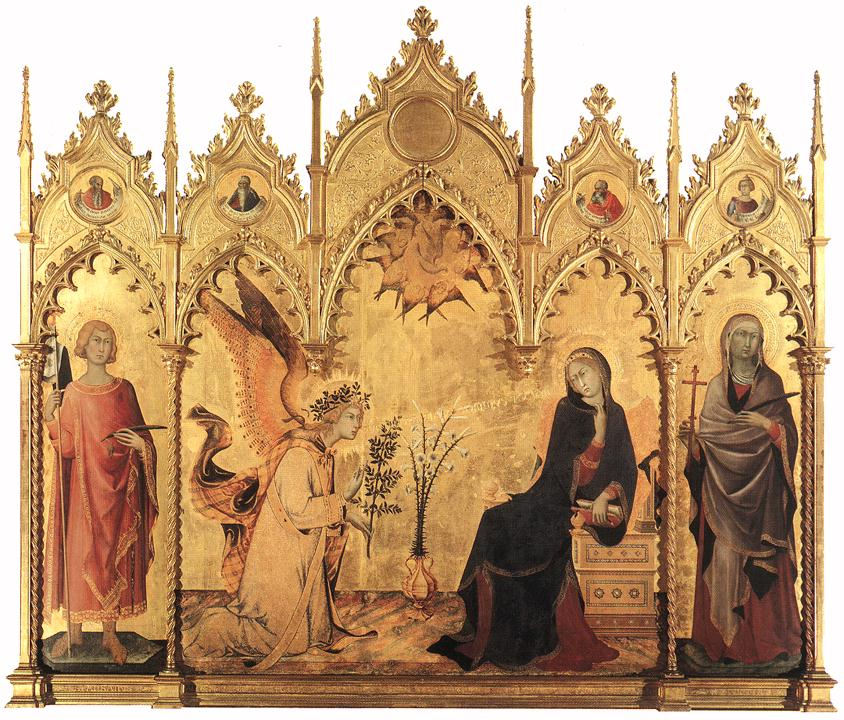

서양의 중세 미술은 서방 세계에서 유럽 전역과 특정 시기에는 서아시아 및 북아프리카에서 천 년이 넘는 기간의 예술을 아우르는 광범위한 시간과 장소를 다룬다. 여기에는 주요 예술 운동과 시기, 국가 및 지역 예술, 장르, 부흥, 예술가들의 공예, 그리고 예술가들 자신이 포함된다.
미술사가들은 중세 미술을 주요 시기와 양식으로 분류하려 시도하지만, 종종 어려움을 겪는다. 일반적으로 인정되는 분류에는 초기 기독교 미술의 후기 단계, 민족 이동기 미술, 비잔틴 미술, 도서예술, 전로마네스크 미술, 로마네스크 미술, 고딕 미술이 포함되며, 이 중심 양식들 내의 많은 다른 시기들도 포함된다. 또한, 각 지역은 주로 국민이나 문화로 형성되는 과정에서 앵글로색슨 미술이나 바이킹 미술과 같은 고유한 예술 양식을 가졌다.
중세 미술은 다양한 매체로 제작되었으며, 조각, 채식필사본, 스테인드글라스, 금속공예, 모자이크에서 많은 작품이 남아 있는데, 이들은 프레스코 벽화, 귀금속 작품 또는 직물 (태피스트리 포함)과 같은 다른 매체보다 보존율이 높았다. 특히 이 시기 초반에는 금속공예, 상아 조각, 법랑, 귀금속을 사용한 자수 (공예)와 같은 소위 "소공예" 또는 장식 예술 작품들이 회화나 기념비적 조각보다 더 높이 평가되었을 것이다.
유럽의 중세 미술은 로마 제국의 예술 유산과 초기 기독교 교회의 도상학적 전통에서 발전했다. 이러한 원천들은 북유럽의 활기찬 "야만족" 예술 문화와 혼합되어 놀라운 예술적 유산을 만들어냈다. 실제로 중세 미술의 역사는 고전주의 미술, 초기 기독교 미술, 그리고 "야만족" 미술 요소들 간의 상호 작용의 역사로 볼 수 있다. 고전주의의 형식적인 측면 외에도, 비잔틴 미술에서는 이 시기 내내 대상의 사실적인 묘사에 대한 연속적인 전통이 존재했지만, 서방에서는 간헐적으로 나타나 서유럽에서 개발된 새로운 표현주의적 가능성과 북방의 활기찬 장식 요소 유산이 결합되거나 때로는 경쟁하기도 했다. 이 시기는 고전 미술의 기술과 가치를 르네상스적으로 재발견하면서 끝났으며, 중세의 예술적 유산은 그 후 몇 세기 동안 경시되었다. 19세기 이후 관심과 이해가 부활하면서, 중세 미술은 후기 서양 미술의 발전을 뒷받침하는 엄청난 업적의 시기로 여겨지게 되었다.

## 개요

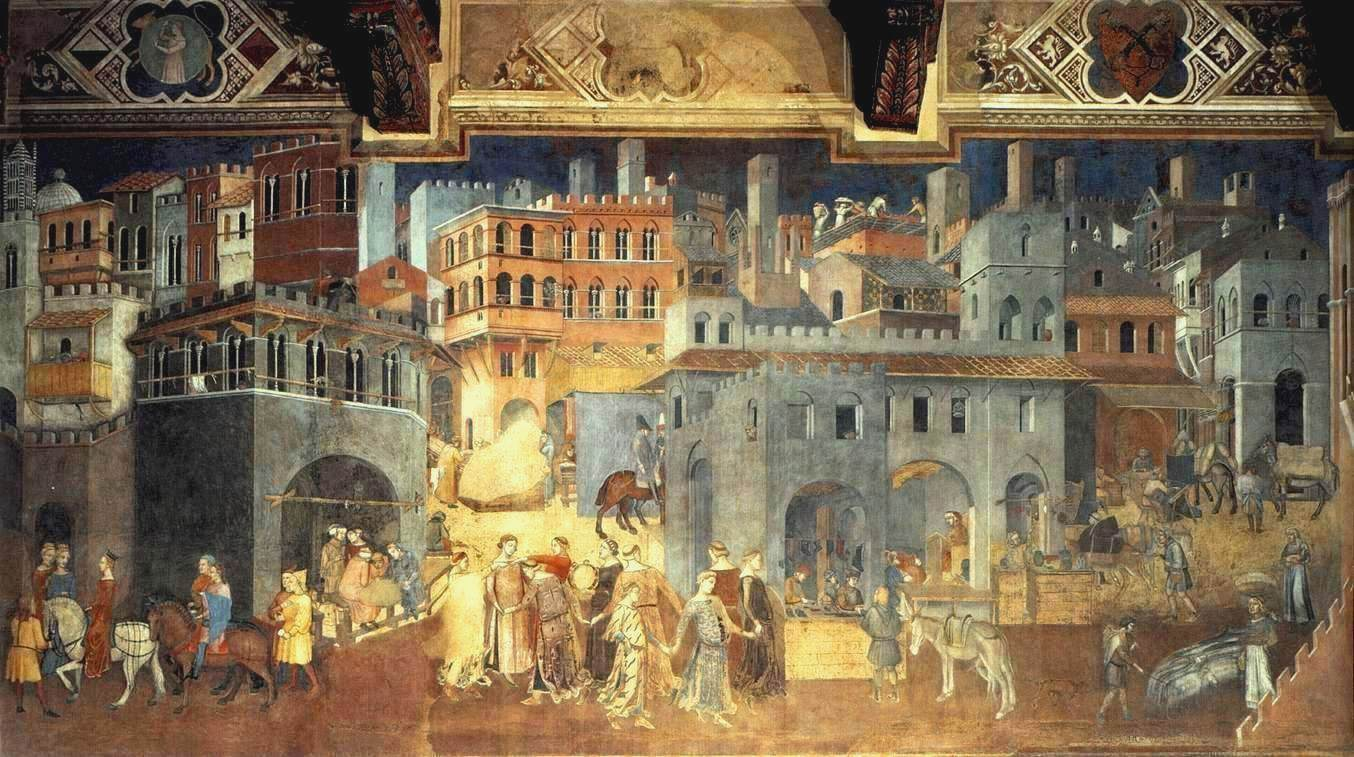
1338년 암브로조 로렌제티가 시에나 시청에 그린 프레스코 벽화인 <선정에 의한 효과>의 세부 묘사.

유럽 중세의 첫 몇 세기(약 800년경까지)는 번영, 안정, 인구가 감소했으며, 그 후 1350년경 흑사병의 대규모 타격이 있기까지 비교적 꾸준히 증가했다. 흑사병으로 인해 유럽 전체 인구의 최소 3분의 1이 사망한 것으로 추정되며, 남부 지역은 사망률이 더 높고 북부 지역은 더 낮았다. 많은 지역은 17세기까지 이전 인구 수준을 회복하지 못했다. 유럽 인구는 650년경 약 1,800만 명으로 최저점을 기록한 후 1000년경에는 두 배로 늘어났고, 흑사병 직전인 1340년에는 7천만 명을 넘어섰다. 1450년에는 여전히 5천만 명에 불과했다. 이 수치에서 북유럽, 특히 영국은 오늘날보다 낮은 비율을 차지했으며, 프랑스를 포함한 남유럽은 더 높은 비율을 차지했다. 생존자들에게 있어 번영 증가는 흑사병의 영향을 훨씬 덜 받았다. 약 11세기까지 유럽 대부분은 농업 노동력이 부족했고 미사용 토지가 많았으며, 중세 온난기는 1315년경까지 농업에 이로웠다.
중세 시대에는 첫 밀레니엄을 특징짓던 외부 지역으로부터의 침략과 침입이 결국 사라졌다. 7세기와 8세기의 초기 무슬림 정복은 북아프리카 전체를 서방 세계에서 갑자기 그리고 영구적으로 제거했으며, 나머지 기간 동안 이슬람 민족은 점차 동로마 제국을 점령하여 중세 말기에는 남서쪽 이베리아 반도를 되찾은 가톨릭 유럽이 다시 남동쪽으로부터 무슬림의 위협을 받게 되었다.

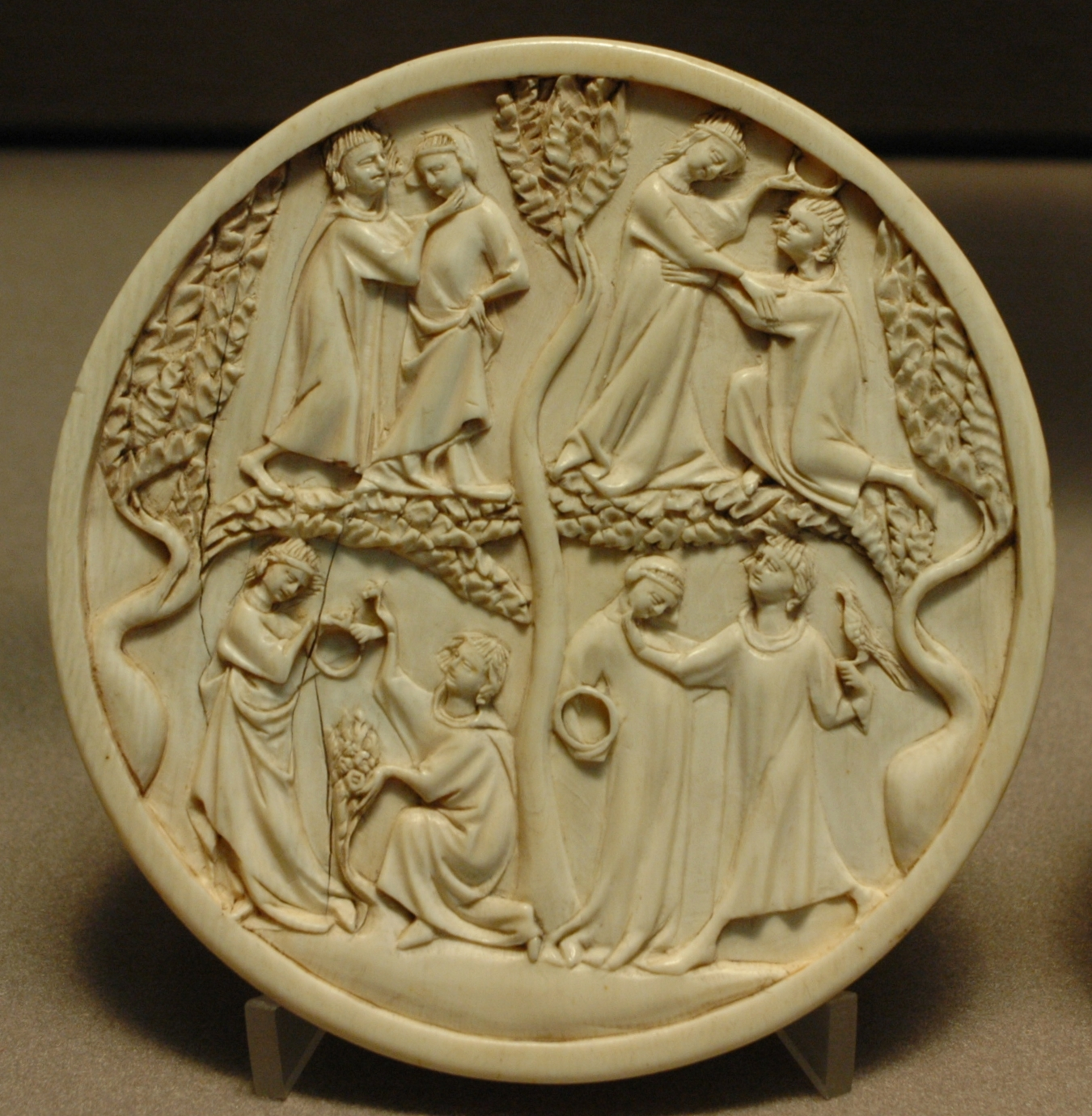
1300–1330년 파리에서 제작된 귀부인의 상아 거울함에 새겨진 궁정연애 장면.

중세 초기에 대부분의 중요한 예술 작품은 세속 엘리트, 수도원 또는 주요 교회와 관련된 매우 희귀하고 값비싼 물건이었으며, 종교적인 경우 대부분 수도사들에 의해 제작되었다. 중세 말기에는 상당한 예술적 가치를 지닌 작품들이 작은 마을과 도시의 수많은 부르주아 가옥에서 발견될 수 있었으며, 그 생산은 많은 지역에서 중요한 지역 산업이 되었고, 성직자 출신 예술가들은 이제 예외가 되었다. 그러나 베네딕토 규칙은 수도원에서 예술 작품을 판매하는 것을 허용했으며, 이 시기 내내 수도사들이 세속 작품을 포함한 예술을 평신도 시장을 위해 상업적으로 생산할 수 있었고, 수도원은 필요할 경우 평신도 전문가를 고용하는 것이 분명하다.
현존하는 작품들을 보면 거의 모든 중세 미술이 종교적인 것처럼 보일 수 있다. 하지만 결코 그렇지 않다. 비록 중세 내내 교회가 매우 부유해지고 때로는 예술에 아낌없이 돈을 쓰는 것을 마다하지 않았지만, 동등한 품질의 세속 미술도 많았으며, 이들은 마모, 손실, 파괴율이 훨씬 높았다. 중세는 일반적으로 성인이나 창립자와의 연관성 외에 예술적 가치 때문에 오래된 작품을 보존한다는 개념이 부족했으며, 르네상스와 바로크 시대에는 중세 미술을 경시하는 경향이 있었다. 초기 중세의 대부분의 고급 채색 필사본은 귀금속, 상아, 보석으로 된 화려한 보물 장정 책 표지를 가졌다. 다시 제본된 페이지와 표지의 상아 부조는 완전한 표지보다 훨씬 더 많이 남아 있는데, 표지들은 대부분 어느 시점에 귀한 재료를 위해 벗겨졌기 때문이다.

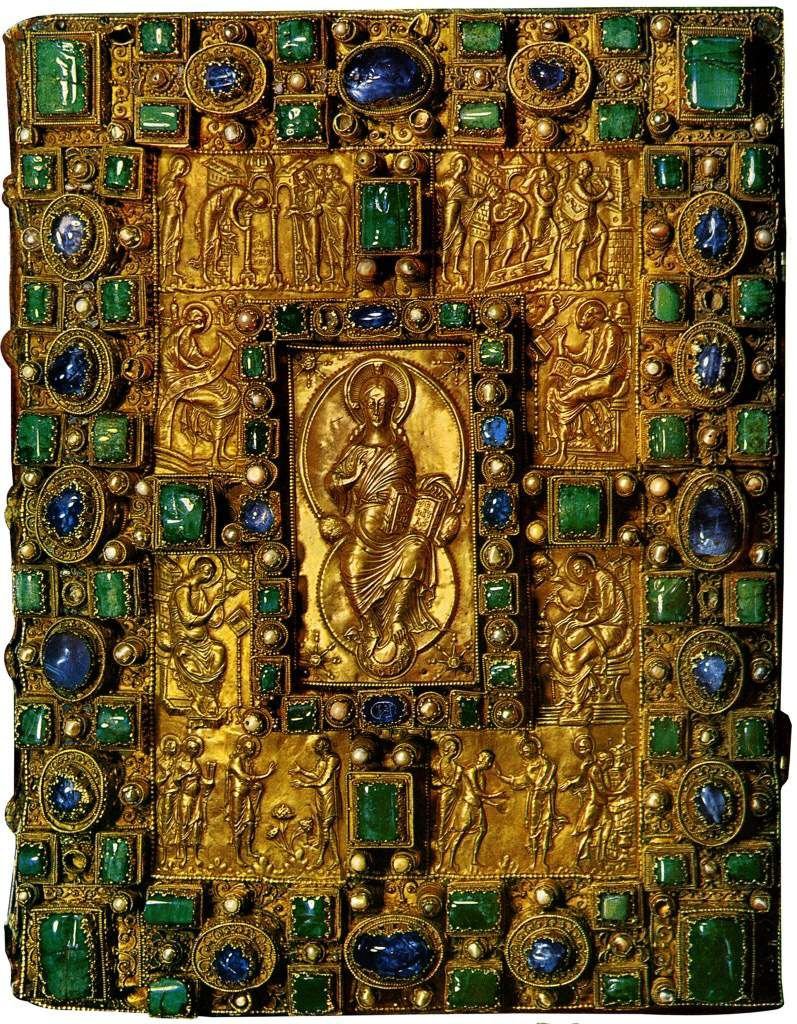
카롤루스 시대의 복음서인 성 에머람의 황금 필사본의 보석 표지, 870년경.

대부분의 교회는 여러 번 재건되었지만, 중세 궁전과 대형 주택은 훨씬 더 빠르게 사라졌으며, 이는 그들의 비품과 장식도 마찬가지이다. 영국에서는 7세기 이후 모든 세기의 교회가 거의 온전하게 남아 있으며, 후기 교회는 상당수 남아 있다. 노리치 시에만 40개의 중세 교회가 있지만, 수십 개의 왕궁 중 11세기 이전의 것은 하나도 남아 있지 않고, 나머지 시기의 잔해는 몇 개뿐이다. 14세기 아비뇽 교황궁은 거의 온전하게 남아 있지만, 유럽 대부분의 상황은 비슷하다. 개별 작품의 연대와 기원에 대한 가장 오래된 학문적 논쟁 중 다수는 세속 작품과 관련이 있는데, 이는 이들이 훨씬 더 희귀하기 때문이다. 앵글로색슨 시대의 풀러 브로치는 대영박물관에서 그럴듯한 위작으로 거부되었고, 작은 독립형 세속 청동 조각은 너무 희귀해서 가장 좋은 두 가지 사례 모두의 연대, 기원, 심지어 진위 여부에 대해 수십 년 동안 논쟁이 벌어졌다.
귀중한 재료의 사용은 중세 미술에서 일관된 특징이다. 이 시기 말까지는 예술가들에게 돈을 지불하는 것보다 재료를 사는 데 훨씬 더 많은 비용이 들었으며, 설령 이들이 수도사로서 의무를 수행하는 것이 아니더라도 마찬가지였다. 금은 교회와 궁전의 물건, 개인 장신구, 의복 장식에 사용되었고, 유리 테세라 뒷면에 고정되어 모자이크의 단단한 배경으로 사용되거나 필사본의 세밀화와 패널 그림에 금박으로 적용되었다. 귀금속을 사용한 많은 물건들은 미래에 그 원자재 가치가 실현될 수 있다는 것을 알고 제작되었다. 이 시기 말에 이르러서야 부동산 외에도 큰 위험을 감수하거나 고리대금을 저지르지 않고는 돈을 투자할 수 없게 되었다.

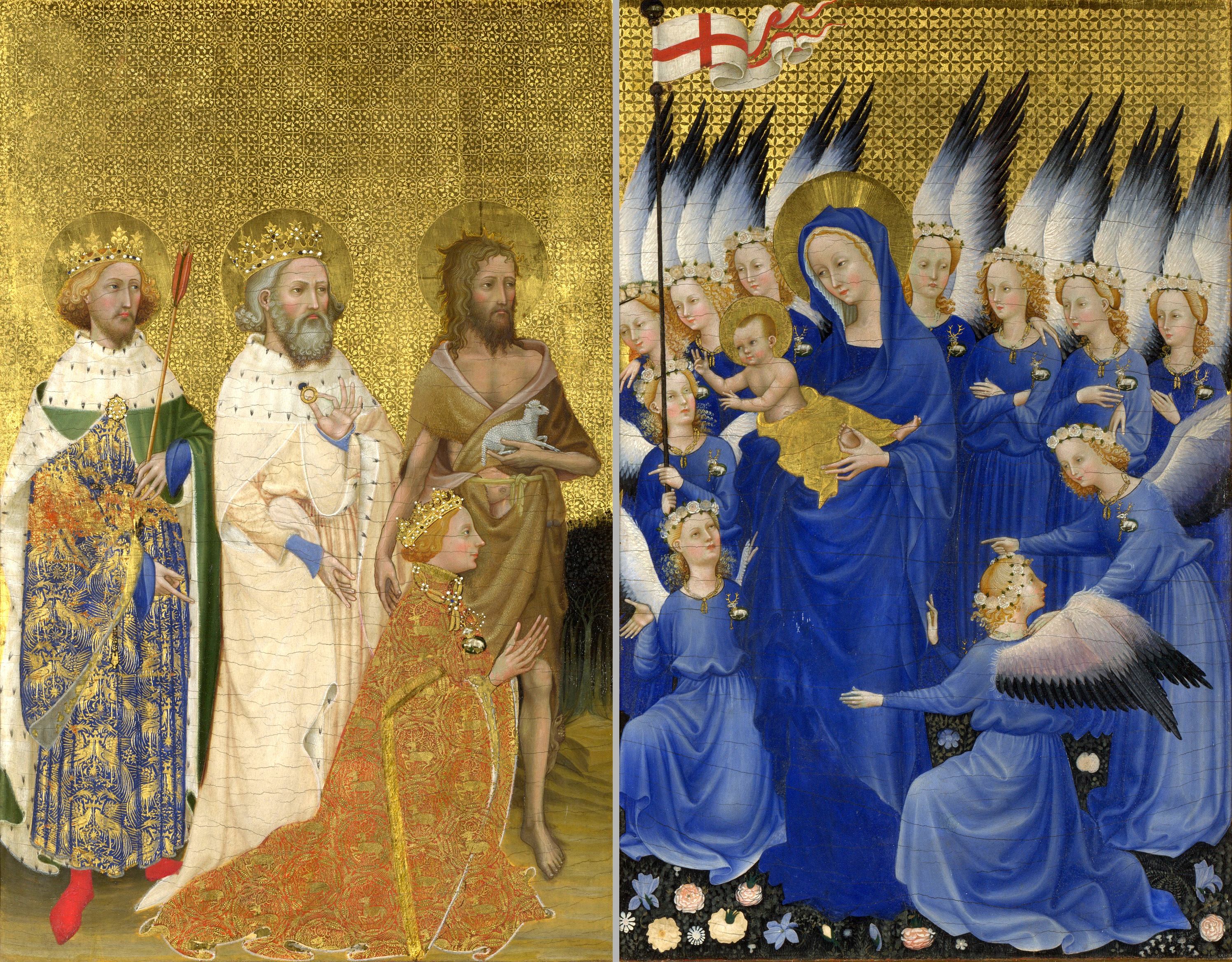
잉글랜드의 리처드 2세를 위한 작은 개인용 윌턴 이단 제단화, 1400년경, 금박 배경과 많은 울트라마린 (색)이 사용되었다.

아프가니스탄에서만 구할 수 있는 청금석을 갈아서 만든 훨씬 더 비싼 안료인 울트라마린 (색)은 고딕 시대에 아낌없이 사용되었는데, 하늘보다는 성모 마리아의 전통적인 파란색 외투에 더 자주 사용되었다. 상아는 종종 채색되어 이 시기 말까지 중요한 재료였으며, 사치 미술이 세속 작품으로 옮겨가는 경향을 잘 보여준다. 이 시기 초반에는 대부분의 용도가 집정관 딥티크에서 책 표지, 성유물함, 주교 지팡이와 같은 종교적인 물건으로 바뀌었지만, 고딕 시대에는 세속적인 거울함, 상자, 장식된 빗이 부유한 사람들 사이에서 흔해졌다. 부조로 새겨진 얇은 상아 패널은 다른 작품으로 재활용되는 경우가 거의 없었기 때문에 남아있는 수가 비교적 많다. 필사본 페이지도 마찬가지이지만, 이들은 종종 긁어서 재활용되어 팔림프세스트가 되었다.
이러한 기본적인 재료조차 값비쌌다. 앵글로색슨 시대의 몽크위어머스-재로우 수도원이 692년에 세 권의 성경 사본을 제작할 계획을 세웠을 때(그 중 하나는 코덱스 아미아티누스로 남아 있다), 첫 단계는 필요한 독피지를 공급하기 위해 1,600마리의 송아지를 기르는 계획을 세우는 것이었다.
종이는 이 시기 마지막 세기에 이용 가능해졌지만, 오늘날의 기준으로는 여전히 매우 비쌌다. 성지에서 일반 순례자들에게 판매된 목판화는 종종 성냥갑 크기 이하였다. 현대 연륜연대학은 15세기 플랑드르파 그림에 사용된 대부분의 참나무속 패널이 폴란드의 비스와강 유역에서 벌목되어 강을 따라 발트해와 북해를 거쳐 플란데런 항구로 운반된 후 몇 년간 숙성되었다는 것을 밝혀냈다.
중세 미술은 광범위한 주제이며, 미술사가들은 전통적으로 이를 여러 대규모 단계, 양식 또는 시기로 나눈다. 중세는 특정 날짜에 깔끔하게 시작하거나 끝나지 않으며, 모든 지역에서 동시에 시작하거나 끝나지도 않는다. 그리고 이 시기 내의 주요 예술 단계들도 마찬가지이다. 주요 단계들은 다음 섹션에서 다룬다.

## 초기 기독교 미술과 고대 후기 미술

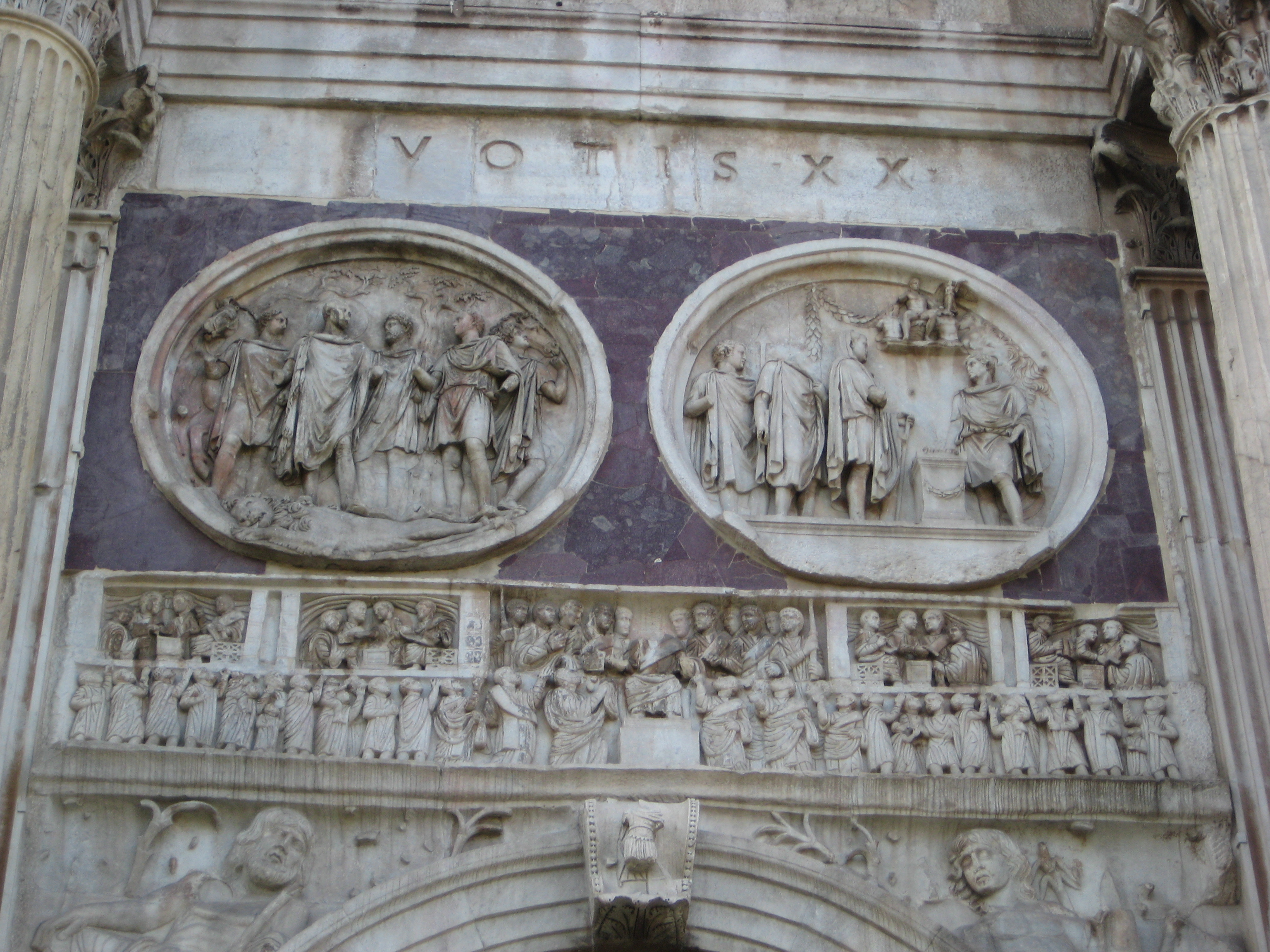
315년 완성된 로마의 콘스탄티누스 개선문. 아래의 긴 부조는 신분에 따라 크기가 다른 squat figure를 보여주며 당시의 것이고, 원형 부조는 약 200년 전 기념비에서 가져온 것으로 고전적인 양식을 유지하고 있다.

초기 기독교 미술은, 더 일반적으로는 고대 후기 미술로 묘사되며, 약 200년 (그 이전에는 뚜렷한 기독교 미술이 남아 있지 않음)부터 약 500년에 걸쳐 완전한 비잔틴 양식이 시작될 때까지의 기간을 포괄한다. 이 시기 동안 중세가 언제 시작되는지에 대해서는 일반 역사와 특히 미술사 모두에서 여전히 다른 견해가 있지만, 대부분 이 시기의 후반에 위치한다. 4세기 동안 기독교는 박해받는 대중적인 종교에서 제국의 공식 종교로 변모하면서 기존 로마 양식과 종종 대중 예술과 제국 예술 모두의 도상학을 채택했다. 이 시기 초부터 기독교 미술의 주요 유물은 로마의 카타콤베의 대중적인 양식의 무덤 벽화였지만, 말기에는 제국의 후원 아래 지어진 교회에 화려한 모자이크가 많이 만들어졌다.
이 시기 동안 황실 후기 로마 미술은 눈에 띄게 "바로크적" 단계를 거쳤고, 그 다음에는 대부분 고전적인 양식과 그리스 사실주의를 버리고 더 신비롭고 위계적인 양식을 선호했다. 이는 기독교가 황실 미술에 큰 영향을 미치기 훨씬 전에 이미 진행 중이던 과정이었다. 제국 동부 지역인 이집트, 시리아 및 그 너머의 영향과 견고한 "이탈리아" 토속 전통이 이 과정에 기여했다.
인물들은 대부분 정면으로 관람자를 응시하는 모습으로 표현되었는데, 고전 미술은 옆모습을 보여주는 경향이 있었다. 이러한 변화는 결국 주화에서도 나타났다. 로마 미술의 큰 장점이었던 초상화의 개성은 급격히 줄어들고, 인물의 해부학적 구조와 옷 주름은 훨씬 덜 사실적으로 표현되었다. 특히 중세 북유럽이 "로마" 양식에 대한 아이디어를 형성했던 모델들은 거의 모두 이동 가능한 후기 고대 작품과 구 로마 제국 전역에서 발견된 후기 고대 조각된 석관이었다. 더 초기적이고 "순수한" 고전적 모델을 찾으려는 노력은 르네상스의 art all'antica의 핵심 요소였다.
상아 부조

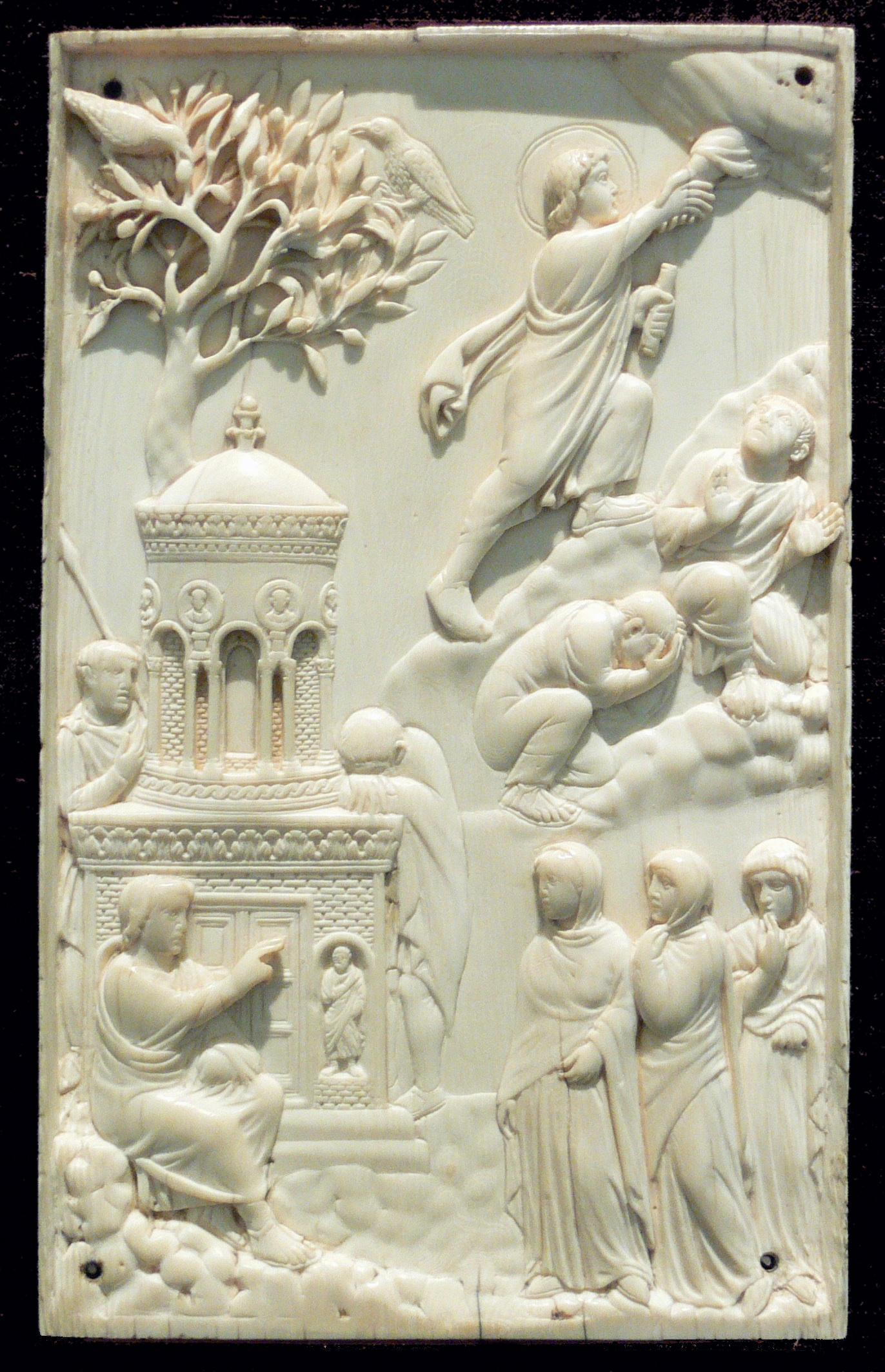
그리스도의 승천과 놀리 메 탕게레, 400년경. 고전 양식의 많은 요소가 남아 있다. 450년 후의 비슷한 승천을 보려면 드로고 성찬집 참조.
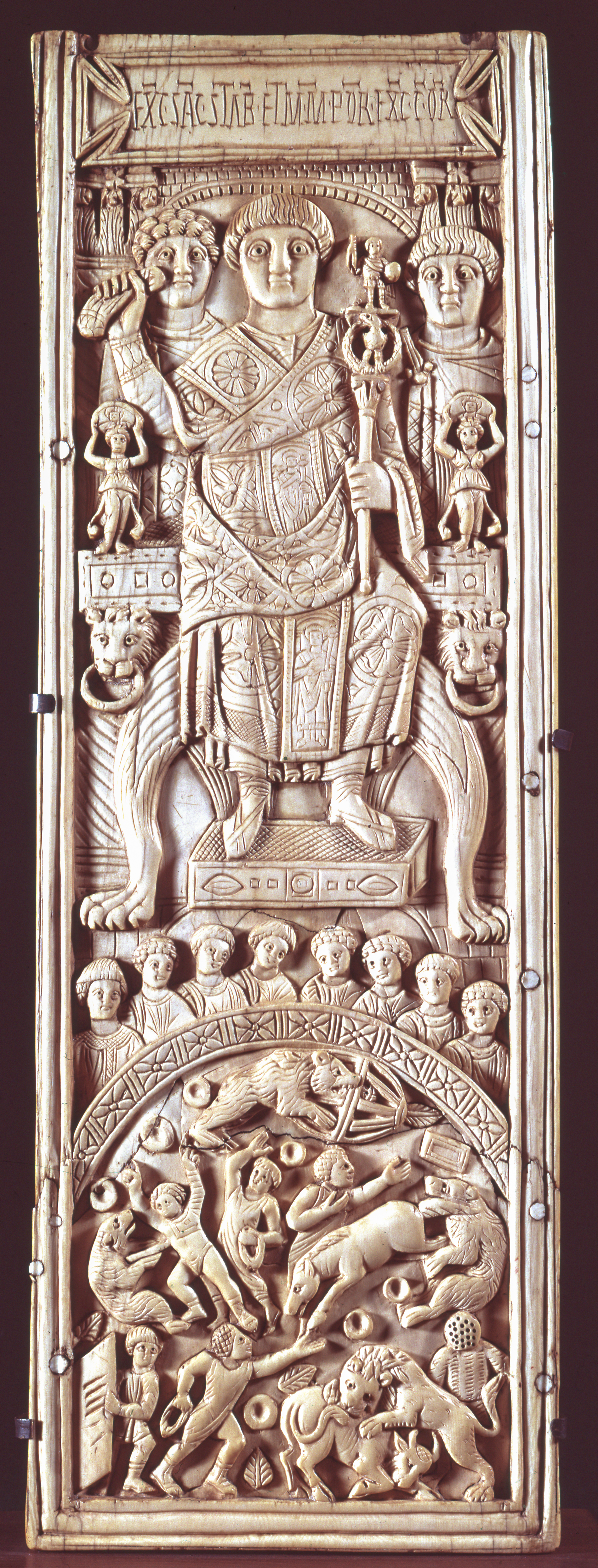
집정관 딥티크, 콘스탄티노폴리스 506년, 완전한 후기 고대 양식.
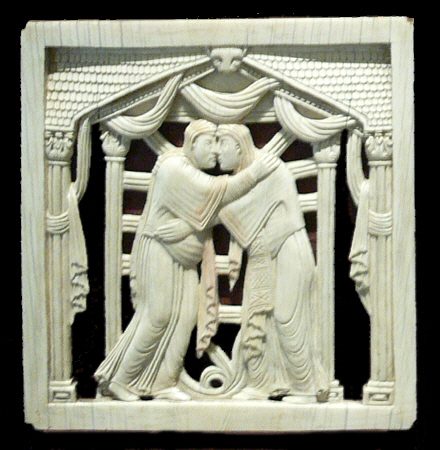
오토 왕조 마그데부르크 상아 패널, 고전주의적 시도가 거의 없는 대담하고 기념비적인 양식. 밀라노 962–973년.
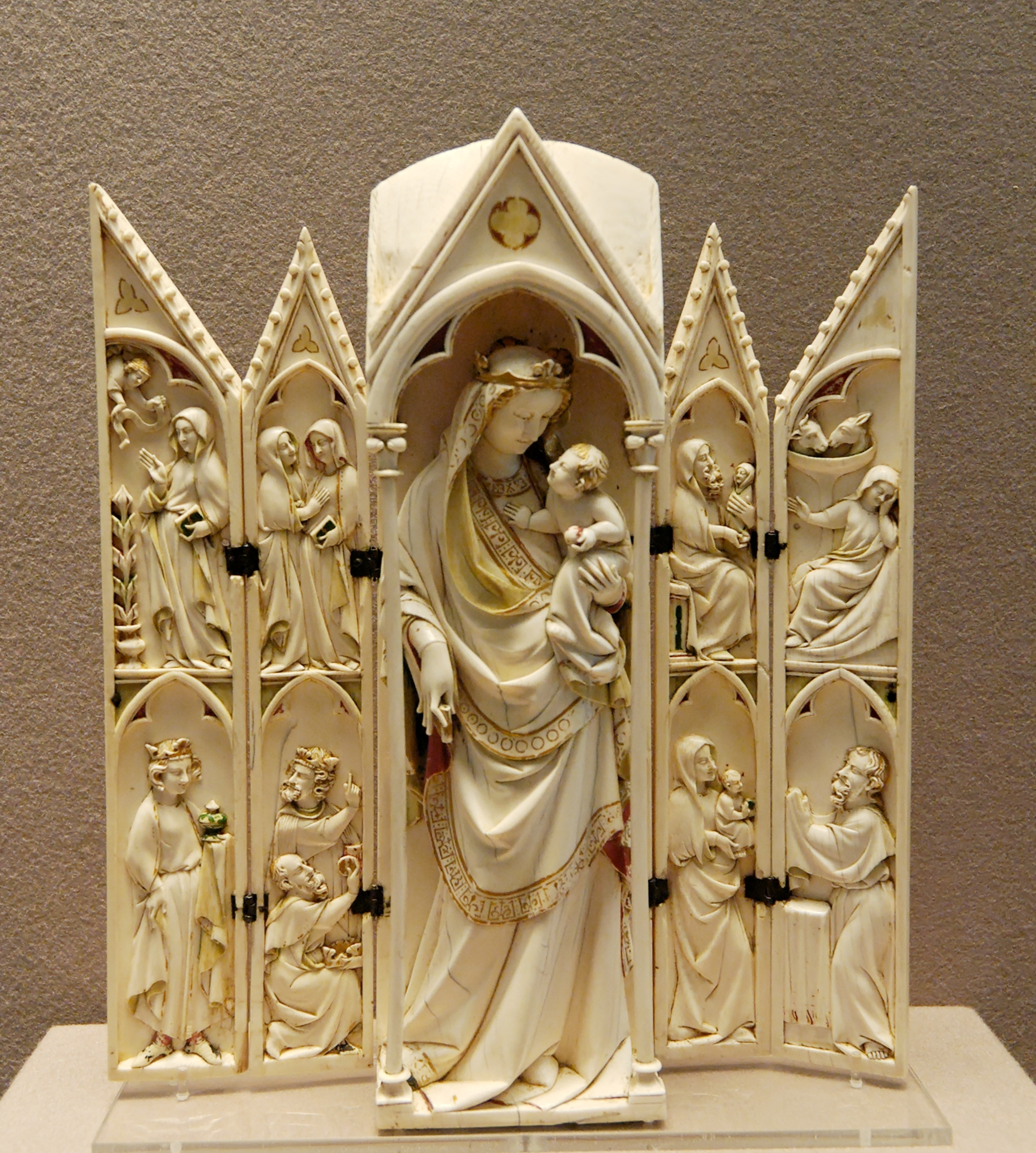
14세기 후반 프랑스 고딕 세 폭 제단화, 아마도 평신도 소유자를 위한 것으로, 성모의 삶 장면을 담고 있다.

## 비잔틴 미술

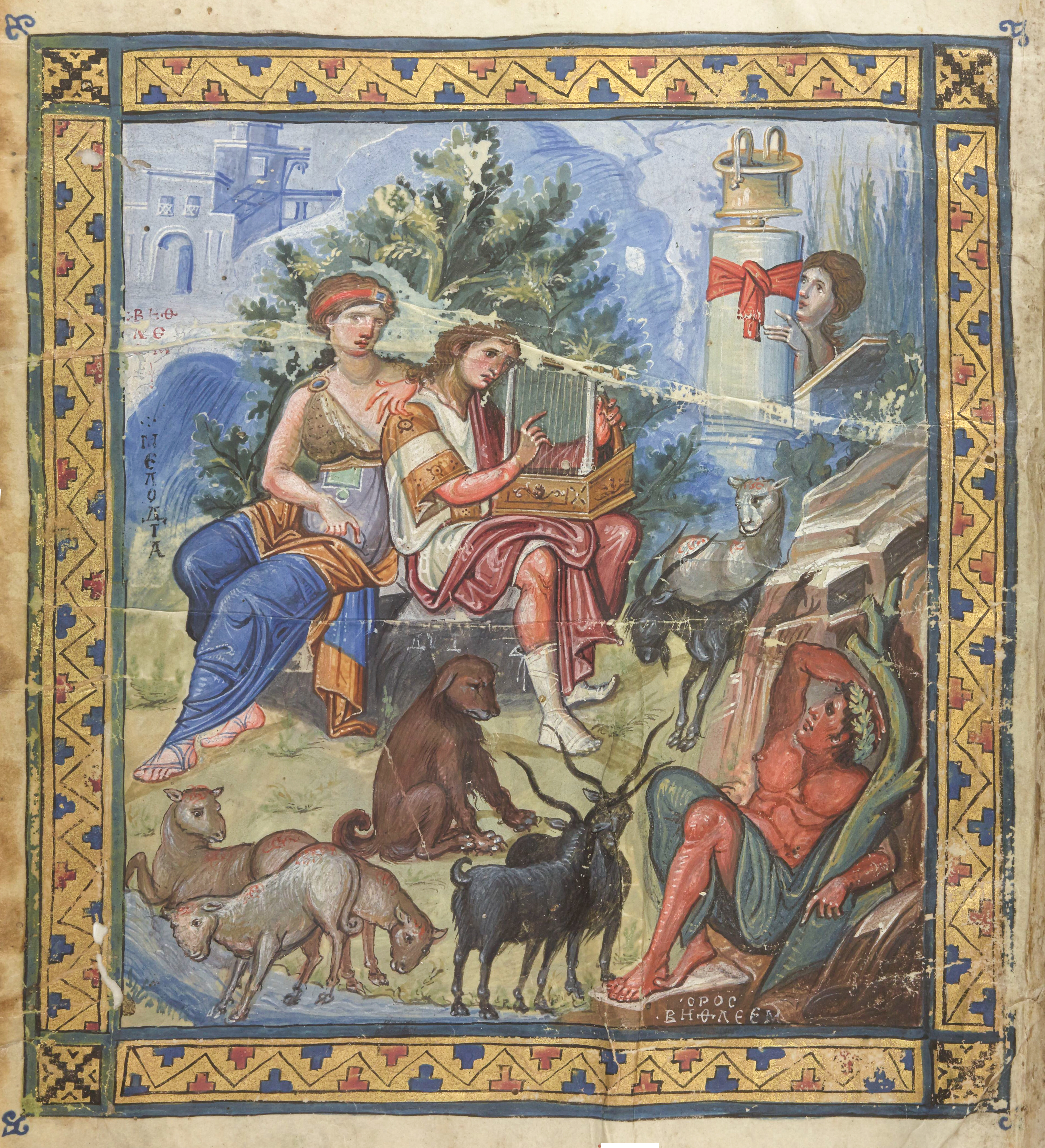
10세기 파리 시편에서 다윗 왕이 하프를 연주하고 있다. 마케도니아 시대의 고전주의 작품이다.

비잔틴 미술은 로마 제국이 동서로 나뉜 후 형성된 그리스어를 사용하는 동로마 제국의 미술이며, 때로는 비잔틴 통치 하의 이탈리아 일부 지역의 미술을 포함한다. 서기 500년경 고대 후기로부터 발전하여 곧 가톨릭 유럽과는 다른 전통을 형성했지만, 가톨릭 유럽에 큰 영향을 미쳤다. 초기 중세 시대에는 대규모 황실 공방에서 제작된 최고의 비잔틴 미술이 유럽 후원자들이 모방하려 했던 정교함과 기술의 이상을 나타냈다. 730-843년의 비잔틴 성상파괴운동 기간 동안 압도적인 수의 이콘 (일반적으로 나무에 그린 성스러운 그림)이 파괴되었다. 오늘날 남아 있는 것이 너무 적어서 어떤 발견이든 새로운 이해를 제공하며, 대부분의 남아 있는 작품은 이탈리아 (로마, 라벤나 등) 또는 이집트 성녀 가타리나 수도원에 있다.
비잔틴 미술은 종교적, 문화적 이유로 극도로 보수적이었지만, 강력한 반사실주의적이고 위계적인 충동과 맞서 싸우면서도 그리스 사실주의의 지속적인 전통을 유지했다. 843년 성상 생산 재개 이후 1453년까지 비잔틴 미술 전통은 제국의 서서히 쇠퇴함에도 불구하고, 또는 그 때문에, 비교적 적은 변화와 함께 계속되었다. 10세기 궁정 미술 작품인 파리 시편과 같은 작품에서 고전 양식의 주목할 만한 부흥이 있었으며, 이 시기 내내 필사본 채색은 평행한 양식들을 보여주는데, 종종 동일한 예술가가 액자 속의 이콘 인물과 훨씬 더 사실적인 양식으로 텍스트 여백에 액자 없이 추가된 비공식적인 작은 장면이나 인물들을 위해 사용했다.
기념비적 조각은 비잔틴 미술에서 여전히 금기시되었다. 예외는 거의 알려져 있지 않다. 그러나 거의 모두 이콘 형식인 작은 상아 부조(하르빌 트립티크는 파리 시편과 비슷한 시기이지만 양식은 매우 다르다)는 전문 분야였으며, 그릇 및 기타 금속 물체의 부조 장식도 마찬가지였다.
동로마 제국은 재료와 장인 정신의 질적인 측면에서 중세 시대의 가장 뛰어난 미술품들을 많이 생산했으며, 궁정 생산은 콘스탄티노폴리스를 중심으로 이루어졌다. 비록 일부 미술사학자들은 기원이 명확하지 않은 최고 품질의 모든 작품이 수도에서 생산되었다는 여전히 흔한 가정을 의문시하기도 했다. 비잔틴 미술의 최고 업적은 돔형 교회 내부의 기념비적인 프레스코와 모자이크였지만, 이들 대부분은 자연재해와 교회의 모스크로의 전환으로 인해 살아남지 못했다.

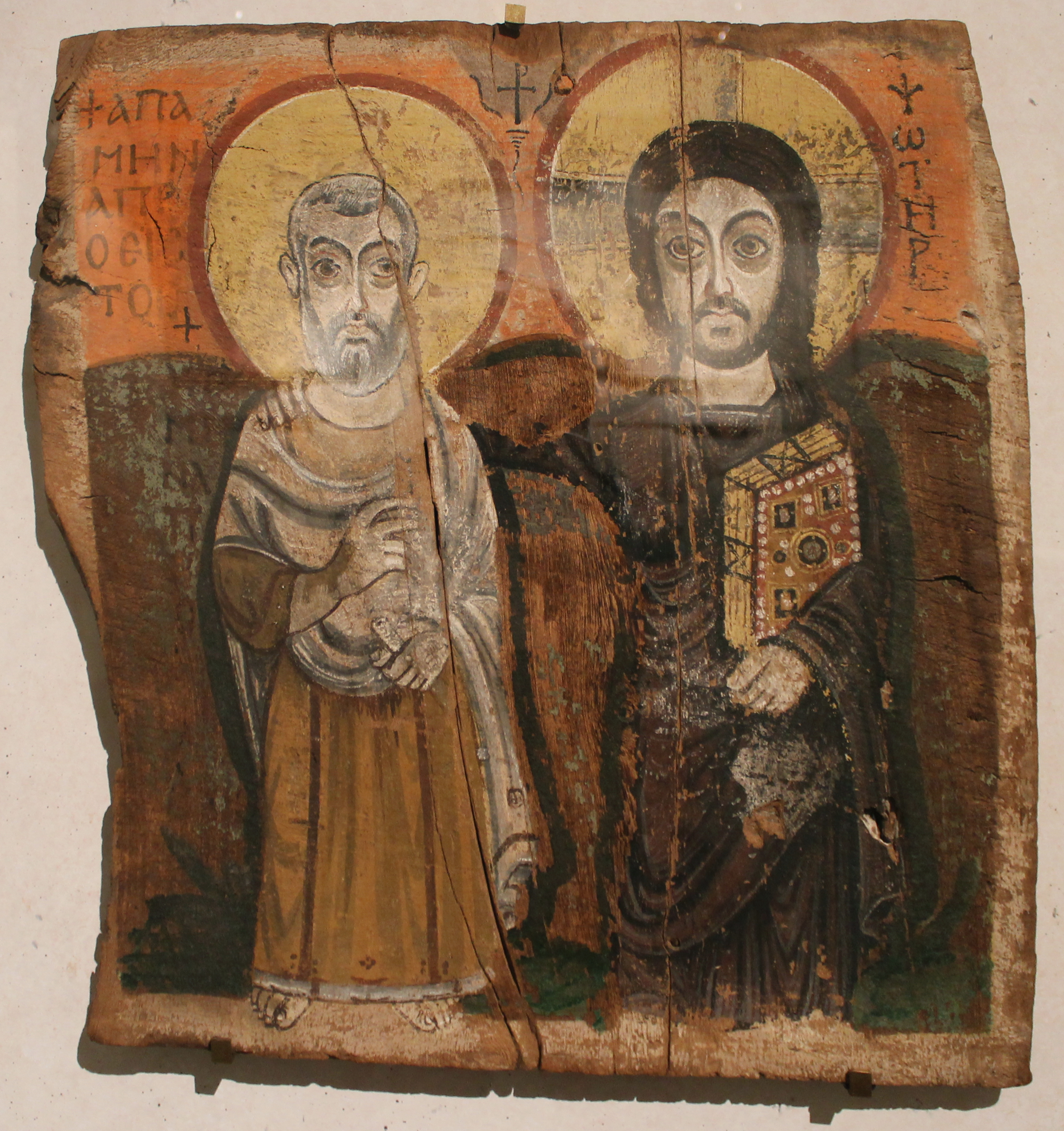
6세기 또는 7세기 콥트 예수와 아빠스의 이콘은 비잔틴 이콘 미술의 반사실주의적 양식을 더 소박한 형태로 공유한다.

비잔틴 미술은 서유럽 미술에 꾸준히 영향을 미쳤으며, 비잔틴 궁정과 수도원의 화려함은 제국 말기에도 서유럽 통치자들과 세속 및 성직자 후원자들에게 모범이 되었다. 예를 들어, 비잔틴 비단 직물은 동물과 인간 형상의 디자인으로 짜여지거나 자수되는 경우가 많았는데, 전자는 훨씬 동쪽에서 유래한 전통을 반영하는 경우가 많았고, 제국이 거의 끝날 때까지 기독교 세계에서 비할 데 없는 것이었다. 이들은 콘스탄티노폴리스의 황실 공방에서 생산되었지만, 전적으로 거기서만 생산된 것은 아니었을 것으로 보이며, 그 운영에 대해서는 거의 알려진 바가 없다. 유사한 공방들이 다른 예술 분야에서도 추정되지만, 증거는 훨씬 더 적다. 모자이크, 이콘, 필사본 세밀화에서 금박 기법은 고딕 시대에 유럽 전역에 흔해졌다. 일부 다른 장식 예술은 덜 발전했는데, 비잔틴 도예는 고대 그리스의 유산과 오스만 제국 시대의 이즈니크 도자기 및 다른 종류의 도자기의 인상적인 미래에도 불구하고, 매력적인 민속 예술 수준을 거의 넘어서지 못했다.
아르메니아, 시리아, 조지아, 기타 지역의 다른 현지 전통은 일반적으로 정교함은 덜했지만, 콘스탄티노폴리스 미술보다 활력이 더 넘쳤으며, 특히 건축에서는 서유럽에도 영향을 미쳤던 것으로 보인다. 예를 들어, 교회의 외부에 있는 형상 기념비 조각은 서양에서 나타나기 몇 세기 전에 이곳에 나타났다.

## 아프리카 중세 미술
중세 미술에 대한 고찰에서 종종 간과되는 것이 아프리카 대륙의 작품들이다. 이들 중에는 이집트, 누비아, 에티오피아의 미술이 있다. 아프리카 교회들이 칼케돈 공의회를 거부하고 오리엔트 정교회가 된 후, 그들의 미술은 비잔티움과 관련이 있지만 다른 새로운 방향으로 발전했다.
콥트 미술은 이집트의 토착 개념에서 비롯되었으며, 비사실적인 양식으로 종종 큰 눈을 가진 인물들이 채색되지 않은 배경에 떠 있는 모습으로 나타났다. 콥트 장식은 복잡한 기하학적 디자인을 사용했으며, 이는 나중에 이슬람 미술이 따랐다. 이집트 매장의 예외적으로 좋은 보존 상태 덕분에, 우리는 이집트의 덜 부유한 사람들이 사용했던 직물에 대해 다른 어떤 곳보다 더 많이 알고 있다. 이 직물들은 종종 인물과 패턴 디자인으로 정교하게 장식되었다.
에티오피아 미술은 악숨 제국의 중요한 부분이었으며, 한 가지 중요한 예로 가리마 복음서가 있는데, 이는 가장 초기에 그림이 삽입된 성경 필사본 중 하나이다. 성모 마리아에 대한 작품들은 특히 삽화가 들어갈 가능성이 높았는데, 이는 1300년대 말에 제작된 EMML 9002로 알려진 왕실 필사본에서 입증되었다. 이 마리아 이미지 중 일부는 프린스턴 에티오피아, 에리트레아, 이집트 마리아의 기적 프로젝트에서 볼 수 있다.

## 민족 이동기부터 기독교화까지

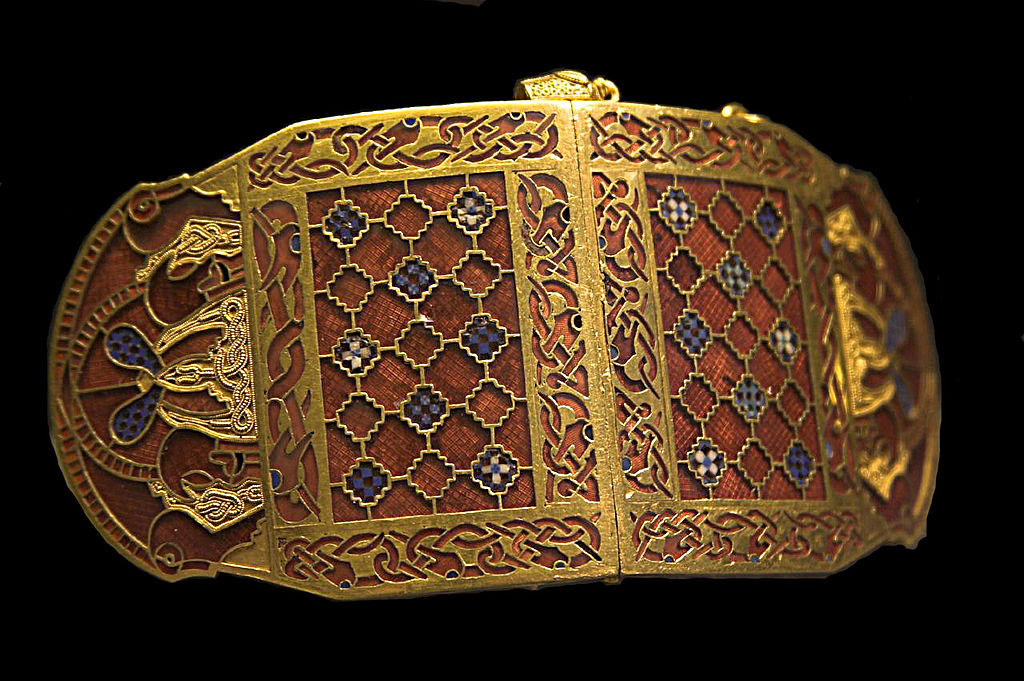
서튼후에서 발견된 앵글로색슨 시대의 어깨 걸쇠, 620년경. 얽히고설킨 뱀과 마주보는 멧돼지 (끝 부분)가 완전히 도식적으로 묘사되어 있다.

"민족 이동기 미술"이라는 개념은 약 300년부터 700년까지 민족 이동기에 구 로마 제국과 대유럽으로 이주하여 정착한 "야만족" 게르만족과 동유럽 민족의 미술을 포함한다. 이 포괄적인 용어는 초기 앵글로색슨 미술, 서고트족 미술, 바이킹 미술, 메로빙거 미술을 포함한 광범위한 민족적 또는 지역적 양식을 포괄하며, 이들 모두 동물 양식과 고전 미술에서 파생된 기하학적 모티프를 사용했다. 이 시기에 동물 양식은 초기 스키타이 미술이나 라 텐 양식보다 훨씬 더 추상화된 형태에 도달했다. 대부분의 미술품은 작고 휴대 가능했으며, 남아있는 작품들은 주로 장신구와 금속공예품인데, 예술은 기하학적이거나 도식적인 디자인으로 표현되었고, 종종 아름답게 구상되고 제작되었으며, 인간 형상은 거의 없고 사실주의적 시도는 없었다. 초기 앵글로색슨 시대 매장 유물인 서튼후 유물은 최고의 사례 중 하나이다.
기독교 선교사들이 점차 "야만족" 민족을 기독교화함에 따라, 민족 예술은 고전 후기 지중해 기독교 예술 전통과 상호 작용하여 채식필사본과 같은 새로운 형태를 취했으며, 실제로 로마 속주 주화와 비잔틴 주화를 모방하려 시도한 주화도 마찬가지였다. 스케아트와 같은 초기 주화는 옆모습으로 머리를 묘사하는 데 익숙하지 않은 디자이너들이 다양한 방식으로 이 문제에 씨름하는 모습을 보여준다.
더 큰 작품으로는 지금은 모두 사라진 앵글로색슨 목조 이교도 조각상이 언급되어 있으며, 노르드 미술에서는 룬석을 조각하는 전통이 노르드인들이 기독교로 개종한 후에도 계속되었다. 스코틀랜드의 픽트족 픽트 조각도 개종 전후에 돌을 조각했으며, 앵글로색슨과 아일랜드의 독특한 대형 야외 조각 십자가 전통은 초기 이교도 작품을 반영할 수 있다. 스칸디나비아와 영국 제도의 일부 지역에서 후기 세기의 바이킹 미술은 이교도와 기독교 배경 모두의 작품을 포함하며, 이러한 광범위한 양식 그룹의 마지막 번성 중 하나를 보여준다.

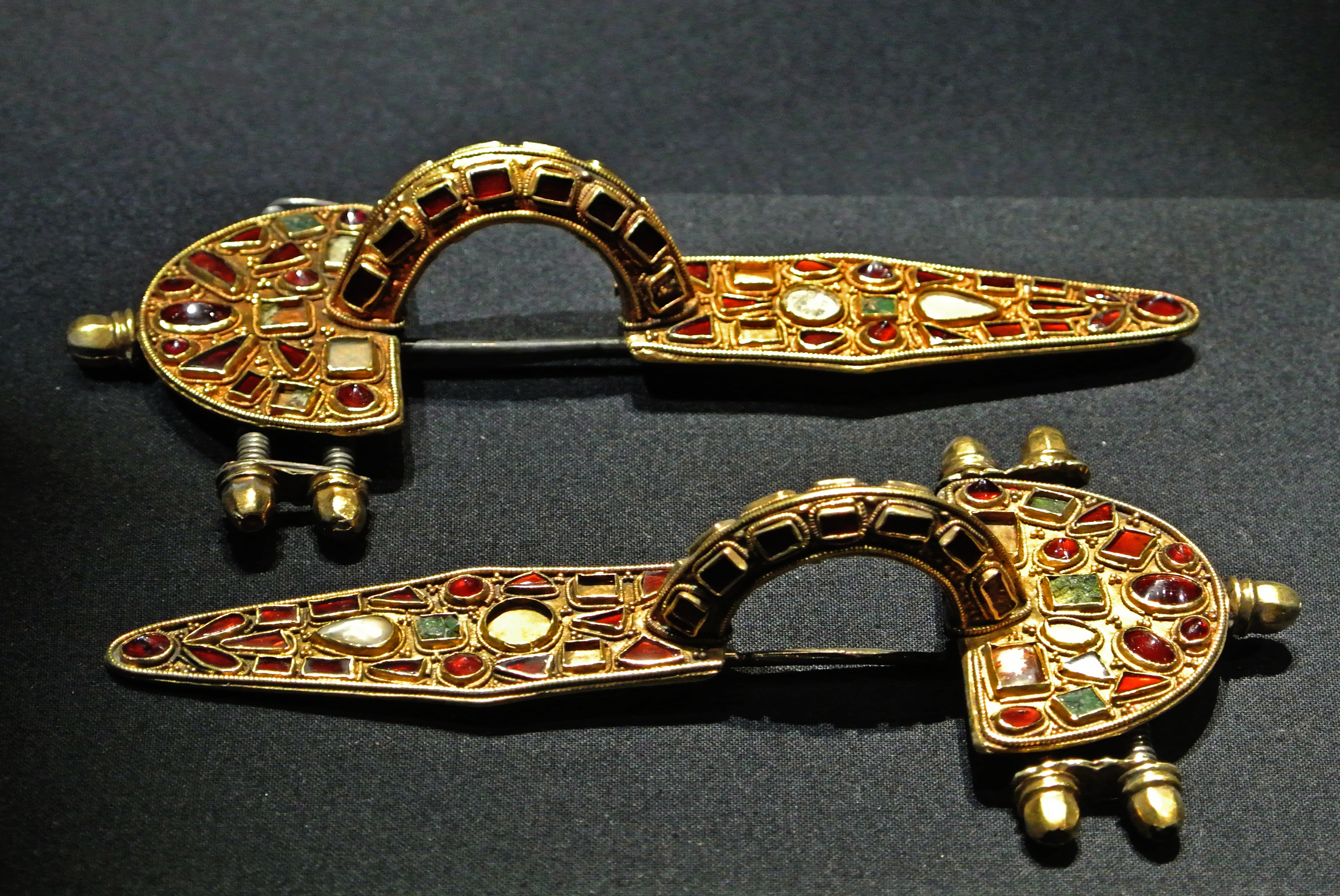
게르만족 피불라, 5세기 초.
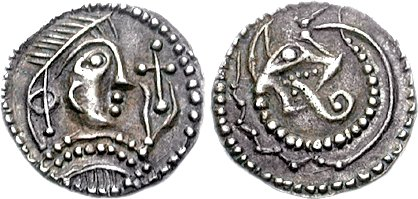
앵글로색슨 은 스케아트, 켄트주, 720년경. 다이아뎀을 쓴 머리, 십자가를 들고 있다. 뒷면은 늑대 머리를 한 뱀.
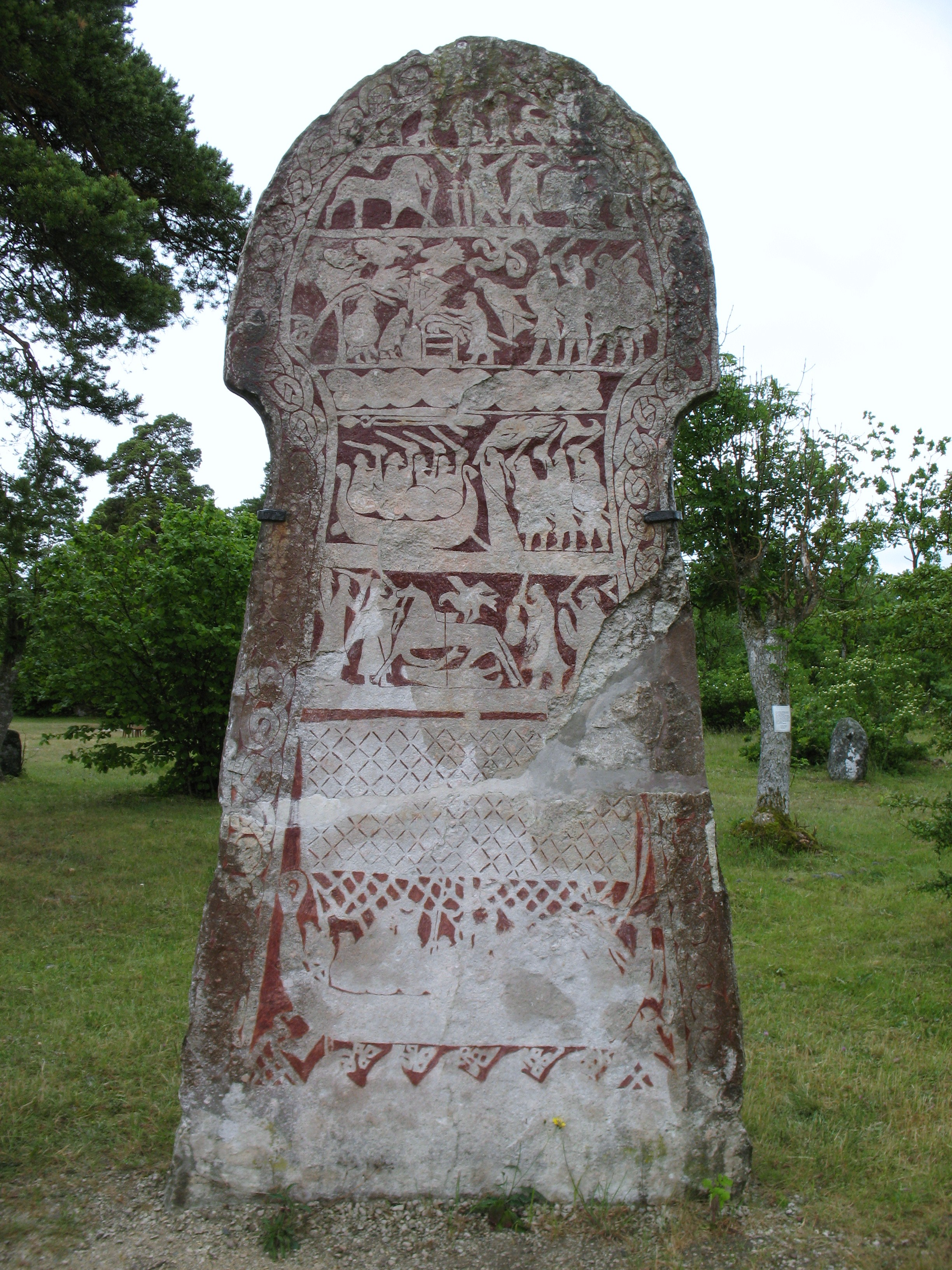
스웨덴의 화상석.

## 도서예술

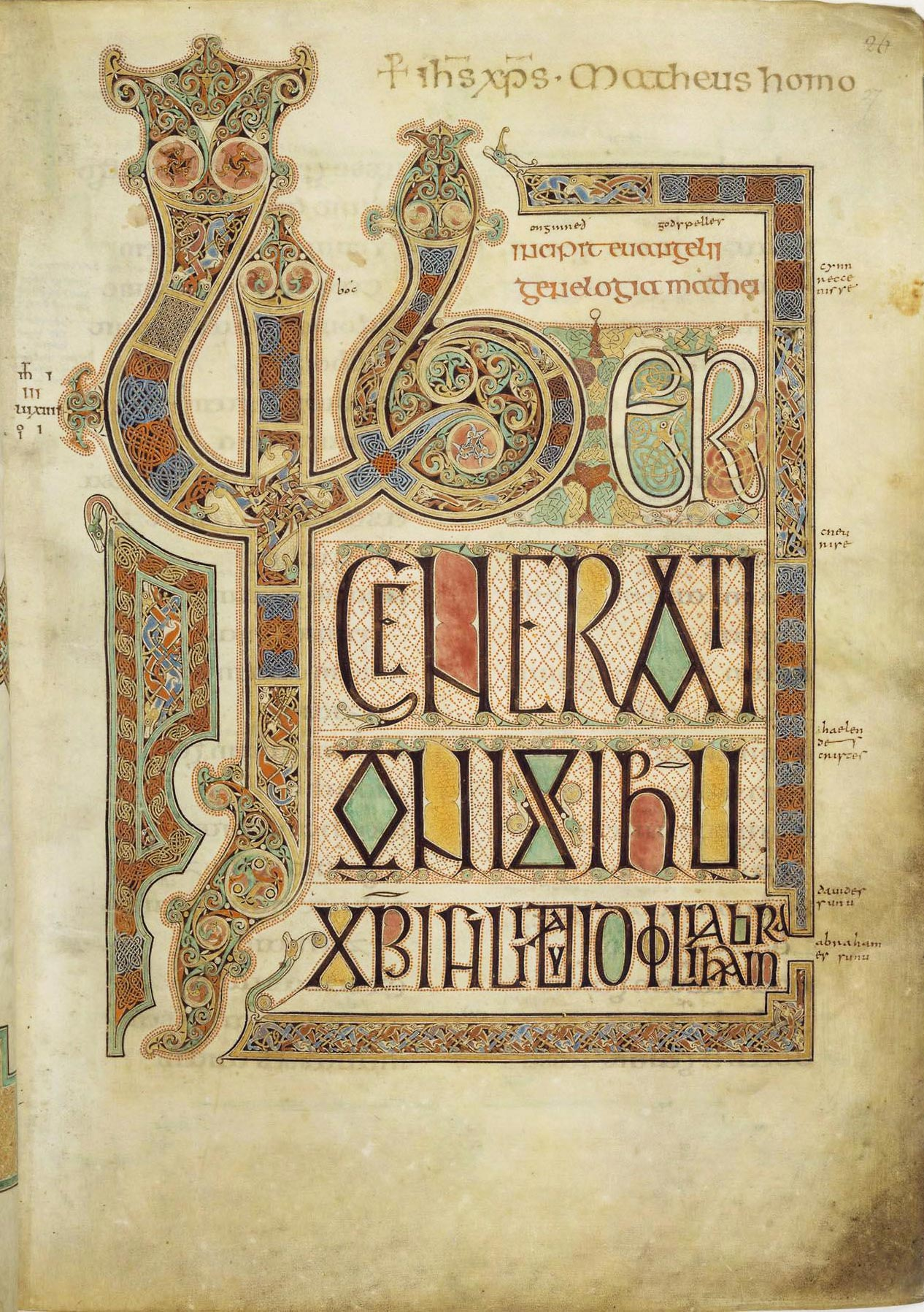
린디스판 복음서, 노섬브리아 왕국, 715년경. 마태오의 복음서 시작 부분의 텍스트를 장식이 침범한다: "Liber generationis Jesu Christi filii David, filii Abraham".

도서예술은 아일랜드와 영국에서 약 7세기부터 약 10세기까지 (아일랜드와 스코틀랜드 일부 지역에서는 더 늦게까지 지속됨) 발견되는 독특한 양식을 말한다. 이 양식은 켈트 미술의 전통과 앵글로색슨족의 게르만 민족 이동기 미술, 그리고 책, 하이 크로스, 전례용 금속 공예품의 기독교 형태가 융합된 것을 보여준다.
브로치와 같은 세속 금속 공예품에서 파생된 형태로 극도로 상세한 기하학적, 얽힘무늬, 양식화된 동물 장식이 원고, 일반적으로 켈스의 서와 같은 복음서 전체에 대담하게 퍼져 있었으며, 전체 카펫 페이지가 그러한 디자인에 할애되었고, 큰 장식과 세밀화 이니셜의 발전이 이루어졌다. 인간 형상은 거의 없었으며, 대부분 복음사가 초상화였는데, 이들은 후기 고대 모델을 면밀히 따랐음에도 불구하고 조악했다.
도서예술 필사본 양식은 아일랜드-스코틀랜드 선교를 통해 대륙으로 전파되었으며, 그 반고전주의적 에너지는 후기 중세 양식의 형성에 극히 중요했다. 대부분의 후기 고대 필사본에서는 텍스트와 장식이 명확하게 분리되어 있었지만, 일부 이니셜은 확대되고 정교해지기 시작했다. 그러나 주요 도서예술 필사본은 복음서나 책의 다른 부분 시작 부분에서 단일 이니셜이나 처음 몇 단어를 위해 전체 페이지를 차지하는 경우가 있었다(삽화 참조). 장식에 "자유로운 활동 범위"를 허용하는 것은 모든 매체의 로마네스크 및 고딕 미술에 매우 큰 영향을 미쳤다.
도서예술 복음서가 만들어진 수도원의 건물들은 당시 작고 원시적이라고 할 수 있었는데, 특히 아일랜드에서 그러했다. 교회에는 귀금속으로 만든 다른 장식품들이 점차 늘어났으며, 아르다 차리체와 같이 몇몇 작품들이 남아 있다. 이와 함께 훨씬 더 정교하고 정교하게 만들어진 세속 고위층 장신구들이 많이 남아 있는데, 아마도 주로 남성들이 착용했을 켈트 브로치 중 타라 브로치가 가장 장관을 이룬다.
"프랑코-색슨"은 프랑스 북동부에서 후기 카롤루스 시대 채색화를 일컫는 용어로, 초대형 이니셜을 포함한 도서예술 양식의 장식을 때로는 동시대 프랑스 양식의 구상 이미지와 결합하여 사용했다. "카롤루스 시대 양식 중 가장 끈질긴" 것으로, 11세기까지 지속되었다.
거대한 이니셜

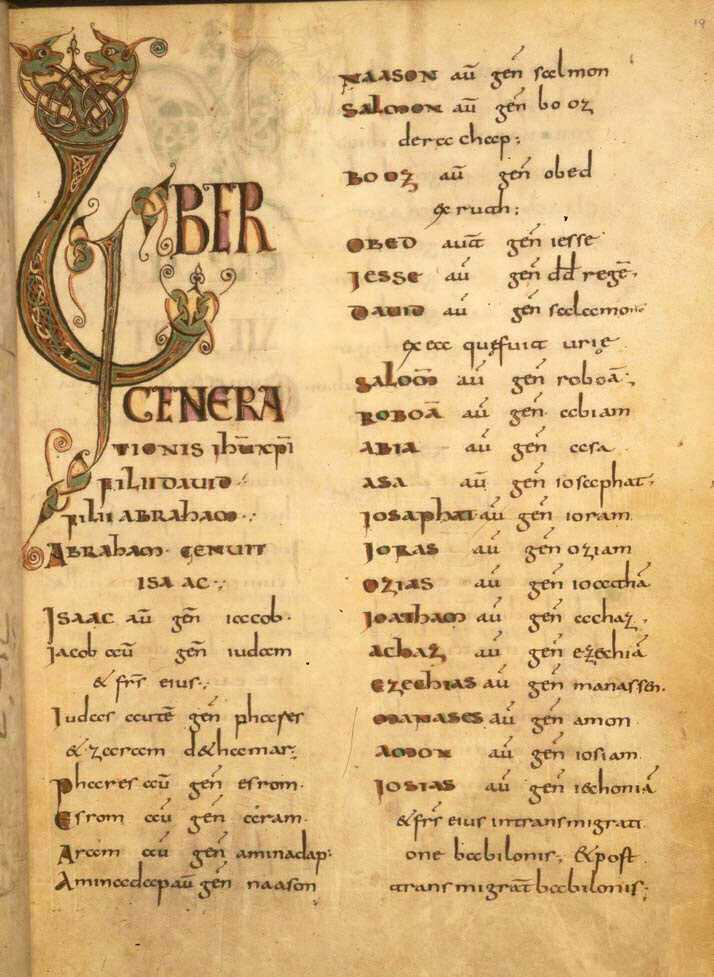
도서예술 양식의 카롤루스 시대 판본 – 위의 "Liber generationis ..."와 비교.
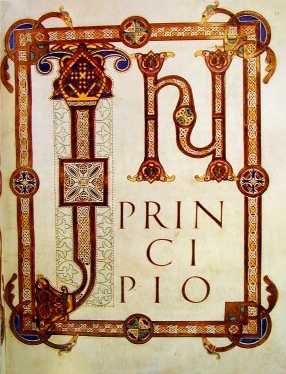
프랑코-색슨 시대 "In principio", 871-3.
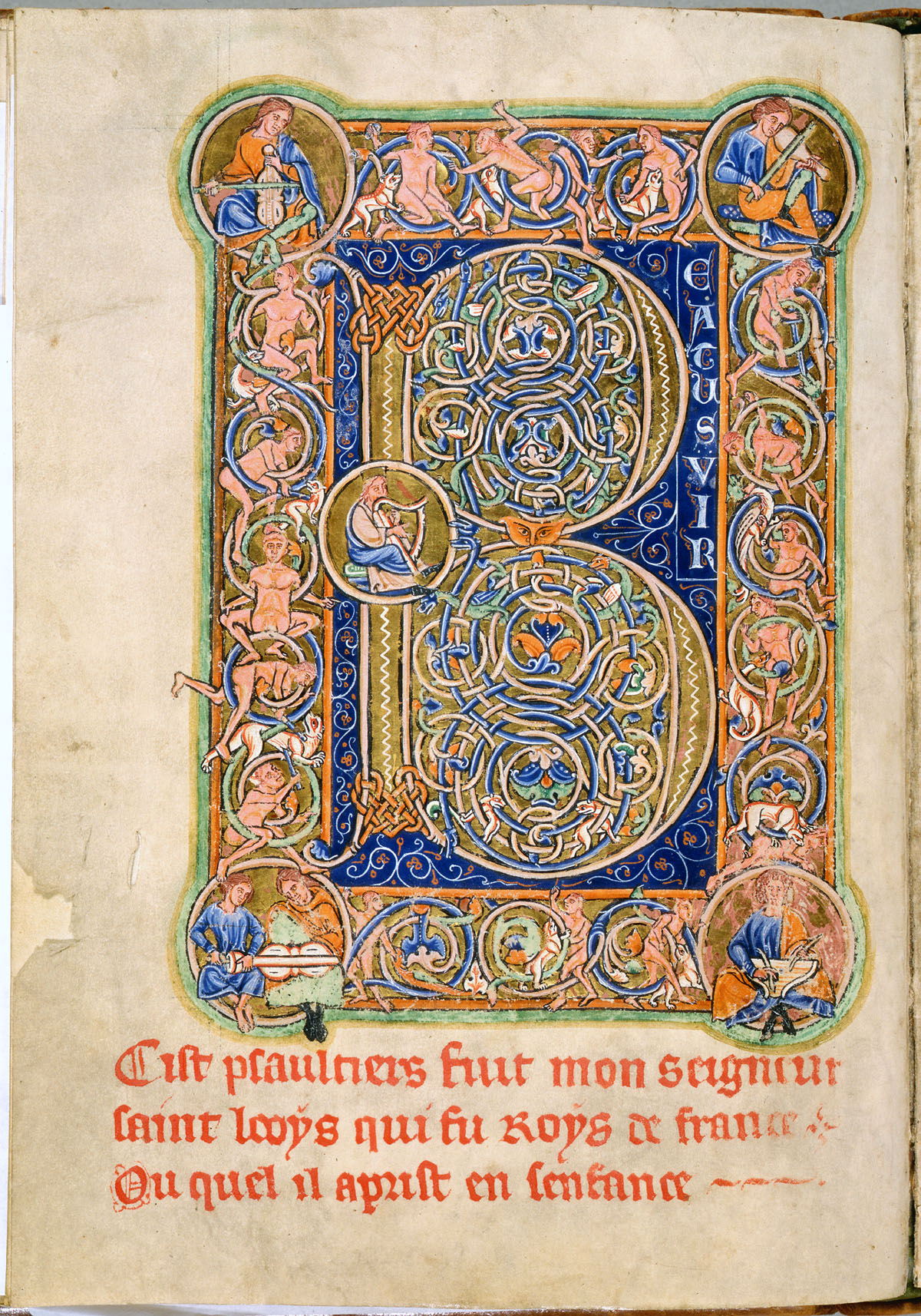
얽힘무늬가 들어간 로마네스크 양식, 인물들이 "거주하는" 형태. 잉글랜드, 1190–1200년.
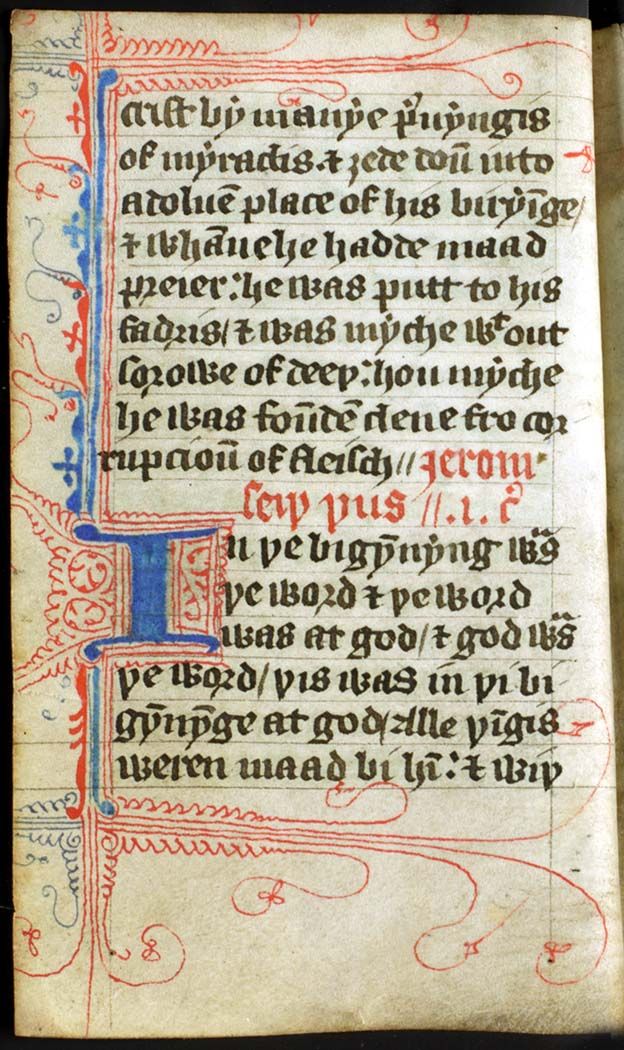
14세기 후반, 영문 요한 복음서의 삽화 없는 작업용 사본에 있는 전형적인 고딕 시대 펜 장식.

## 이슬람 미술의 영향

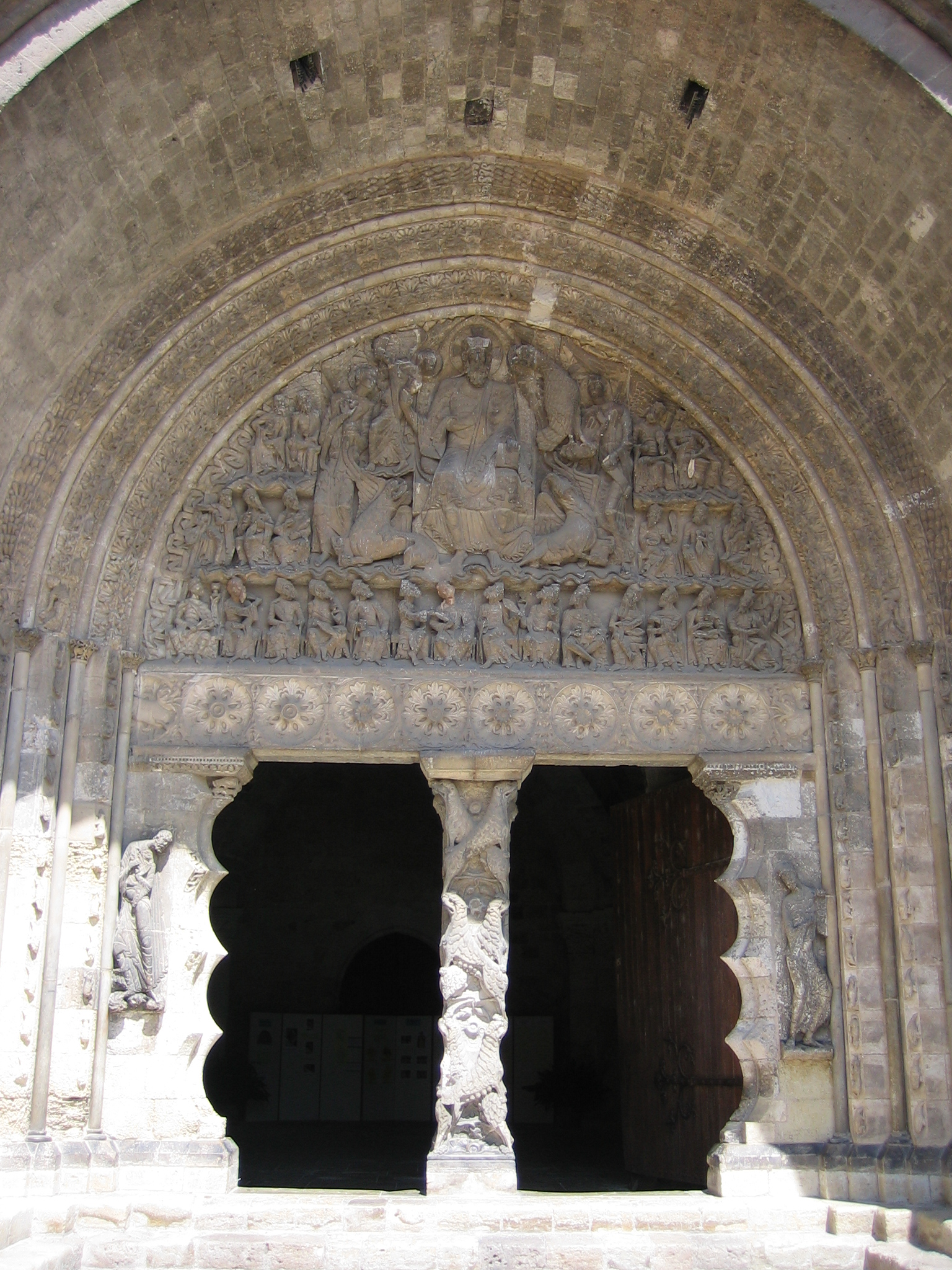
무아삭의 로마네스크 포털 – 본문 참조. 팀파눔 세부 여기

중세 시대의 이슬람 미술은 이 글의 범위에 속하지 않지만, 유럽 엘리트들에게 널리 수입되고 존경받았으며, 그 영향에 대해 언급할 필요가 있다. 이슬람 미술은 서예, 삽화 필사본, 직물, 도자기, 금속공예, 유리 등 다양한 매체를 포괄하며, 근동, 이슬람 스페인, 북아프리카의 이슬람 국가들의 미술을 가리키지만, 결코 항상 무슬림 예술가나 장인이 만든 것은 아니다. 예를 들어, 유리 생산은 이 시기 내내 유대인의 전문 분야로 남아 있었고, 콥트 이집트와 같은 기독교 미술은 특히 초기 수세기 동안 유럽과 일부 접촉을 유지하며 계속되었다. 600-900년까지의 초기 형성 단계와 900년 이후의 지역 양식 발전이 있었다. 초기 이슬람 미술은 비잔틴 및 콥트 전통에서 훈련받은 모자이크 예술가와 조각가들을 고용했다. 벽화 대신 이슬람 미술은 862-3년경 (현대 튀니지의 카이르완 대모스크)부터 타일을 사용했으며, 이는 유럽으로도 퍼졌다. 존 러스킨에 따르면, 베네치아의 도제 궁전은 "정확히 같은 비율의 세 가지 요소, 즉 로마, 롬바르드, 아랍 요소를 포함한다. 그것은 세계의 중심 건물이다... 고딕 건축의 역사는 그 영향 아래 북유럽 작품의 정교화와 정신화의 역사이다."

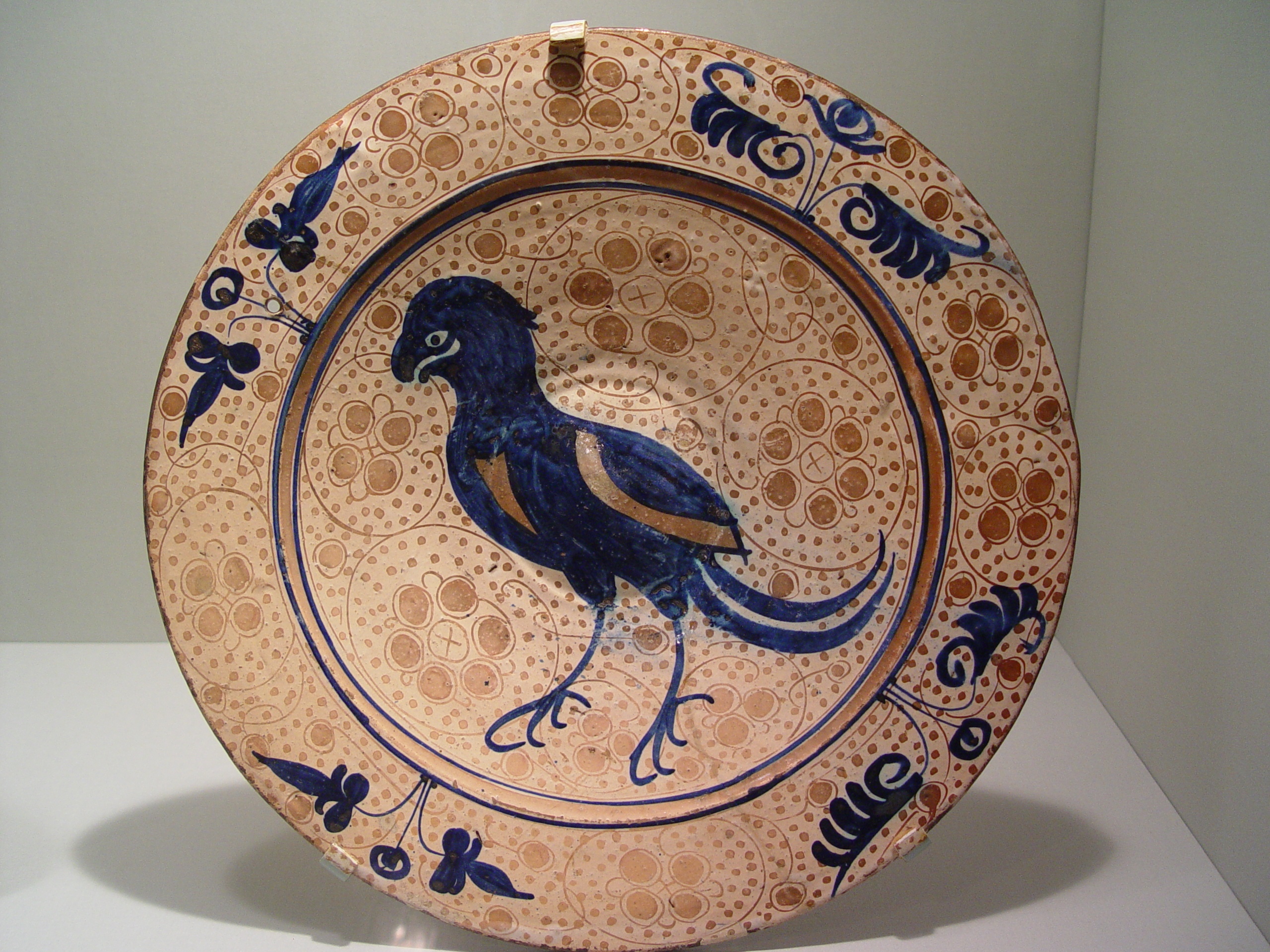
이베리아-무어 접시, 마니세스, 1430-1450년, 지름: 14인치 (35.56cm).

이슬람 통치자들은 여러 시점에서 시칠리아 (시칠리아 토후국)와 이베리아 반도의 대부분 (알안달루스)을 지배하며 기독교인 인구도 통치했다. 십자군 기사들도 마찬가지로 이슬람 인구를 통치했다. 십자군 미술은 주로 가톨릭과 비잔틴 양식의 혼합이며, 이슬람의 영향은 거의 없지만, 알안달루스의 기독교인들의 모자라베 미술은 이슬람 미술로부터 상당한 영향을 보여주는 것으로 보이며, 그 결과는 동시대 이슬람 작품과는 거의 닮지 않았다. 이슬람의 영향은 서양 중세 미술의 주류에서도 찾아볼 수 있다. 예를 들어 프랑스 남부 무아삭의 로마네스크 포털에서는 출입구의 조개껍질 모양 가장자리, 위쪽 상인방의 원형 장식과 같은 장식 요소뿐만 아니라, 왕위에 앉은 그리스도가 음악가들에게 둘러싸여 있는 모습에서도 나타나는데, 이는 서양 천국 장면의 흔한 특징이 되었으며, 아마도 디반에 앉은 이슬람 왕의 이미지에서 유래했을 것이다. 서예, 장식, 그리고 장식 예술은 일반적으로 서양에서보다 더 중요했다.
스페인의 이베리아-무어 도자기는 알안달루스에서 처음 생산되었지만, 무슬림 도공들은 기독교 발렌시아 지역으로 이주한 것으로 보이며, 그곳에서 유럽 전역의 기독교 엘리트들에게 수출되는 작품을 생산했다. 다른 유형의 이슬람 사치품, 특히 비단 직물과 카펫은 일반적으로 더 부유했던 동부 이슬람 세계 자체에서 유래했으며 (그러나 나일강 서쪽의 유럽으로 이어지는 이슬람 통로는 더 부유하지 않았다), 많은 것들이 베네치아를 통해 유입되었다. 그러나 대부분의 경우 비단, 상아, 귀금속, 보석과 같은 궁정 문화의 고급 제품들은 미완성된 형태로만 유럽에 수입되었고, 현지 중세 장인들에 의해 "동양적인" 것으로 라벨이 붙은 최종 제품으로 만들어졌다. 이들은 종교적 장면 묘사가 없었고 일반적으로 장식으로 장식되어 있어 서양에서 쉽게 받아들여졌다. 실제로 중세 말에는 서양 미술에서 장식적으로 사용되는 의사 쿠픽체 모방이 유행했다.

## 전로마네스크 미술

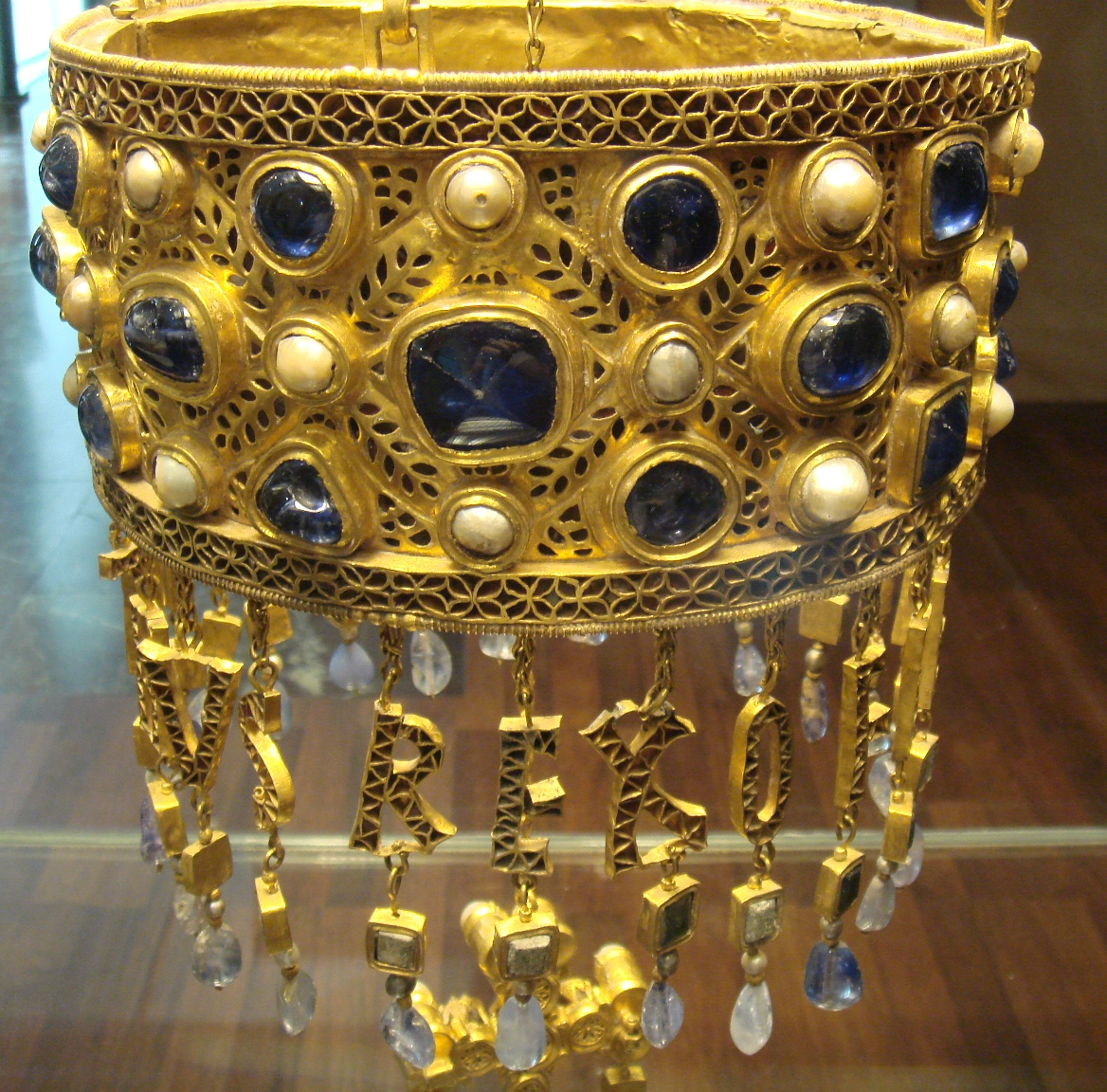
672년 이전 서고트족 스페인의 봉헌 왕관 세부. 과라사르 보물의 일부.

전로마네스크는 후기 고대 시대부터 11세기 로마네스크 시대 시작까지 처음에는 남유럽(스페인, 이탈리아, 남프랑스)에서 발견되는 건축과 어느 정도는 회화 및 휴대용 예술을 일컫는 용어이다. 북유럽 예술은 기독교화 이후 고전 후기 양식을 흡수하면서 점차 이 운동의 일부를 형성한다. 약 780-900년경 프랑크 왕국의 카롤루스 미술, 특히 현대 프랑스와 독일의 미술은 카롤루스 대제의 이름을 따서 명명되었으며, 새로운 서방 제국에 걸맞게 "로마" 양식과 기준을 의식적으로 부흥시키려 했던 궁정 중심과 황실 후원 하의 몇몇 수도원 중심의 예술이다. 일부 카롤루스 시대 생산 중심지에서는 위트레흐트 시편과 에보 복음서와 같은 작품에서 표현주의적 양식을 개척하기도 했다. 기독교 기념비적 조각은 처음으로 기록되었으며, 서사적 장면에서 인간 형상의 묘사는 북유럽 미술에서 처음으로 자신감을 얻었다. 카롤루스 건축은 로마 시대 이후 볼 수 없었던 더 큰 건물들을 생산했으며, 서탑과 기타 혁신을 이루었다.
왕조의 붕괴 이후에는 새로운 왕조가 독일에서 오토 왕조 미술로 부흥을 가져오기까지 공백기가 있었다. 오토 왕조 미술은 다시 궁정과 수도원을 중심으로 하였으며, 상아 부조나 세밀화와 같은 작은 작품에서도 기념비성을 달성하는 단순한 형태를 통해 뛰어난 표현력을 향해 나아갔다. 특히 라이헤나우 학파의 작품들이 그러했는데, 예를 들어 하인리히 2세의 페리코페 (1002–1012)가 있다. 약 900년경부터 잉글랜드의 후기 앵글로색슨 미술은 매우 다른 방식으로 표현적이었으며, 필사본의 많은 펜 그림에서 가장 잘 나타나는 격앙된 인물과 심지어는 드레이퍼리까지 특징이었다. 기독교 스페인의 모자라베 미술은 강한 이슬람 영향을 받았으며, 화려한 세밀화에서는 사실주의에 전혀 관심이 없었고, 인물들은 완전히 평면적인 패턴으로 표현되었다. 이 두 가지는 프랑스에서 로마네스크 양식의 형성에 영향을 미쳤다.

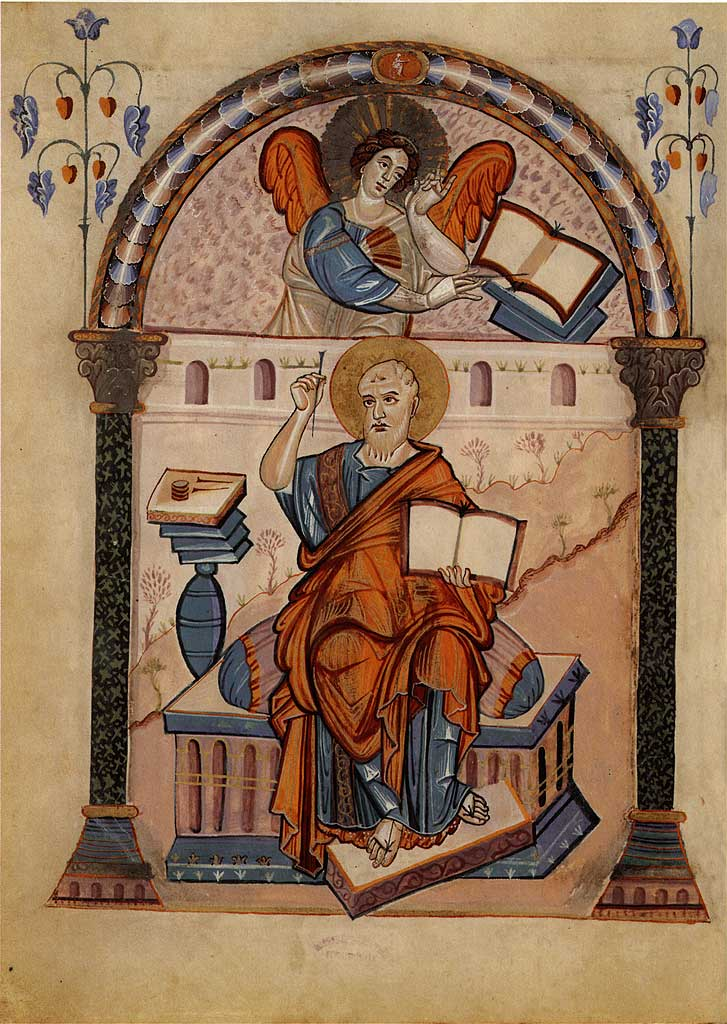
8세기 후반 로르슈의 황금 필사본의 카롤루스 시대 복음사가 초상화, 후기 고대 모델 사용.
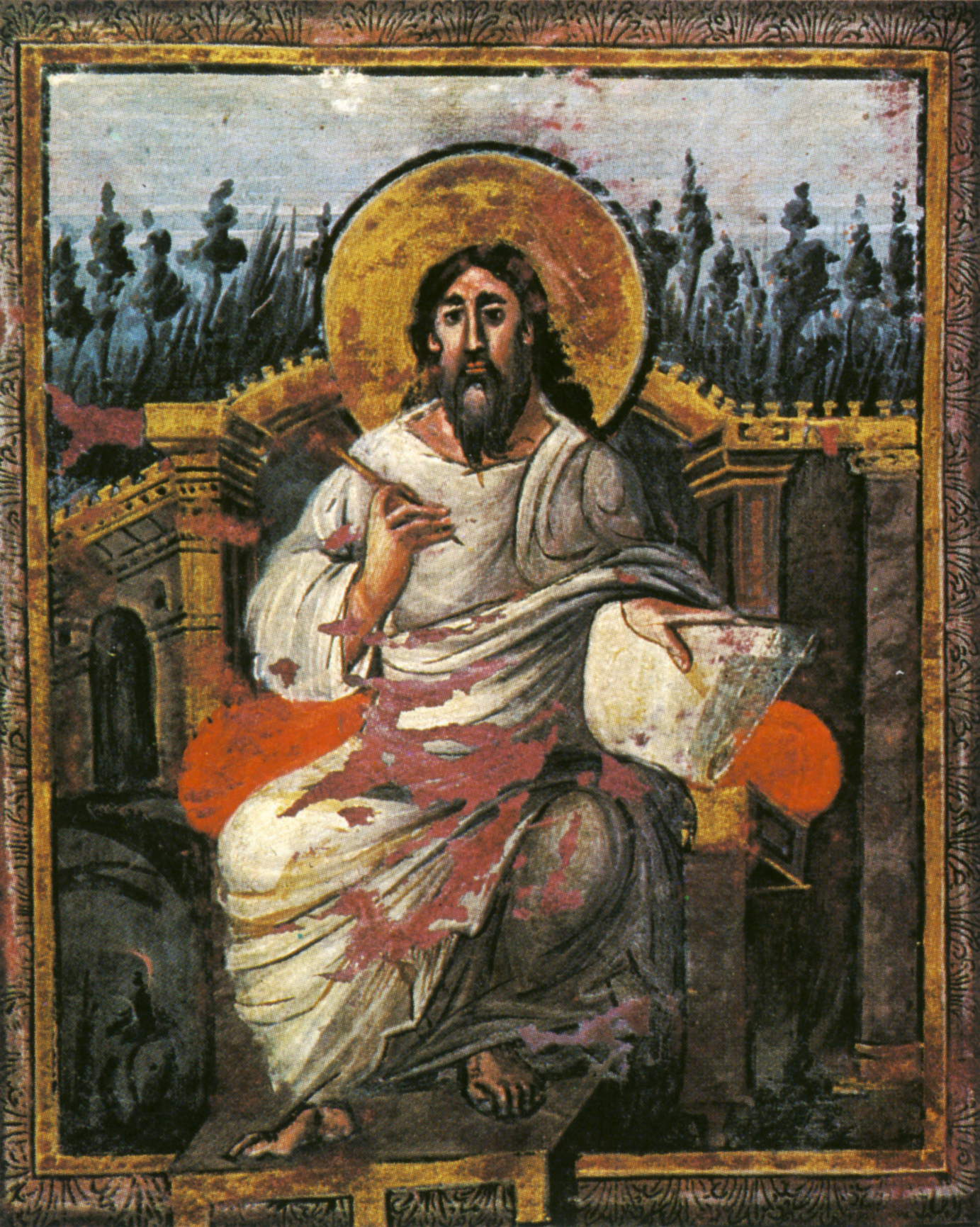
또 다른 카롤루스 시대 복음사가 초상화, 그리스/비잔틴 사실주의 양식으로, 아마도 그리스 예술가가 그린 것으로 추정, 8세기 후반.
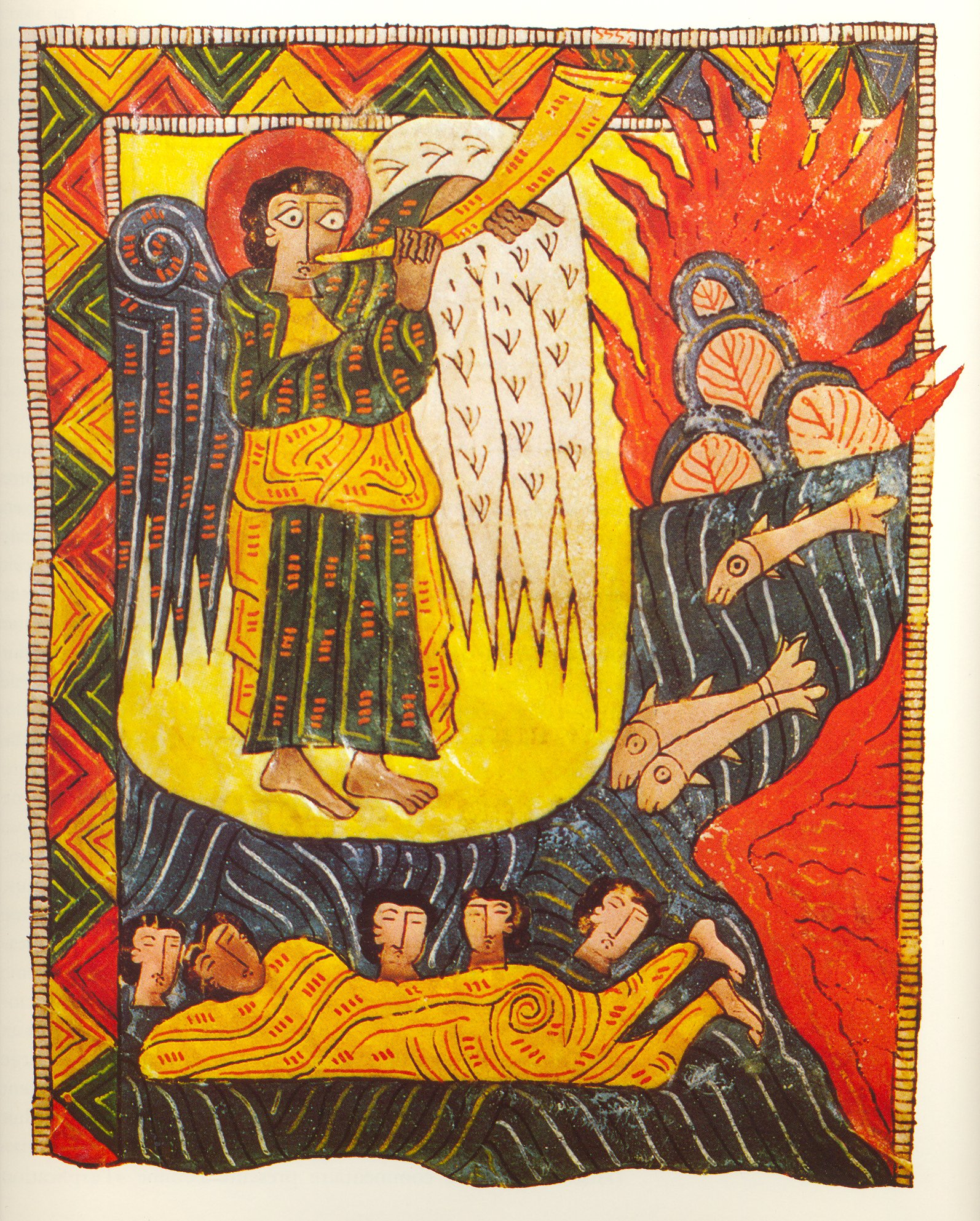
모자라베 베아투스 세밀화, 10세기 후반.
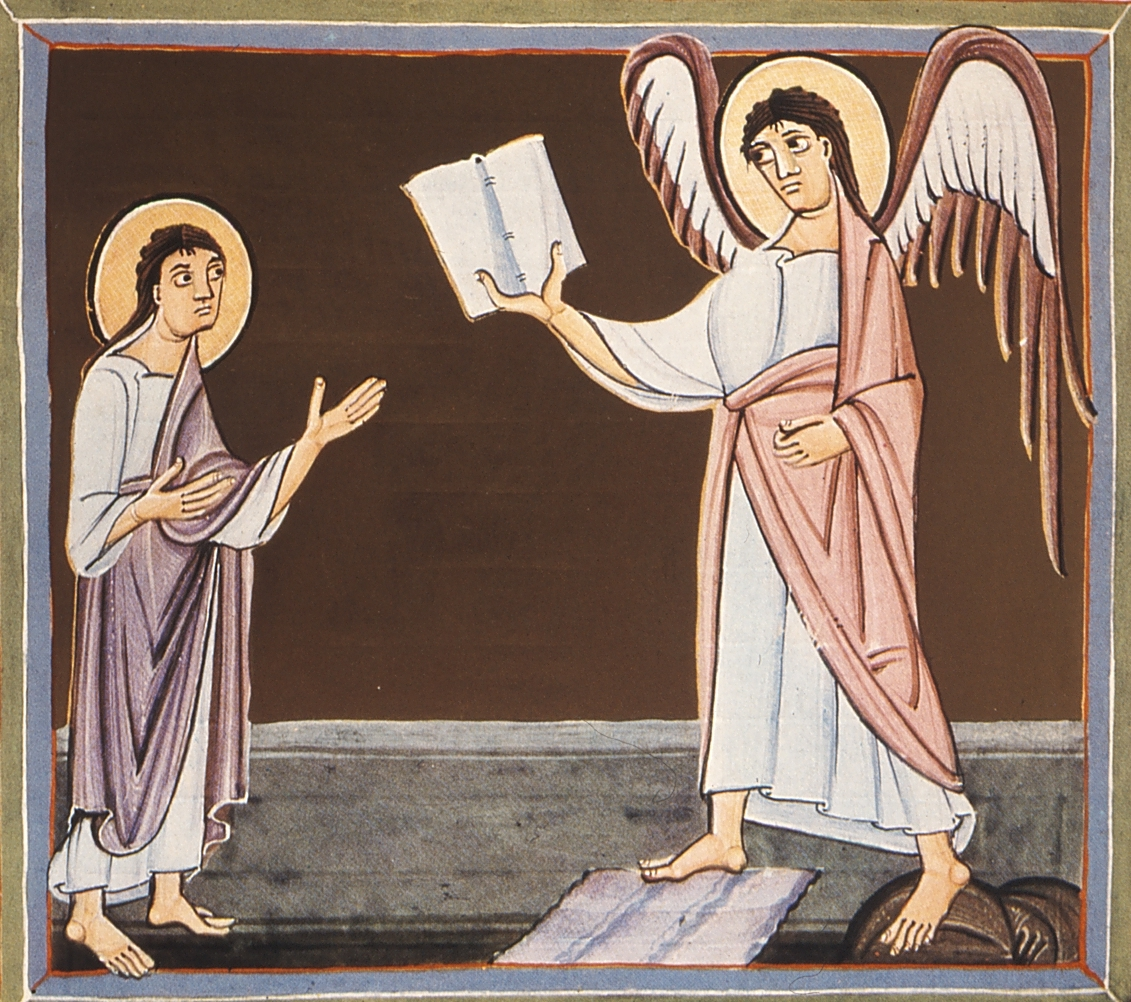
오토 왕조 라이헤나우 학파의 밤베르크 묵시록, 작은 규모에서 기념비성을 달성한다. 1000–1020년.

## 로마네스크 미술

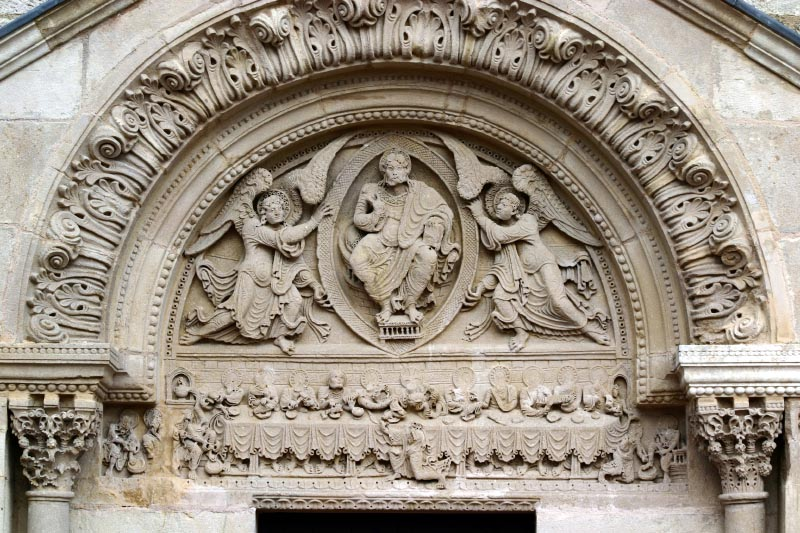
생 줄리앙 드 종지의 팀파눔, 12세기 중반. 위에는 왕위에 앉은 그리스도, 아래에는 최후의 만찬이 있다.

로마네스크 미술은 약 1000년부터 12세기 고딕 미술이 등장하기까지의 기간 동안 서유럽의 수도원주의의 부흥과 함께 발전했다. 이 양식은 프랑스에서 처음 발전했지만, 기독교 스페인, 영국, 플란데런, 독일, 이탈리아 등으로 퍼져나가 지역적 차이는 있었지만 유럽 전역에서 발견되는 최초의 중세 양식이 되었다. 이 양식의 등장은 교회 건축의 증가와 대성당 및 대형 교회의 크기 증가와 일치한다. 이들 중 다수는 이후 시기에 재건되었지만, 로마네스크 시대에 이미 현재 크기에 거의 도달했다. 로마네스크 건축은 두꺼운 벽, 하나의 유기적인 형태로 구상된 거대한 구조, 궁륭 지붕, 둥근 머리 창문과 아치로 특징지어진다.
원래는 다채롭게 채색되었던 구상 조각은 이러한 건물에서 필수적이고 중요한 부분을 차지한다. 기둥의 주두와 인상적인 입구 주변에 나타나며, 주로 주 출입구 위쪽의 팀파눔을 중심으로 한다. 이는 베즐레 대수도원과 오툉 대성당에서 볼 수 있다. 부조는 독립된 석상보다 훨씬 흔했지만, 로마네스크 부조는 훨씬 높아져 일부 요소는 벽에서 완전히 분리되었다. 큰 조각들도 중요해졌는데, 특히 이 시기 초부터 게로 십자가와 같은 채색된 목제 십자고상과 에센의 황금 성모상과 같은 성모 마리아상도 중요해졌다. 왕족과 고위 성직자들은 묘지 기념물을 위해 실물 크기의 부조를 주문하기 시작했다. 일부 교회에는 그니에즈노 문이나 힐데스하임의 문과 같이 서사적 부조 패널로 장식된 거대한 한 쌍의 청동 문이 있었는데, 힐데스하임의 문은 "로마 시대 이후 서양에서 한 조각으로 주조된 최초의 장식된 청동 문"이며, 르네상스 이전까지는 단연 최고라고 할 수 있다.

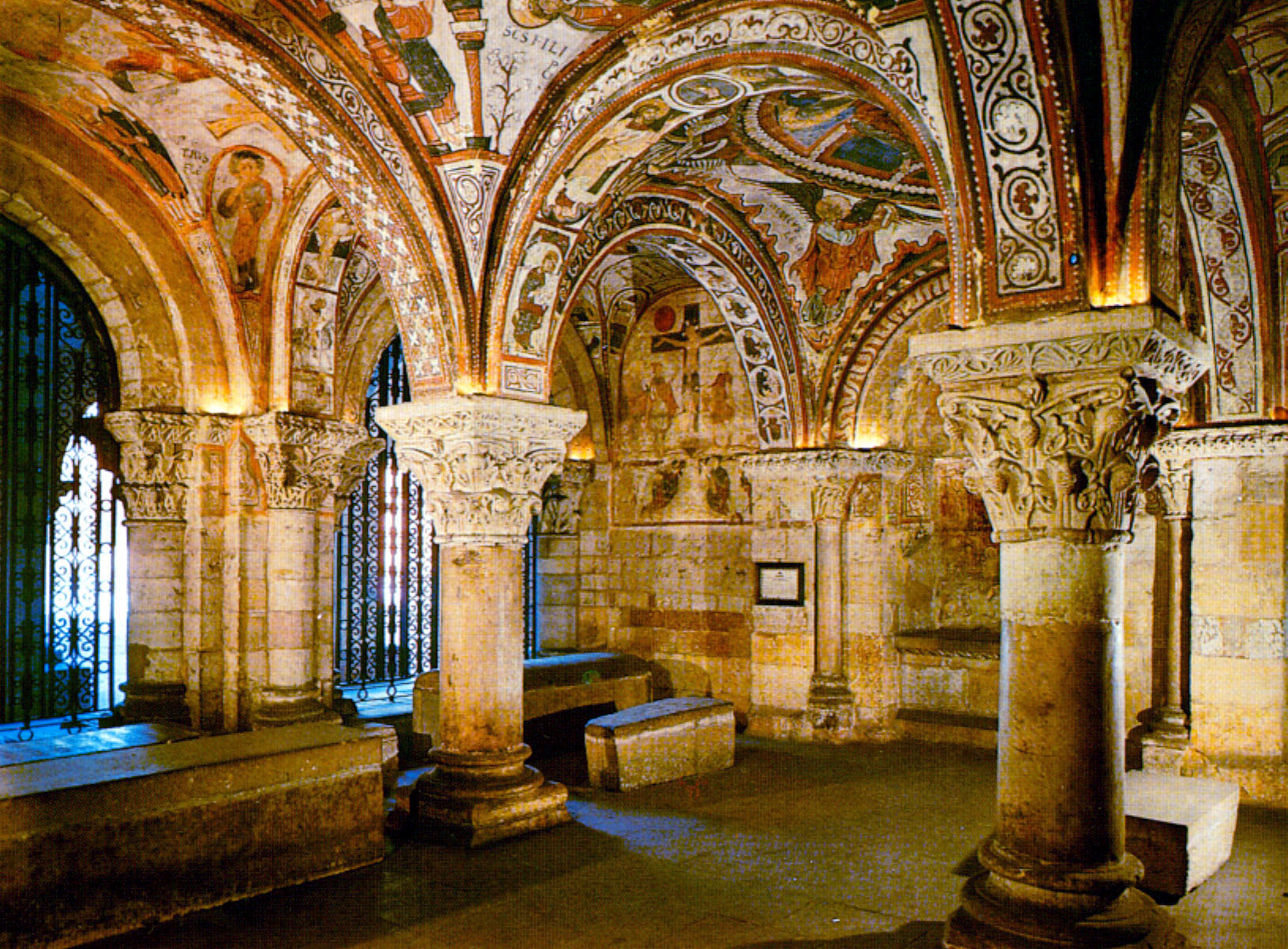
스페인 크립트의 채색 천장.

대부분의 교회는 광범위하게 프레스코화되었다. 일반적인 도식은 동쪽(제단) 끝에는 왕위에 앉은 그리스도를, 서쪽(문) 끝에는 최후의 심판을, 그리고 본당 벽에는 예표론적으로 일치하는 구약성경 장면과 마주보는 그리스도의 삶 장면을 배치하는 것이었다. "로마네스크 벽화 중 가장 큰 현존 기념물"은 원래 있던 것보다 훨씬 줄어들었지만, 푸아티에 근처 생 사방 쉬르 가르탕프 수도원 교회에 있는데, 본당의 둥근 원통형 궁륭, 크립트, 주랑 현관 및 기타 지역에 대부분의 그림이 남아 있다. 이탈리아 화가들이 그리스인에게 훈련받아 그린 이탈리아 남부 카푸아의 산트 안젤로 인 포르미스의 유사한 연작은 이탈리아 대부분 지역에서 비잔틴 양식의 지속적인 지배력을 보여준다.
로마네스크 조각과 회화는 종종 활기차고 표현력이 풍부하며, 도상학—선택된 주제와 그 처리—에 있어 독창적이다. 비록 고전 미술에서 흡수된 많은 특징들이 로마네스크 양식의 일부를 형성하지만, 로마네스크 예술가들은 모산 미술을 제외하고는 어떤 종류의 고전적 효과를 달성하려는 의도를 거의 갖지 않았다. 예술이 더 넓은 대중에게 보여지게 되고, 새로운 이단들의 도전으로 인해 예술은 더욱 교훈적이 되었고, 지역 교회는 "가난한 자의 성경"이 되었다. 동시에 기괴한 짐승과 괴물, 그리고 이들과의 싸움이나 서로 간의 싸움은 인기 있는 주제였으며, 종교적 의미가 느슨하게 부착될 수 있었지만, 이는 베르나르 드 클레르보에게는 인상을 주지 못했다. 그는 수도원에서 그러한 산만함을 유명하게 비난했다.

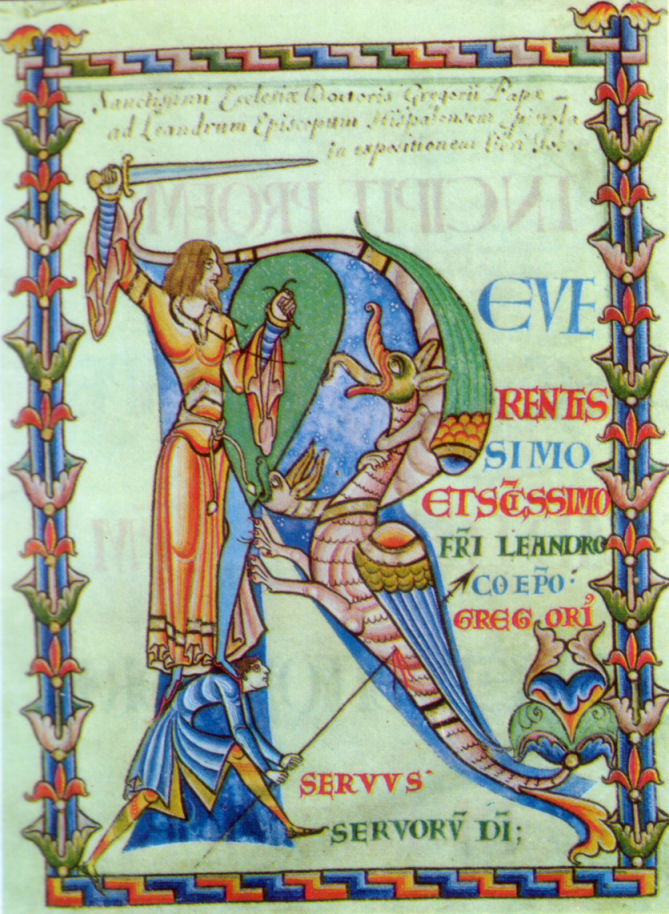
신학 필사본에 있는, 괴물을 죽이는 남성들이 그려진 프랑스 세밀화 이니셜. 1110–1115년.

하지만 독서하는 수도사들이 보는 수도원에서, 왜 이런 우스꽝스러운 괴물, 형태를 갖춘 기형의 이상한 종류가 필요한가? 왜 이런 보기 흉한 원숭이, 왜 이런 사나운 사자, 왜 괴물 센타우로스, 왜 반인반수, 왜 얼룩무늬 호랑이, 왜 싸우는 병사들, 왜 트럼펫을 부는 사냥꾼들이 있는가? ... 요컨대 도처에 너무나 다양한 이상한 형태들이 많아서 우리는 책보다 대리석을 읽는 것을 더 좋아할 것이다.
 그는 아마도 젊은 베르나르가 1115년에 시토 수도원에서 옮겨지기 전에 그곳에서 제작된 왼쪽 세밀화를 알고 있었을 것이다.
이 시기 동안 예표론은 성경을 해석하는 신학 문학과 미술의 지배적인 접근 방식이 되었다. 구약성경 사건들은 그리스도의 삶의 측면을 미리 보여주는 것으로 간주되었고, 해당하는 신약성경 에피소드와 짝을 이루어 보여졌다. 종종 신약성경 장면의 도상학은 후기 고대에서 유래한 전통과 모델에 기반을 두었지만, 구약성경 에피소드의 도상학은 전례가 부족했기 때문에 이 시기에 발명되어야 했다. 이새의 나무와 같은 새로운 주제들이 고안되었고, 성부의 표현이 더욱 받아들여졌다. 현존하는 미술 작품의 대다수는 종교적이다. 모산 미술은 특히 세련된 지역 양식으로, 많은 뛰어난 금속 공예품이 남아 있으며, 종종 법랑과 결합되었고, 리에주 성 바르톨로메오 교회 세례반이나 쾰른의 동방 박사 유물함에서 볼 수 있듯이 로마네스크 미술에서는 드물게 고전주의적 요소가 나타났다. 후자의 유물함은 니콜라 드 베르덩의 여러 현존 작품 중 하나로, 그의 서비스는 북서 유럽 전역에서 찾았다.
스테인드글라스는 이 시기에 중요한 예술 형식으로 자리매김했지만, 로마네스크 시대의 유리 작품은 거의 남아 있지 않다. 채식 필사본에서는 성경이 새로운 집중적인 장식의 대상이 되었고, 시편집 또한 중요하게 남아 있었다. 그리스도와 다른 성스러운 인물들의 고통에 대한 강한 강조는 이 시기에 서양 미술에 들어왔으며, 이는 나머지 중세 시대와 그 이후에도 비잔틴 미술과 고전 미술 모두와 서양 미술을 강하게 구별하는 특징이다. 오토 왕조 미술과 로마네스크 미술의 전환점에 해당하는 965-970년의 게로 십자가는 이러한 특징을 처음으로 보여준 작품으로 불린다. 로마네스크 시대의 끝은 성모 마리아에 대한 신학, 문학, 그리고 미술에서의 강조가 크게 증가하기 시작한 시기이며, 이는 고딕 시대에 그 전성기를 맞게 된다.

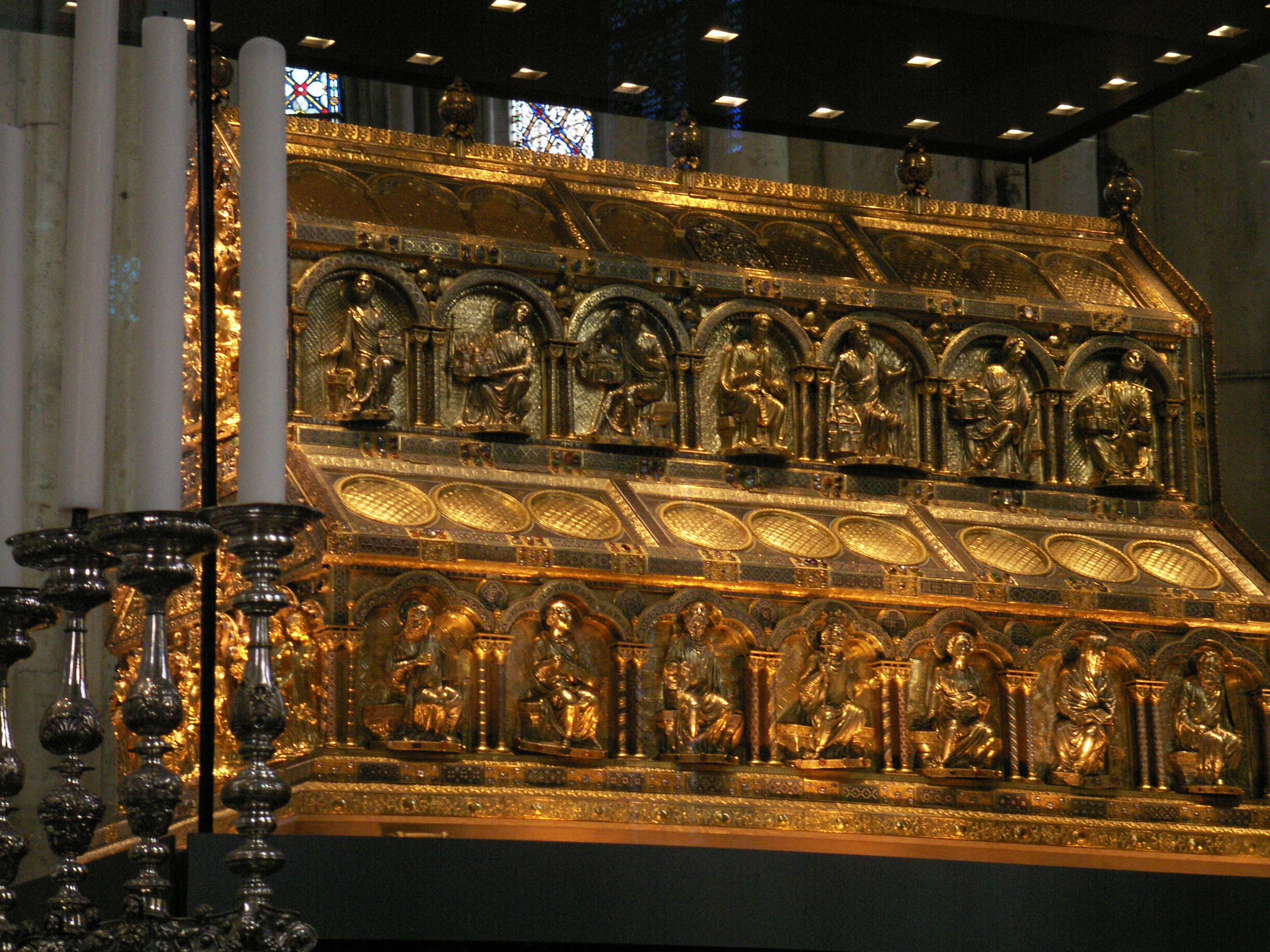
독일 쾰른 쾰른 대성당의 동방 박사 유물함, 1180년에서 1225년.
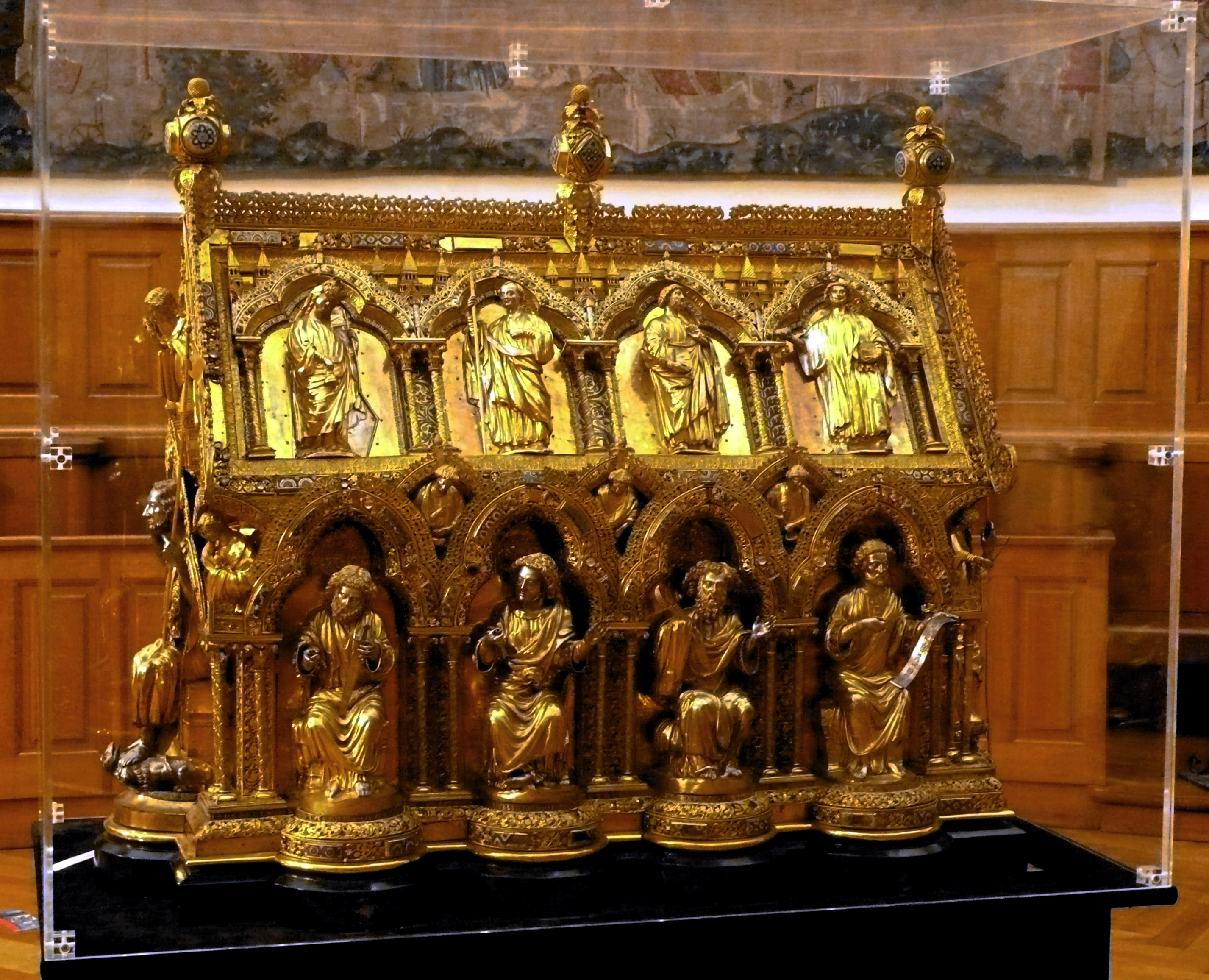
모산 미술의 고전주의. 투르네의 니콜라 드 베르덩의 성유물함, 1205년.
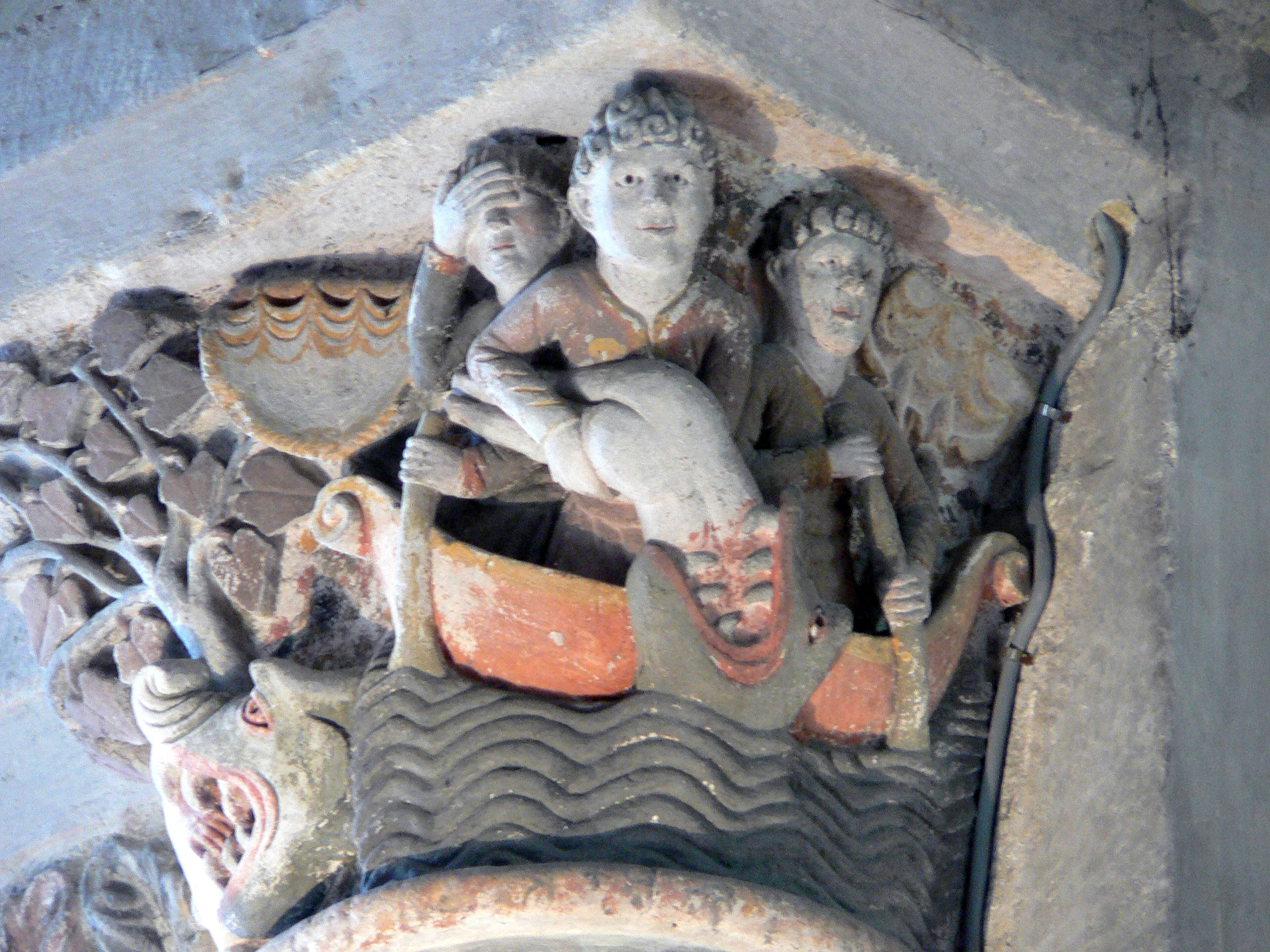
고래에게 삼켜지는 요나, 모자크 수도원 본당의 주두.
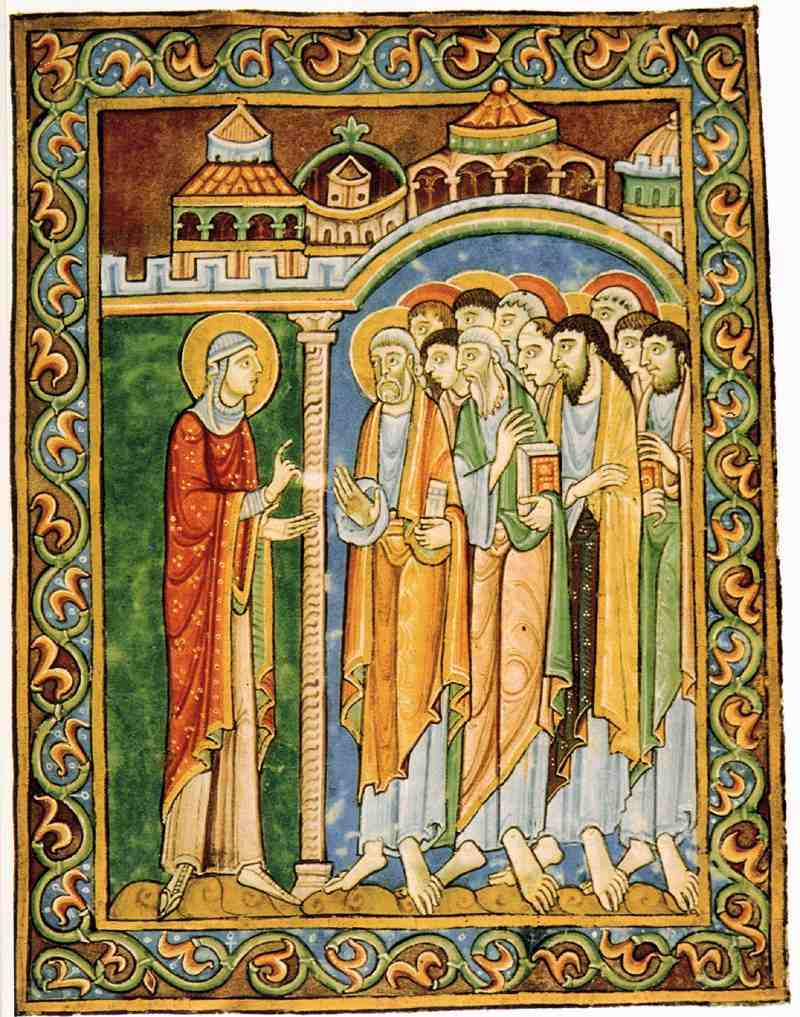
마리아 막달레나가 부활을 사도들에게 알리는 모습, 잉글랜드, 성 알반스 시편, 1120–1145년.
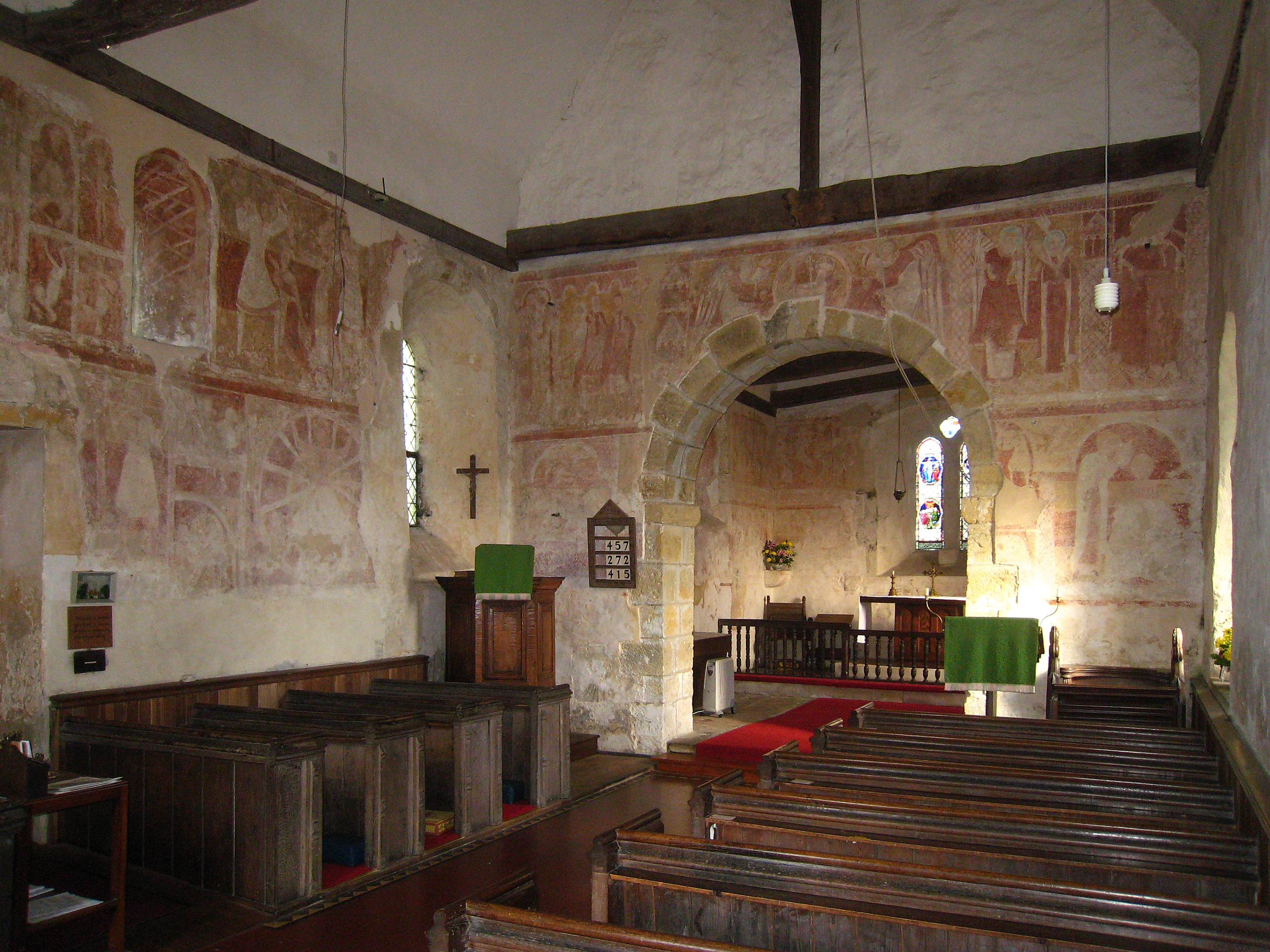
하르담 교회, 잉글랜드의 12세기 프레스코화는 루이스 대수도원을 위해 제작된 '루이스 그룹' 로마네스크 그림의 일부이다.

## 고딕 미술

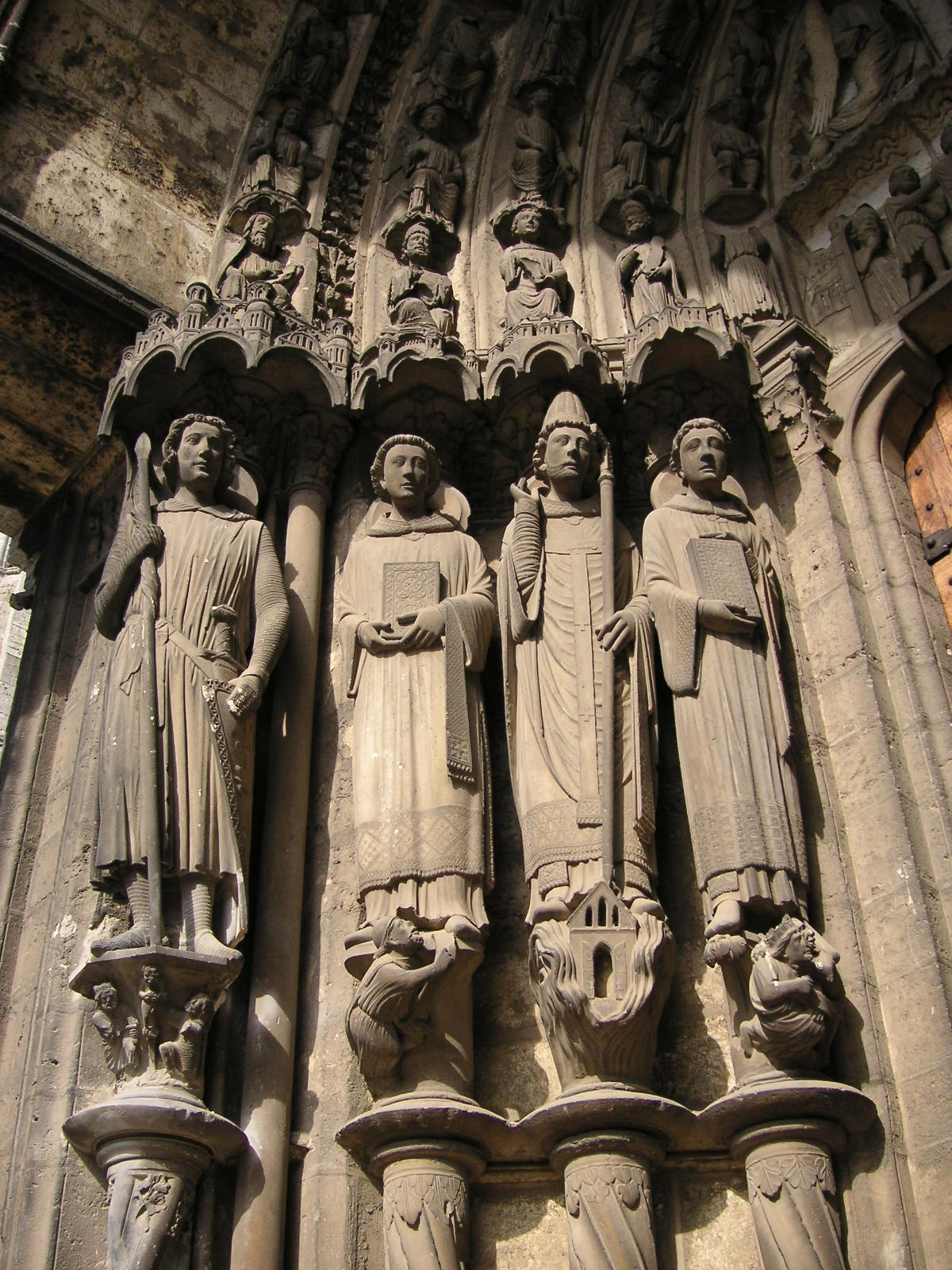
샤르트르 대성당, 1220년경. 최고의 고딕 조각은 자연주의적 인물 표현 기술을 크게 재발견했다.

고딕 미술은 공예, 장소, 시간에 따라 다양한 용어이다. 이 용어는 약 1137년 생 드니 대성당 재건과 함께 프랑스에서 발전한 고딕 건축에서 유래했다. 로마네스크 건축과 마찬가지로, 이는 고딕 조각을 양식의 필수적인 부분으로 포함했으며, 더욱 커진 현관과 교회 파사드의 다른 인물들이 가장 중요한 조각의 위치였고, 후기 시대에 이르러서는 대형 조각 제단화와 후벽 제단 장식, 주로 채색되고 금박 입힌 목조 작품이 많은 교회에서 중요한 초점이 되었다. 고딕 회화는 1200년경 (이 날짜에는 많은 예외가 있음)까지 나타나지 않았고, 그때 로마네스크 양식에서 분리되었다. 조각의 고딕 양식은 1144년경 프랑스에서 시작되어 유럽 전역으로 퍼져나갔고, 13세기에는 국제적인 양식이 되어 로마네스크를 대체했지만, 조각과 회화에서는 건축만큼 급격한 전환은 아니었다.
대부분의 로마네스크 대성당과 대형 교회는 고딕 양식 건물로 대체되었는데, 이는 이 시기의 경제 성장의 혜택을 받은 지역에서 그러했다. 로마네스크 건축은 현재 프랑스와 이탈리아의 많은 남부 지역, 또는 북스페인과 같이 이후 상대적으로 침체된 지역에서 가장 잘 볼 수 있다. 새로운 건축 양식은 훨씬 더 큰 창문을 허용했으며, 한 번도 능가된 적 없는 품질의 스테인드글라스는 대중의 마음속에서 고딕과 가장 연관된 예술 유형일 것이다. 그러나 파리의 생트샤펠처럼 원래의 유리 작품을 거의 모두 보존하고 있는 교회는 어느 곳에서든 극히 드물며, 영국에서는 알려져 있지 않다.
대부분의 고딕 벽화도 사라졌다. 벽화는 여전히 매우 흔했지만, 본당 교회에서는 종종 다소 조악하게 그려졌다. 세속 건물에도 종종 벽화가 있었지만, 왕족은 훨씬 더 비싼 태피스트리를 선호했다. 태피스트리는 그들이 많은 궁전과 성을 오갈 때 함께 운반되거나, 군사 작전 시에도 가져갔다. 중세 말 직물 예술의 가장 훌륭한 컬렉션은 낭시 전투에서 부르고뉴 공작 용담공 샤를을 물리치고 살해하며 그의 모든 수송대를 포획했을 때 스위스 전리품으로 얻은 것이다.

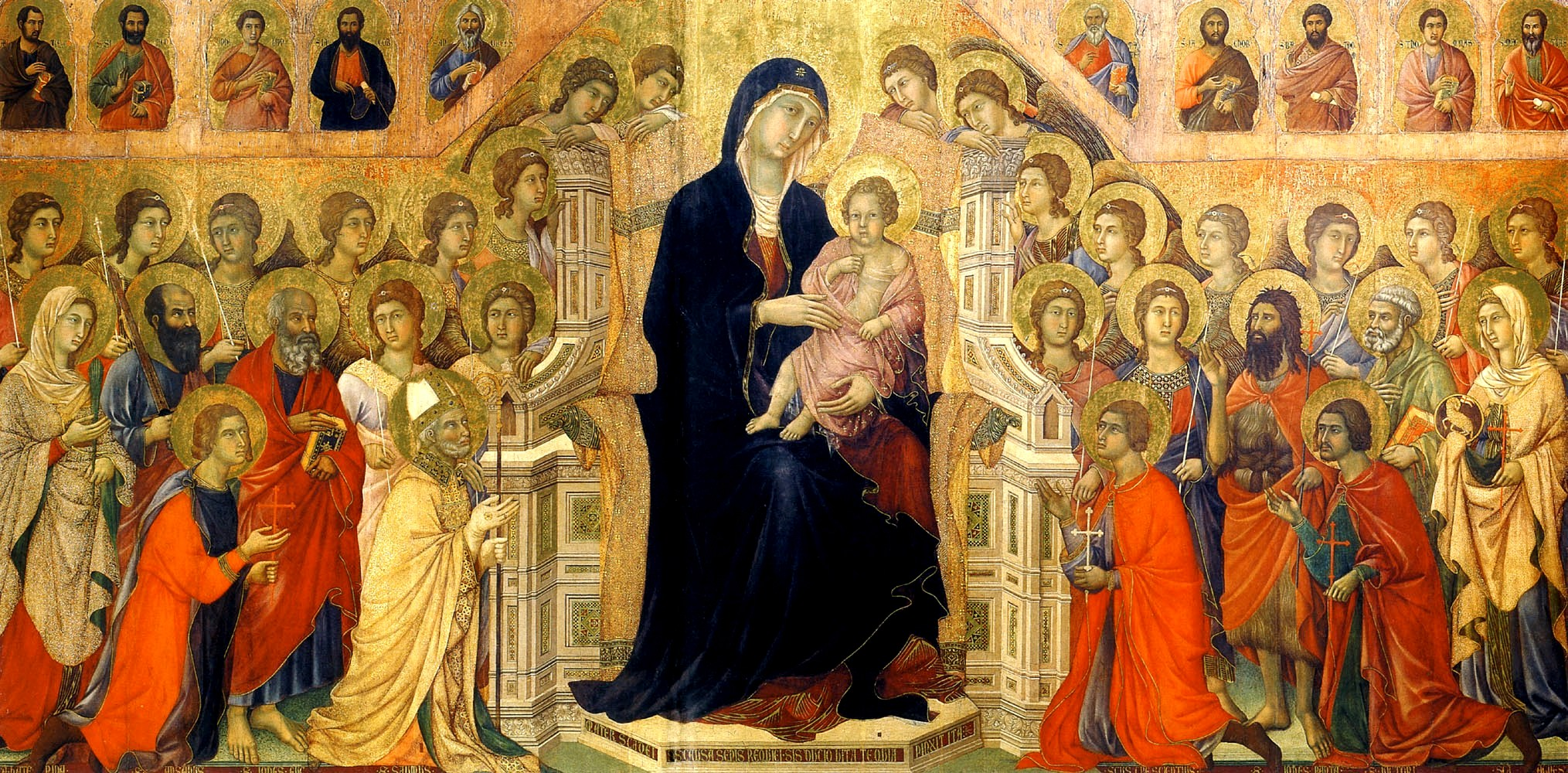
두초의 거대한 마에스타 제단화의 중앙 패널. 시에나 대성당을 위한 것으로, 금박 배경이 특징이다.

이전 섹션에서 언급했듯이, 고딕 시대는 성모 마리아에 대한 강조가 크게 증가한 시기와 일치하며, 이 시기에 성모자상이 가톨릭 미술의 중요한 특징이 되었다. 성인들도 훨씬 더 자주 묘사되었으며, 여전히 대부분 문맹인 대중에게 그들을 시각적으로 식별하기 위해 개발된 다양한 속성 중 다수가 처음 등장했다.
이 시기에는 제단화용 패널화, 종종 세 폭 제단화와 작은 작품들이 새롭게 중요해졌다. 이전에는 패널에 그린 이콘이 서양 미술보다 비잔틴 미술에서 훨씬 더 흔했지만, 서양에서 제작된 많은 현재는 소실된 패널화는 훨씬 이전 시기부터 기록되어 있으며, 초기에는 서양 패널 화가들이 특히 이탈리아에서 비잔틴 모델의 영향을 크게 받았다. 대부분의 초기 서양 패널화는 이탈리아에서 온 것이다. 독특한 서양 양식을 확립하는 과정은 치마부에와 두초에 의해 시작되었고, 전통적으로 르네상스 회화 발전의 시작점으로 여겨지는 조토 디 본도네에 의해 완성되었다. 그러나 대부분의 패널화는 세밀화보다 더 보수적이었는데, 부분적으로는 많은 대중에게 보여졌기 때문이었다.

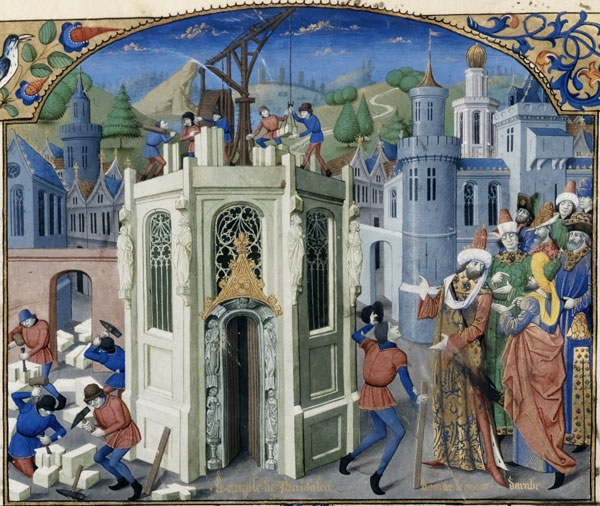
1460년경 부르고뉴 세밀화에 나타난 예루살렘 성전 재건축.

국제 고딕은 약 1360년부터 1430년까지의 궁정 고딕 미술을 설명하며, 그 이후 고딕 미술은 트레첸토 시대 이탈리아에서 형성되기 시작한 르네상스 미술과 합쳐지기 시작한다. 이는 조형의 고전적 원칙과 사실주의로 회귀하는 것이며, 조각가 니콜라 피사노와 화가 조토 디 본도네가 특히 중요한 인물이다. 베리공의 매우 호화로운 기도서는 국제 고딕의 가장 잘 알려진 작품 중 하나이다. 르네상스로의 전환은 지역마다 시기가 달랐다. 플랑드르파 그림은 두 시기 사이에 위치하며, 이탈리아 화가 피사넬로도 마찬가지이다. 이탈리아 밖에서는 궁정 및 일부 부유한 도시의 일부 작품에 르네상스 양식이 나타났지만, 다른 작품들과 이러한 혁신 중심지 밖의 모든 작품은 수십 년 동안 후기 고딕 양식을 계속했다. 종교 개혁은 가톨릭과 연관되었기 때문에 개신교 지역에서 고딕 전통의 종말을 종종 가져왔다.
수학적 기반의 종합적인 선원근법 시스템의 발명은 15세기 초 이탈리아 르네상스 피렌체의 결정적인 업적이지만, 고딕 회화는 이미 거리와 부피의 자연스러운 묘사에서 큰 발전을 이루었다. 그러나 다른 목표와 충돌할 경우 이를 작품의 필수적인 특징으로 여기지 않았고, 후기 고딕 조각은 점차 사실적으로 변모했다. 15세기 중반 부르고뉴 세밀화(오른쪽)에서 예술가는 건물과 석재 블록을 비스듬히 표현하고, 다양한 거리의 장면을 구성하는 기술을 보여주려는 듯하다. 그러나 더 먼 요소의 크기를 줄이려는 그의 전반적인 시도는 체계적이지 않다. 구성의 일부는 비슷한 규모로 되어 있으며, 상대적인 거리는 겹침, 단축법, 그리고 가까운 물체보다 더 높은 곳에 위치한 더 먼 물체로 표현되지만, 왼쪽의 인부들은 더 미세한 크기 조절을 보여준다. 그러나 가장 중요한 인물이 석공보다 훨씬 큰 오른쪽에서는 이는 포기된다.

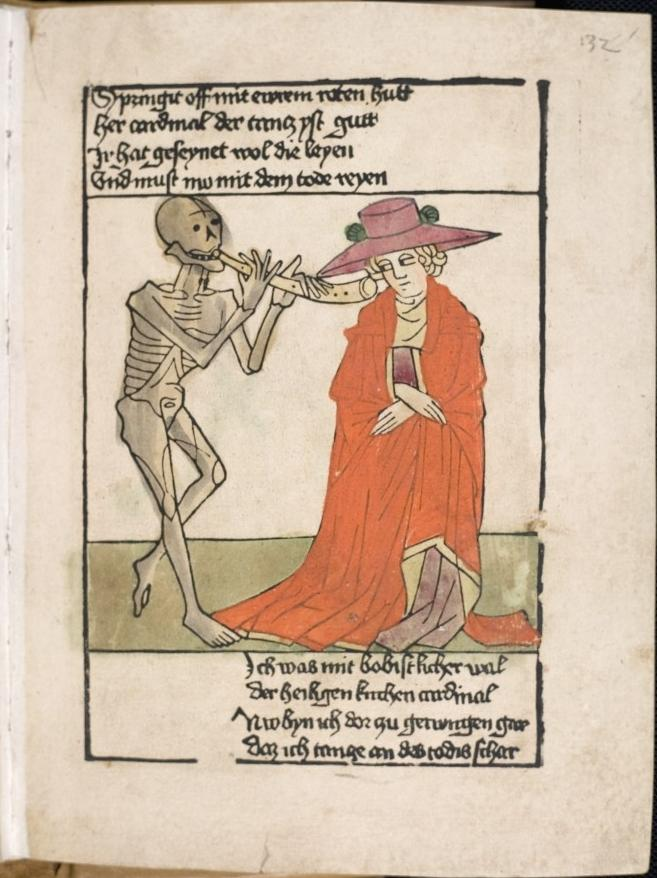
1455–58년경 손으로 채색한 인쇄 블록북에서 코르넷을 연주하는 추기경에게 죽음이 찾아온다. 초기 죽음의 무도의 예시.

이 시기의 말기에는 판화와 같은 새로운 매체가 등장했다. 이들은 작은 패널 그림과 함께 이 시기의 새로운 종교적 경향에 영향을 받은 감성적인 아하흐트빌더("헌신적인 이미지")에 자주 사용되었다. 이들은 그리스도의 수난 이야기에서 분리된 순간들을 묘사한 것으로, 그리스도나 성모의 고통에 대한 명상을 위해 고안되었다. 슬픔의 남자, 피에타, 베로니카의 베일 또는 아르마 크리스티 등이 있다. 14세기 중반 흑사병의 트라우마는 죽음의 무도와 메멘토 모리와 같은 주제의 인기에 적어도 부분적으로 기여했다. 텍스트(종종 구어로)와 단일 목판화로 새겨진 이미지가 있는 저렴한 블록북에서는 그림(왼쪽)과 같은 작품, 아르스 모리엔디 (죽음의 예술)와 인류 구원의 거울과 같은 성경의 예표론적 운문 요약본이 가장 인기가 많았다.
르네상스 인문주의자와 상인 주도의 부유한 도시 중산층의 부상은 사실적인 초상화의 부활, 판화와 자화상의 출현, 그리고 스테인드글라스와 채색 필사본과 같은 형태의 쇠퇴와 함께 예술의 오랜 사회적 맥락을 변화시키기 시작했다. 중세 초기에는 교황, 왕, 수도원장의 전유물이었던 봉헌자 초상화는 이제 사업가와 그 가족을 보여주었으며, 교회는 부유한 사람들의 묘지 기념물로 가득 차게 되었다.

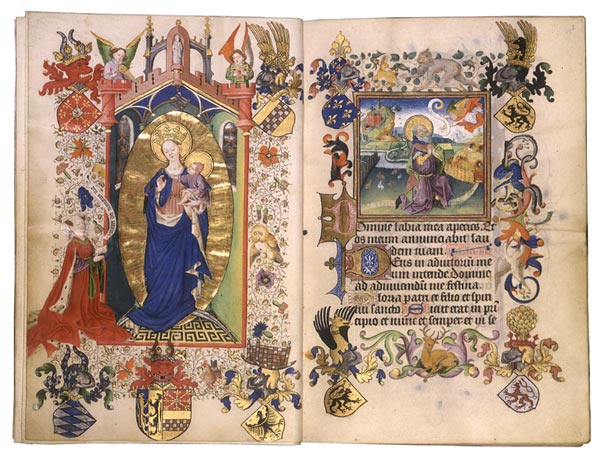
1440년경 클레페의 카타리나 기도서의 표지. 카타리나가 성모자 앞에 무릎 꿇고 있으며, 가족 문장이 둘러싸고 있다. 맞은편에는 요아킴에게 수태고지가 이루어지는 그림과 함께 소일과 중 만과의 시작이 있다. 전형적인 화려한 장식 여백은 도서예술에서 유래했으며, 비잔틴 전통의 어떤 것과도 다르다.

시간서는 평신도, 특히 여성들이 가장 자주 소장하는 필사본의 종류가 되었으며, 14세기 이후로는 가장 많이 삽화가 그려지는 필사본의 종류가 되었다. 이 시기에는 세밀화 제작의 주도권이 평신도 예술가들에게 넘어갔으며, 이들 중에는 여성도 매우 많았다. 주요 채색 중심지인 파리와 15세기 플란데런의 도시들에는 대규모 공방이 있었고, 이들은 유럽 다른 지역으로 작품을 수출했다. 작은 상아 부조, 스테인드글라스, 태피스트리, 노팅엄 알라바스터 (제단화를 위한 저렴한 조각 패널)와 같은 다른 형태의 예술도 비슷한 조건에서 생산되었으며, 도시의 예술가와 장인들은 일반적으로 길드 시스템의 보호를 받았다. 금세공인 길드는 보통 도시에서 가장 부유한 길드 중 하나였고, 화가들은 많은 지역에서 특별한 성 루가 길드의 회원이었다.
궁정연애 또는 기사도적 영웅주의와 관련된 주제를 다룬 세속 작품들은 채색 필사본, 조각 상아 거울함, 태피스트리, 그리고 네프와 같은 정교한 금제 탁자 중심 장식으로 제작되었다. 훨씬 더 많은 개별 예술가들을 구별할 수 있게 되었으며, 그들 중 일부는 국제적인 명성을 얻었다. 베리 공작 장 1세 (1340–1416)와 같은 대귀족들 사이에서는 필사본 수집가들이 나타나기 시작했고, 적당한 부를 가진 사람들 사이에서는 판화 및 기타 작품 수집가들이 나타났다. 부유한 지역에서는 15세기 후반에 이르러 아주 저렴한 종교 목판화가 최신 양식에 가까운 예술을 심지어 농민들의 집까지 가져다주었다.
성모 마리아

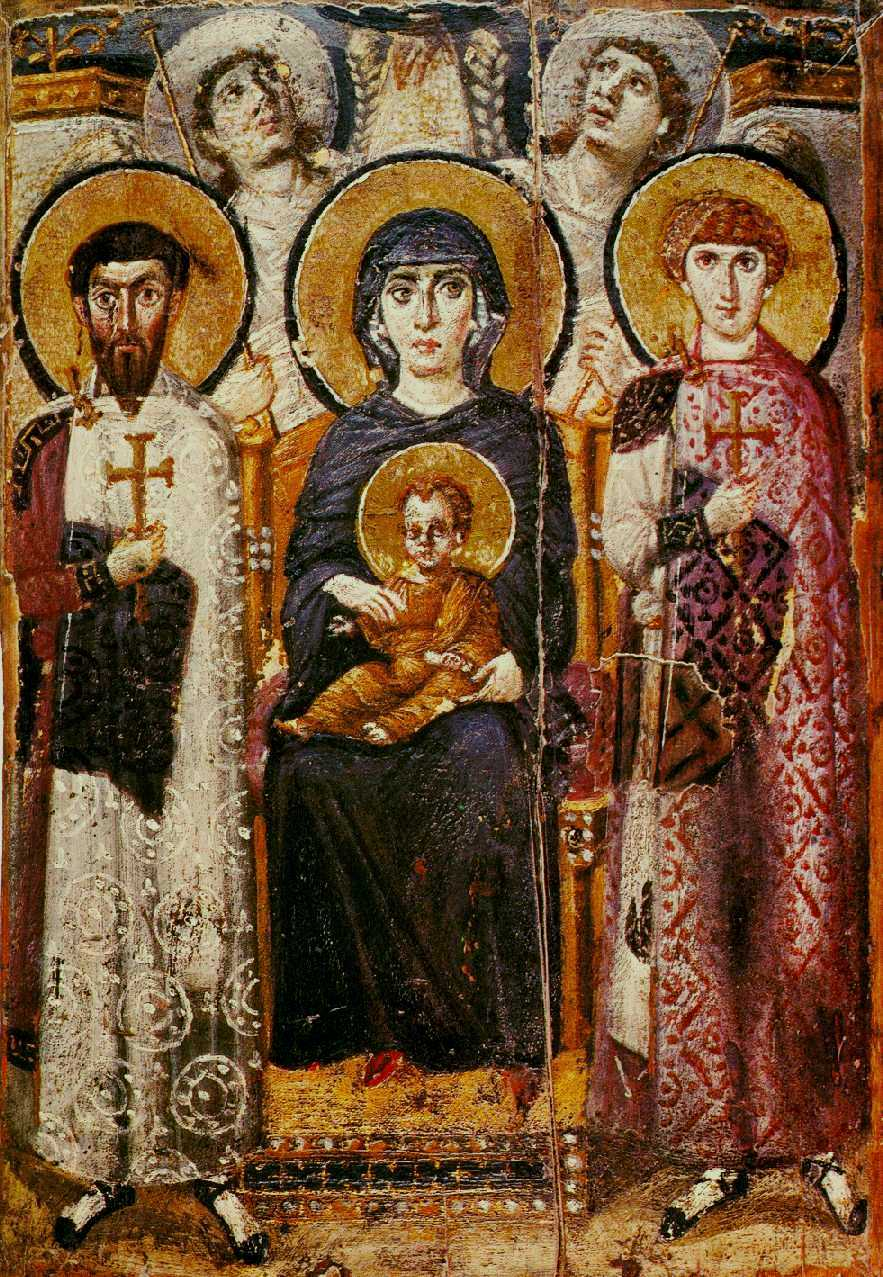
600년경의 가장 오래된 비잔틴 마리아 이콘, 납화, 성녀 가타리나 수도원 소장. 그리스 사실주의 양식을 많이 보존하고 있다.
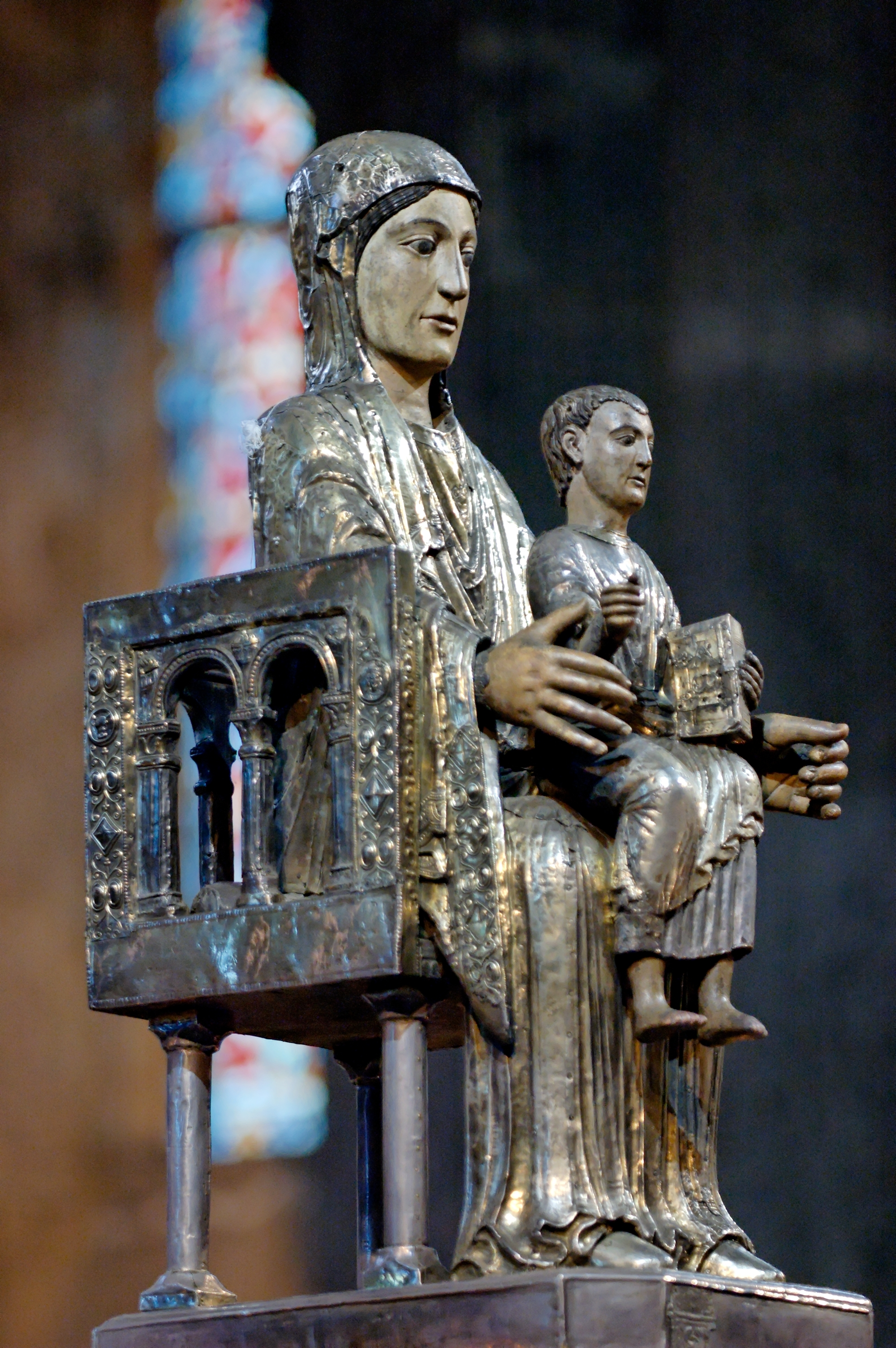
12세기, 지혜의 옥좌 형태의 로마네스크 성모상.
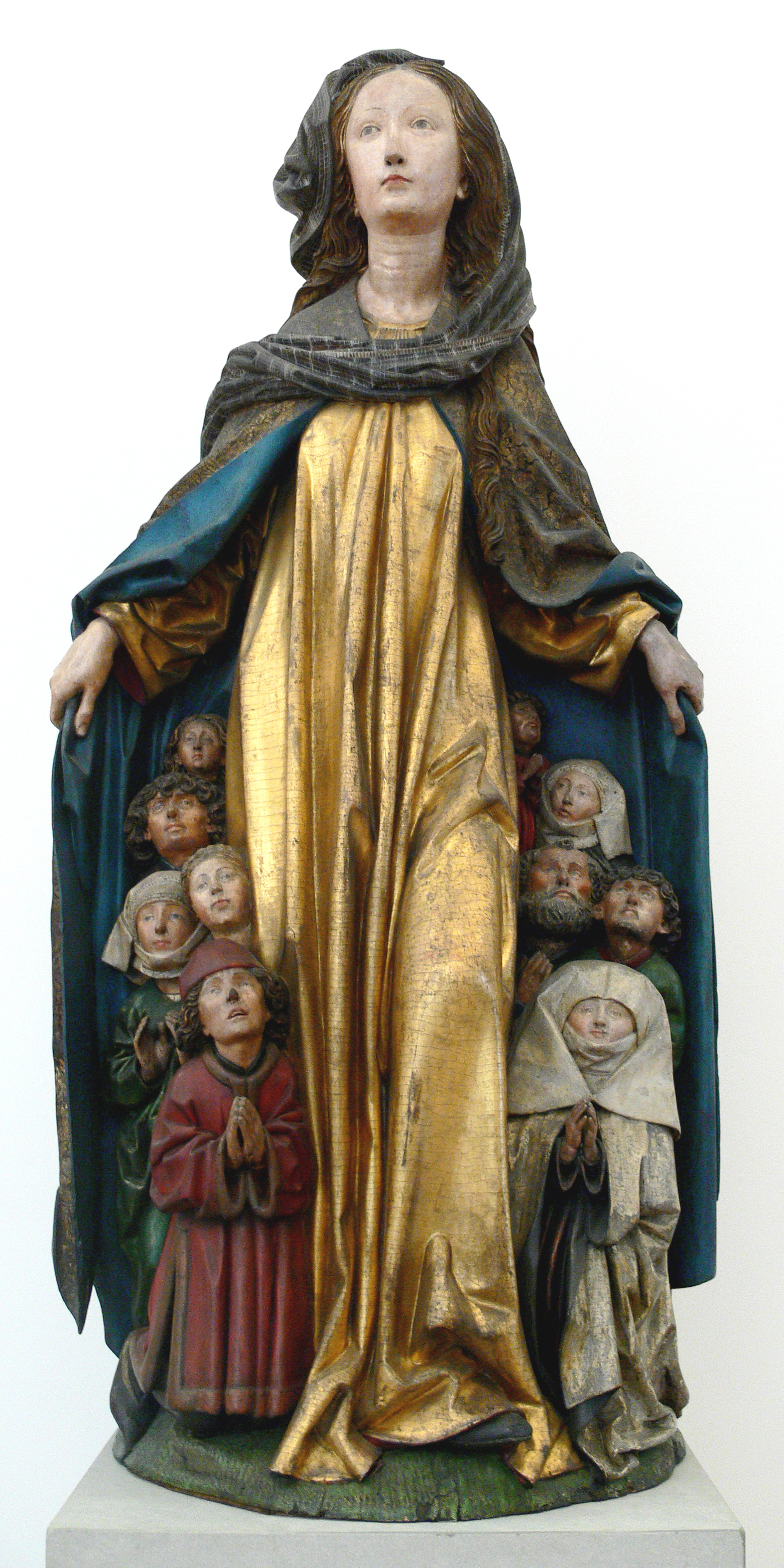
1480년경의 "라벤스부르크 슈츠만텔마돈나", 채색된 린덴 나무, 자비의 성모 유형. 미헬 에르하르트의 작품으로 추정.
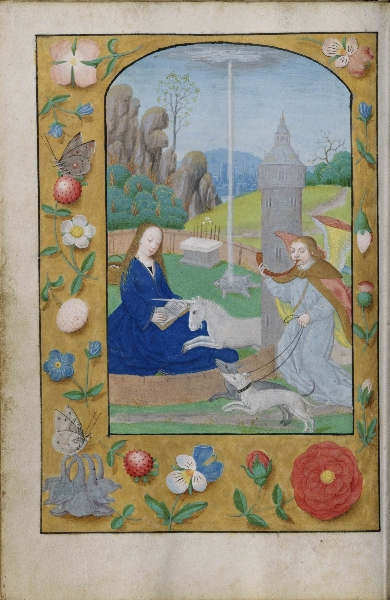
"유니콘 수태고지의 사냥" (약1500년), 존 피어폰트 모건이 수집한 네덜란드 시간서에서. 복잡한 도상학은 울타리 정원 참조.

## 후대의 평가

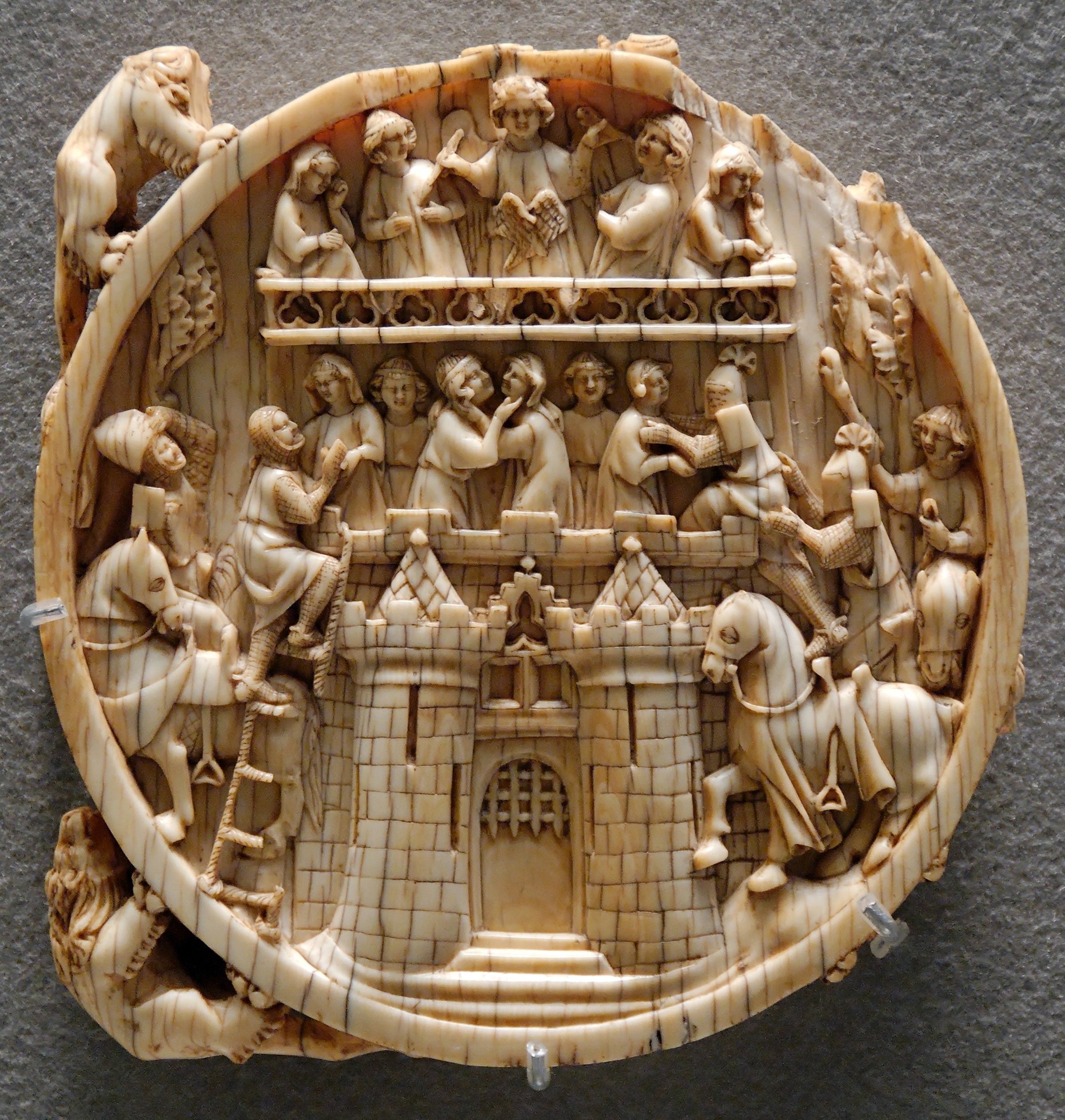
기사들이 공격하고 숙녀들이 방어하는 사랑의 성 공격은 고딕 시대 상아 거울함의 인기 있는 주제였다. 파리, 14세기.

중세 미술은 자체적인 미술사에 대한 인식이 거의 없었으며, 이러한 무관심은 이후 시대에도 계속되었다. 르네상스는 일반적으로 중세 미술을 "암흑 시대"의 "야만적인" 산물로 일축했고, "고딕"이라는 용어는 의도적으로 경멸적인 의미로 발명되었다. 이는 1519년 화가 라파엘로 산치오가 고전 미술의 소멸과 르네상스에서의 재탄생 사이에 존재했던 모든 것을 특징짓기 위해 처음 사용했다. 이 용어는 이후 16세기 중반 피렌체의 예술가이자 역사가인 조르조 바사리에 의해 채택되고 대중화되었으며, 그는 이를 북유럽 건축 전반을 폄하하는 데 사용했다. 채색 필사본은 골동품상들에 의해 계속 수집되거나, 수도원이나 왕실 도서관에 무시된 채 보관되었지만, 그림은 대부분 왕족이나 다른 인물들과 역사적 연관성이 있는 경우에만 관심의 대상이 되었다. 웨스트민스터 사원이 웨스트민스터 레타블을 오랫동안 부적절하게 취급한 것이 그 예이다. 19세기까지 그것은 단지 유용한 목재 조각으로만 여겨졌다. 그러나 잉글랜드의 리처드 2세의 대형 초상화는 잘 보존되었고, 리처드의 또 다른 초상화인 윌턴 이단 제단화 (위의 삽화)도 마찬가지였다. 중세 자체에서와 마찬가지로, 다른 물건들은 주로 성유물로 여겨졌기 때문에 보존되었다.
건축에서 발견되는 "고딕 생존"에 해당하는 회화 예술은 양식이 독일, 영국, 스칸디나비아에서 마침내 소멸된 후에는 존재하지 않았다. 그리고 고딕 리바이벌은 오랫동안 예술보다는 고딕 건축에 중점을 두었다. 양식 계승에 대한 이해는 여전히 매우 미약했으며, 토마스 릭맨의 영국 건축에 대한 선구적인 책 제목인 "정복부터 종교개혁까지 영국 건축 양식을 구별하려는 시도"(1817)에서 이를 엿볼 수 있다. 그러나 존 러스킨, 외젠 비올레르뒤크, 퓨진을 비롯한 작가들의 영향으로 이탈리아 또는 플랑드르 "원시주의"로 알려진 중세 조각과 회화에 대한 인식이 유행하면서 19세기 중반부터 이러한 상황은 급격히 바뀌기 시작했다. 월터 스콧의 아이반호 (1819)와 빅토르 위고의 파리의 노트르담 (1831)과 같은 문학 작품의 낭만적인 중세주의도 영향을 미쳤다. 당시 비교적 저렴했던 "원시주의" 작품의 초기 수집가 중에는 앨버트 공도 있었다.

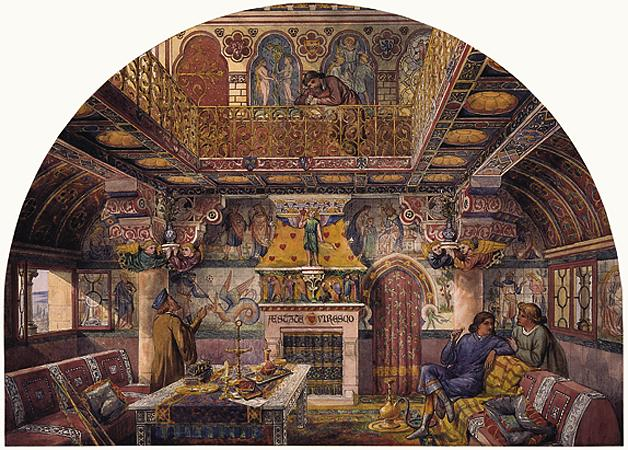
윌리엄 버지스의 카디프성 여름 흡연실 디자인, 1860년대.

예술가들 중에서는 1809년의 독일 나자레네 운동과 1848년의 영국 라파엘 전파 모두 적어도 후기 르네상스의 가치를 거부했지만, 실제로는 중세 장면을 묘사하는 경우에도 그들의 작품은 고딕이나 그 이전 시기보다는 주로 초기 르네상스로부터 영향을 받았다. 존 밀레이의 초기 그래픽 작품은 다소 예외적이다. 윌리엄 모리스 역시 중세 미술의 안목 있는 수집가였으며, 중세 양식을 자신의 작품에 더욱 철저히 흡수했고, 윌리엄 버지스도 마찬가지였다.

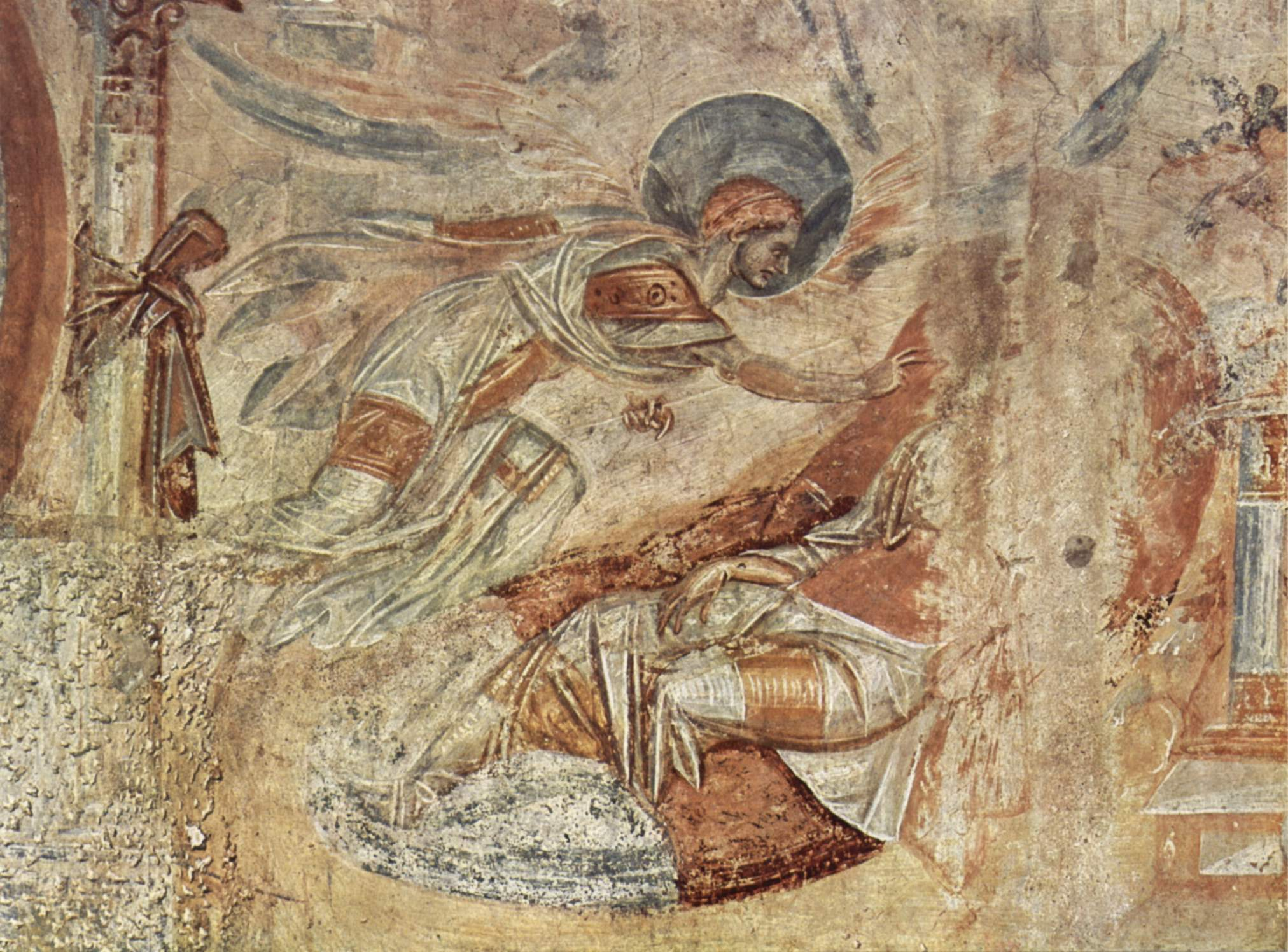
1944년 발견된 이래 많은 논란의 대상이 되어 왔으며, 현재는 일반적으로 10세기로 추정되는 카스텔세프리오의 비잔틴 양식 프레스코 벽화 중 <요셉의 꿈>.

19세기 후반에 이르러 많은 삽화가들과 다양한 종류의 장식 예술 제작자들은 이러한 목적을 위해 설립된 빅토리아 앤 앨버트 박물관과 같은 새로운 박물관에서 중세 양식을 성공적으로 사용하는 방법을 배웠다. 동시에 독일과 프랑스를 중심으로 한 새로운 학문 분야인 미술사는 중세 미술에 집중하여 현존하는 작품들을 목록화하고 연대를 추정하며 중세 양식과 도상학의 발전을 분석하는 데 빠르게 생산성을 높였다. 그러나 후기 고대와 전 카롤루스 시대는 20세기까지 덜 탐구된 "무인지대"로 남아 있었다.
프란츠 테오도르 쿠글러는 1837년에 카롤루스 미술을 처음으로 명명하고 기술했다. 이 시대의 많은 미술사학자들처럼 그는 요한 고트프리트 헤르더가 18세기에 시작한 자신의 국가 정신을 미술사에서 찾아내고 홍보하려고 했다. 쿠글러의 제자이자 위대한 스위스 미술사학자인 야코프 부르크하르트는 중세 미술 전문가라고 할 수는 없지만, 중세 미술에 대한 이해를 발전시키는 데 중요한 인물이었다. 중세 미술은 이제 박물관과 조지 살팅, 로스차일드가, 존 피어폰트 모건과 같은 개인 수집가들에 의해 활발하게 수집되었다.
고딕 리바이벌과 켈트 복고주의의 도서예술 양식 사용이 쇠퇴한 후에도, 중세 미술의 반사실주의적이고 표현적인 요소들은 여전히 많은 현대 예술가들에게 영감을 주었다.
독일어권 미술사학자들은 에밀 말 (1862–1954)과 앙리 포시옹 (1881–1943)과 같은 인물에도 불구하고 나치 시대까지 중세 미술사를 지배했지만, 나치 시대에는 많은 중요한 인물들이 주로 영국이나 미국으로 이주했으며, 그곳에서는 미술사의 학문적 연구가 아직 발전 중이었다. 이들 중에는 고령의 아돌프 골드슈미트와 니콜라우스 페브스너, 에른스트 키칭어, 에르빈 파노프스키, 쿠르트 바이츠만, 리하르트 크라우타이머 등을 포함한 젊은 인물들이 있었다. 마이어 샤피로는 1907년에 어린 시절 이민을 왔다.

## 중세 기독교 미술에 묘사된 유대인

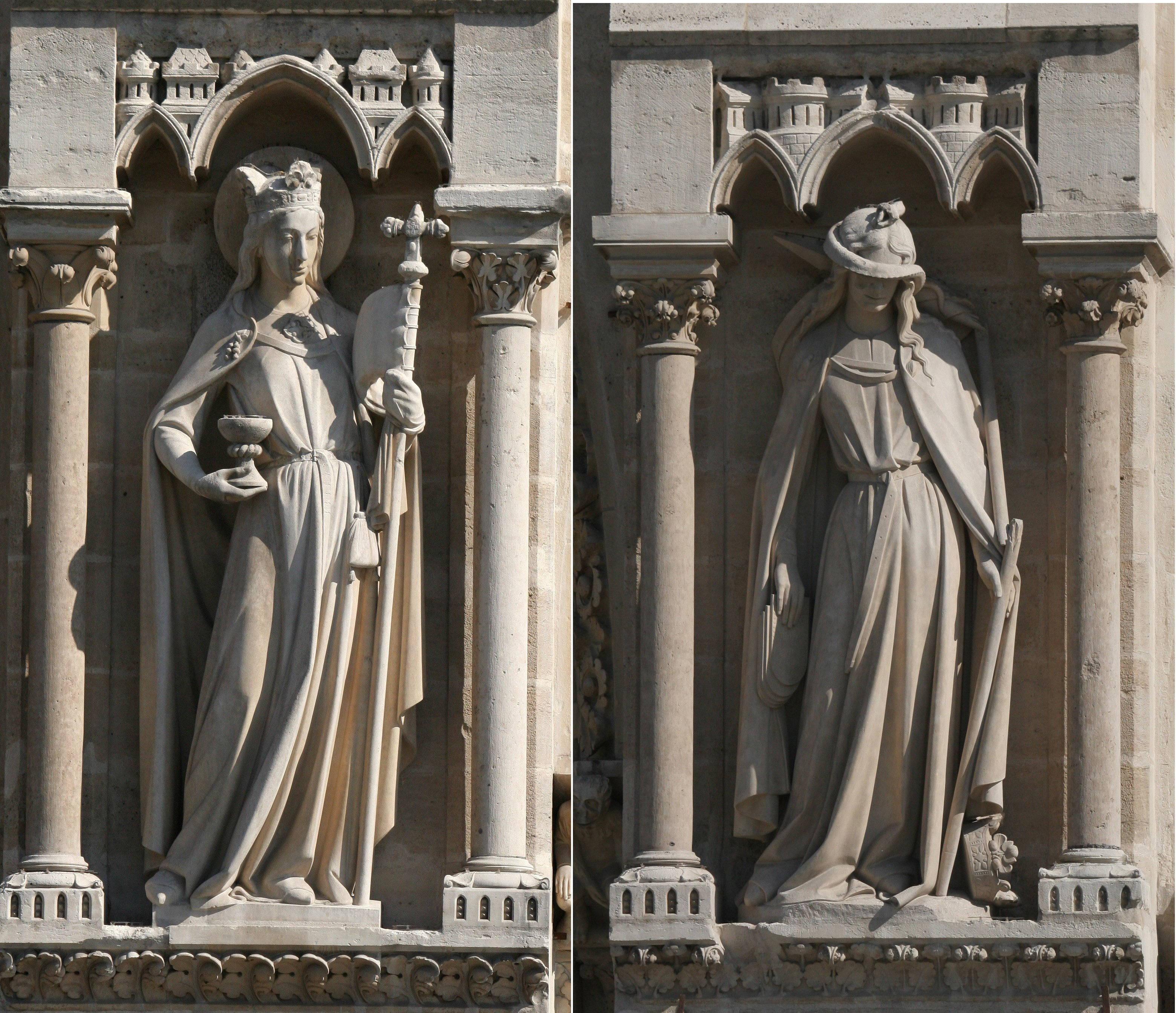
파리 노트르담 대성당의 교회와 회당.

대부분의 중세 서사 종교 예술은 성경의 사건을 묘사했는데, 여기서 묘사된 대부분의 인물들은 유대인이었다. 그러나 이러한 묘사에서 유대인이라는 점이 얼마나 강조되었는지는 크게 달랐다. 중세 유럽에서는 5세기에서 15세기 사이에 일부 기독교 미술이 다양한 요인으로 인해 유대인에 대한 편견과 일반적으로 부정적인 시각을 표현하는 방식으로 사용되었다. 그들은 또한 유대인들이 문화적, 종교적으로 다르기 때문에 그들을 싫어하는 경향이 있었으며, 반그리스도가 유대인으로 묘사되는 등 유대인에 대한 부정적인 시각을 담은 종교적 가르침 때문이기도 했다. 고리대금업자로서 유대인들의 경제적 지위는 그들에게 주어진 왕실의 보호와 결합되어 유대인과 기독교인 사이에 긴장된 관계를 만들었다. 이러한 긴장은 여러 방식으로 나타났는데, 그 중 하나는 반유대주의적이고 반유대적 예술과 선전물의 제작을 통해 유대인과 그들의 종교적 신념을 불신하게 하고 이러한 신념을 사회에 더욱 확산시키는 목적을 달성했다. 후기 중세의 교회와 회당 이미지는 대체주의 기독교 교리를 나타냈는데, 이는 기독교의 새언약이 유대인의 모세 언약을 대체했다는 것이다. 사라 립턴은 예수 앞에서 유대인의 맹목을 묘사하는 것과 같은 일부 묘사는 명시적으로 반유대적이라기보다는 자기 성찰의 한 형태로 의도되었다고 주장했다.

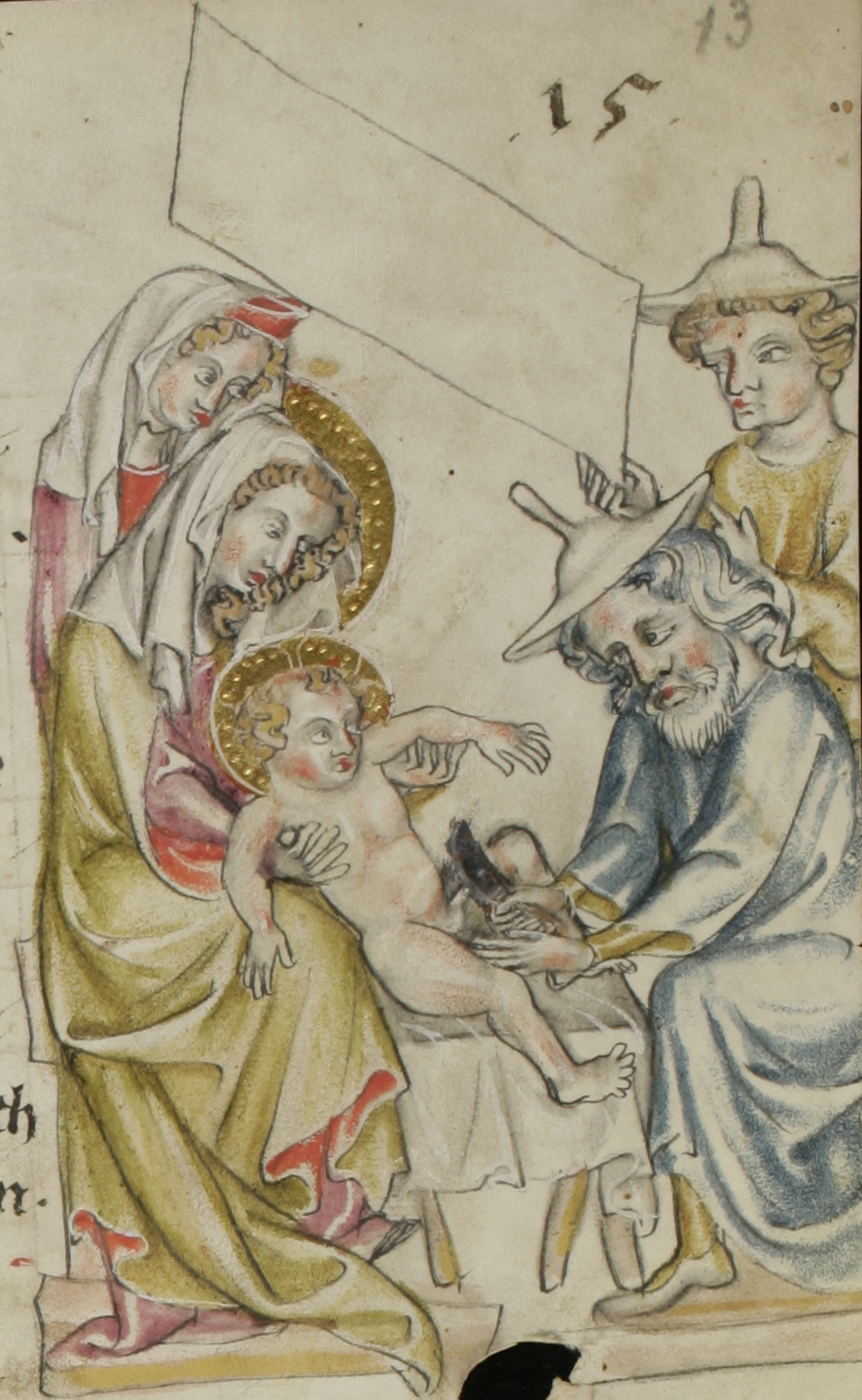
그리스도의 할례, 오스트리아, 약1340년.

데브라 힉스 스트릭랜드는 2013년 저서 "사라센, 악마, 그리고 유대인"에서 중세 미술에 나타난 유대인의 부정적 묘사를 세 가지 범주로 나눌 수 있다고 주장한다. 즉, 신체적 묘사에 초점을 맞춘 미술, 저주의 징표를 특징으로 하는 미술, 그리고 유대인을 괴물로 묘사한 이미지이다. 중세 기독교 미술에서 유대인의 신체적 묘사는 종종 뾰족한 유대인 모자와 긴 수염을 가진 남성으로, 이는 경멸적인 상징으로 사용되었고 유대인을 기독교인과 명확하게 분리하기 위함이었다. 이러한 묘사는 시간이 지남에 따라 더욱 악화되었지만, 중세 후기 기독교 미술에서 유대인 여성은 유사한 특징적인 신체적 묘사가 부족했다. 유대인을 저주의 징표가 나타나는 장면으로 묘사한 미술은 유대인이 그리스도를 살해한 책임이 있다는 기독교적 믿음에서 비롯된 것으로 여겨지며, 이는 유대인들이 그리스도를 십자가에 못 박는 예술적 표현으로 이어졌다.
스트릭랜드는 유대인들이 기독교 지배 사회에서 때때로 이방인으로 여겨졌는데, 이는 유대인이 야만인이라는 믿음으로 발전했고, 결국 유대인이 "참된 믿음"을 거부하는 괴물이라는 생각으로 확장되었다고 주장한다. 이 시기의 일부 미술은 이러한 개념들을 결합하여, 유대인의 전형적인 수염과 뾰족한 모자 이미지를 괴물의 이미지와 혼합하여, 유대인을 괴물과 동의어로 만든 예술 작품을 탄생시켰다.
유대인에 대한 이러한 부정적인 묘사의 이유는 여러 원천으로 거슬러 올라갈 수 있지만, 주로 유대인이 그리스도를 살해했다는 비난, 그들의 문화적 이웃과의 종교적 및 문화적 차이, 그리고 중세 문헌과 텍스트에서 반그리스도가 종종 유대인으로 묘사된 방식에서 비롯된다. 유대인들은 최근 그리스도의 죽음에 대한 비난을 받았고, 따라서 기독교인들에 의해 미술과 경전 모두에서 부정적으로 묘사되었다.
유대인과 기독교인 사이의 긴장은 종종 높았고, 이로 인해 유대인에 대한 다양한 고정관념이 형성되어 예술적 묘사에서 흔하게 나타났다. 예술 작품에서 유대인을 기독교인과 구별하는 속성 중 일부는 뾰족한 모자, 매부리코, 긴 수염이다. 유대인 묘사에 이러한 속성을 포함시킴으로써 기독교인들은 유대인들을 이미 존재했던 것보다 더 '다른 사람'으로 만들고, 그들을 일반 대중으로부터 더욱 소외되고 분리된 것처럼 보이게 하는 데 성공했다. 이러한 속성들이 유대인 묘사에 추가되었을 뿐만 아니라, 그들은 그리스도를 살해했다고 추정되고 그리스도를 메시아로 거부했기 때문에 일반적으로 악랄하고 괴물처럼 묘사되었다. 이러한 점은 그들이 주로 고립된 집단에서 살면서 기독교 이웃들과 크게 분리되었고, 중세 예술에 반영된 그룹 간의 지속적인 균열을 야기했다.

## 같이 보기
- 중세 문학
- 서양 중세 음악
- 서양 중세 연극
- 서양화

## 참조
- 이 문서에는 다음커뮤니케이션(현 카카오)에서 GFDL 또는 CC-SA 라이선스로 배포한 글로벌 세계대백과사전의 내용을 기초로 작성된 글이 포함되어 있습니다.

1. ↑  Heslop traces the beginning of the change to "around the twelfth century", quoted, 54; Zarnecki, 234
2. ↑  Kitzinger (throughout), Hinks (especially Part 1) and Henderson (Chapters 1, 2 & 4) in particular are concerned with this perennial theme. Google books 보관됨 2022-10-27 - 웨이백 머신
3. ↑  Fordham University 보관됨 2014-10-29 - 웨이백 머신 Josiah Russell's figures - all estimates are of course very imprecise. See 흑사병의 결과 for more details.
4. ↑  Li, H.; Ku, T. (2002). 《Little Ice Age and Medieval Warm Periods in Eastern China as Read from the Speleothem Records》. 《AGU Fall Meeting Abstracts》 2002. Bibcode:2002AGUFMPP71C..09L.
5. ↑  Dodwell (1982), pp. 22–23, and Chapter III
6. ↑  The 화이트 타워는 1078년에 시작되었고, 런던탑의 일부 후기 왕실 거처가 남아 있으며, 요새화되지 않은 왕궁 중 가장 중요한 중세 유적인 엘텀 궁전의 홀과 일부도 남아 있다. 왕실 거처는 일부 성에 남아 있다.
7. ↑  the small Carolingian(?) Equestrian Statue of an Emperor in the Carnavalet Museum in Paris, Hinks, 125-7; and the 12th(?)-century bronze of a man wrestling with a lion, variously considered English, German or Sicilian in origin, discussed by Henderson (1977), 135–139.
8. ↑  Grocock, Chris has some calculations in Mayo of the Saxons and Anglican Jarrow, Evidence for a Monastic Economy 보관됨 2012-02-26 - 웨이백 머신, according to which sheep required only one third as much land per page as calves. 1,600 calves seems to be the standard estimate, see John, Eric (1996), 《Reassessing Anglo-Saxon England》, Manchester: Manchester University Press, 14쪽, ISBN 0-7190-5053-7
9. ↑  Campbell (1998), 29 – the following pages describe gold, pigments and other materials.
10. ↑  Dates are discussed in Calkins (1979), xix-xx, Kitzinger (1955), 1, Beckwith (1964), 9.
11. ↑  Henderson (1977), 8.
12. ↑  Hinks, chapters 1 & 2, and Kitzinger, 1955, chapter 1.
13. ↑  Kitzinger 1955, 57–60쪽.
14. ↑  Atroshenko and Judith Collins cover the Eastern influences on Romanesque art in detail.
15. ↑  Belcher, Wendy Laura, Jeremy Brown, Mehari Worku, Dawit Muluneh, and Evgeniia Lambrinaki. "The Ethiopian Stories about the Miracles of the Virgin Mary (Täˀammərä Maryam)" (with ). Ethiopia at the Crossroads: Exhibition Catalogue, ed. Christine Sciacca. Baltimore: Walters Art Museum. 2024.
16. ↑  “Home | Princeton Ethiopian, Eritrean, and Egyptian Miracles of Mary Project”. 《pemm.princeton.edu》 (영어). 2024년 5월 5일에 확인함.
17. ↑  Henderson 1977, ch. 2; Calkins 1979, chs 8 & 9; Wilson 1984, 16–27쪽 on early Anglo-Saxon art.
18. ↑  Dodwell 1993, 74(quote)–75쪽, and see index.
19. ↑  Hoffman, 324; Mack, Chapter 1, and passim throughout; The Art of the Umayyad Period in Spain (711–1031), Metropolitan Museum of Art timeline 보관됨 2019-07-17 - 웨이백 머신 Retrieved April 1, 2011
20. ↑  Honour & Fleming 1982, 256–262쪽.
21. ↑  Honour & Fleming 1982, 269쪽.
22. ↑  베네치아의 돌, chapter 1, paras 25 and 29 보관됨 2013-12-24 - 웨이백 머신; discussed pp. 49–56 here  보관됨 2022-11-23 - 웨이백 머신
23. ↑  Beckwith 1964, 206–209쪽.
24. ↑  Jones, Dalu & Michell, George, (eds); The Arts of Islam, Arts Council of Great Britain, 9, 1976, ISBN 0-7287-0081-6
25. ↑  Caiger-Smith, chapters 6 & 7
26. ↑  휴 토머스, An Unfinished History of the World, 224-226, 2nd edn. 1981, Pan Books, ISBN 0-330-26458-3; 페르낭 브로델, Civilization & Capitalism, 15-18th Centuries, Vol 1: The Structures of Everyday Life, William Collins & Sons, London 1981, p. 440: "If medieval Islam towered over the Old Continent, from the Atlantic to the Pacific for centuries on end, it was because no state (Byzantium apart) could compete with its gold and silver money ..."; and Vol 3: The Perspective of the World, 1984, ISBN 0-00-216133-8, p. 106: "For them [the Italian maritime republics], success meant making contact with the rich regions of the Mediterranean - and obtaining gold currencies, the dinars of Egypt or Syria, ... In other words, Italy was still only a poor peripheral region ..." [period before the Crusades]. The Statistics on World Population, GDP and Per Capita GDP, 1-2008 AD 보관됨 2019-02-16 - 웨이백 머신 compiled by 앵거스 매디슨 show Iran and Iraq as having the world's highest per capita GDP in the year 1000
27. ↑  Rather than along religious lines, the divide was between east and west, with the rich countries all lying east of the 나일강: Maddison, Angus (2007): "Contours of the World Economy, 1–2030 AD. Essays in Macro-Economic History", Oxford University Press, ISBN 978-0-19-922721-1, p. 382, table A.7. and Maddison, Angus (2007): "Contours of the World Economy, 1–2030 AD. Essays in Macro-Economic History", Oxford University Press, ISBN 978-0-19-922721-1, p. 185, table 4.2 give 425 1990 국제 달러 for Christian Western Europe, 430 for Islamic North Africa, 450 for Islamic Spain and 425 for Islamic Portugal, while only Islamic Egypt and the Christian Byzantine Empire had significantly higher GDP per capita than Western Europe (550 and 680–770 respectively) (Milanovic, Branko (2006): "An Estimate of Average Income and Inequality in Byzantium around Year 1000", Review of Income and Wealth, Vol. 52, No. 3, pp. 449–470 (468))
28. ↑  The subject of Mack's book; the Introduction gives an overview
29. ↑  Hoffman, Eva R. (2007): Pathways of Portability: Islamic and Christian Interchange from the Tenth to the Twelfth Century, pp.324f., in: Hoffman, Eva R. (ed.): Late Antique and Medieval Art of the Mediterranean World, Blackwell Publishing, ISBN 978-1-4051-2071-5
30. ↑  Mack, 4
31. ↑  Hinks 1974, Parts II & III; Kitzinger 1955, ch. 2; Calkins 1979, chs 11 & 12.
32. ↑  Kitzinger 1955, 75–77쪽.
33. ↑  Dodwell, 56 & Beckwith, 39-43.
34. ↑  A complicated subject, covered in Dodwell (1993), 175, 223, 258 among many other passages.
35. ↑  Beckwith 1964, 145–149쪽.
36. ↑  Henderson 1977, 190(quote)–195쪽.
37. ↑  Dodwell (1993), 167-169
38. ↑  Honour & Fleming 1982, 277 & 284–288쪽. Beckwith 1964, 149쪽, says the bronze column at Hildesheim of c. 1020 "cannot be said to be Romanesque ... It stands apart as a curious Ottonian pastiche of a Roman monument ... never to be repeated"
39. ↑  Harpham, Geoffrey Galt (2006년 1월 1일), 《Bernard's letter》, Davies Group Publishers, ISBN 978-1-888570-85-4, 2011년 6월 11일에 확인함
40. ↑  Dodwell (1993), 212–214. The MS is the 디종 그레고리우스 1세의 욥기 강해.
41. ↑  Honour & Fleming 1982, 271쪽.
42. ↑  Karkov, Catherine E. (2016), 〈Hardham Wall Paintings〉,   Paul E. Szarmach; M. Teresa Tavormina; Joel T. Rosenthal, 《Medieval England: An Encyclopedia》, Routledge, 337쪽, ISBN 978-1-138-06208-5
43. ↑  The 베른 역사 박물관 has many of the best pieces, and these and others were shown in an exhibition on Philip in Bern, Bruges and Vienna in 2008-9.
44. ↑  Plummer 1964, plates 1–2.
45. ↑  In works like this 보관됨 2019-07-31 - 웨이백 머신, stylistically very different from the finished painting.
46. ↑  Kitzinger 1955, 1(quote)–2쪽.
47. ↑  Holcomb, Barbara Drake; Holcomb, Melanie (June 2008). “Jews and the Arts in Medieval Europe”. 《Metropolitan Museum of Art》. 2017년 11월 28일에 확인함.
48. ↑  Mittman, Asa Simon; Dendle, Peter J. (2013). 《The Ashgate Research Companion to Monsters and the Monstrous》 (영어). Ashgate Publishing, Ltd. 383쪽. ISBN 9781472418012.
49. ↑  Rose, Christine, "The Jewish Mother-in-law; Synagoga and the Man of Law's Tale", pp. 8-11, in Delany, Sheila (ed), Chaucer and the Jews : Sources, Contexts, Meanings, 2002, Routledge, google books 보관됨 2022-11-23 - 웨이백 머신, ISBN 0-415-93882-1, ISBN 978-0-415-93882-2
50. ↑  Lipton, Sara (2014년 11월 4일). 《Dark Mirror: The Medieval Origins of Anti-Jewish Iconography》 (영어). Macmillan. 5쪽. ISBN 9780805079104.
51. ↑  Lipton, Sara (2008). 《Where Are the Gothic Jewish Women? On the Non-Iconography of the Jewess in the Cantigas de Santa Maria》. 《Jewish History》 22. 139–177쪽. doi:10.1007/s10835-007-9056-1. JSTOR 40345545. S2CID 159967778.
52. ↑  Strickland, Debra Higgs (2003). 《Saracens, Demons, & Jews: Making Monsters in Medieval Art》 (영어). Princeton University Press. 99쪽. ISBN 0691057192.
53. 1 2  Strickland, Debra Higgs (2003). 《Saracens, Demons, & Jews: Making Monsters in Medieval Art》 (영어). Princeton University Press. 241–247쪽. ISBN 0691057192.
54. 1 2  Strickland, Debra Higgs (2003), Saracens, Demons, and Jews: Making Monsters in Medieval Art, New Jersey: Princeton University Press